# 日野・セレガ
セレガ（S'elega ）とは、ジェイ・バスが製造し、日野自動車が販売している大型観光バス車両。車名の由来は「セクシー」&「エレガント」の略語。
1990年にブルーリボンRU19/60/63観光をフルモデルチェンジして発売を開始、2000年にセレガRとしてマイナーチェンジを行った。
さらに、2005年8月22日にはいすゞ自動車との統合モデルとして車名も新たに“セレガ”にフルモデルチェンジした。これに伴い、いすゞ・ガーラもセレガと基本的に同一のモデルとなった。
なお、ここでは現在のセレガシリーズの前身であるブルーリボンRU60/63系観光バス、日本初のスケルトンボディ観光バス・RS系、日野初の本格的な観光バスシリーズRV系、高速バス専用モデルRA100系・RA900系についても紹介する。

## 1963年〜1982年までの日野の純観光バス

### RA系

#### RA100P

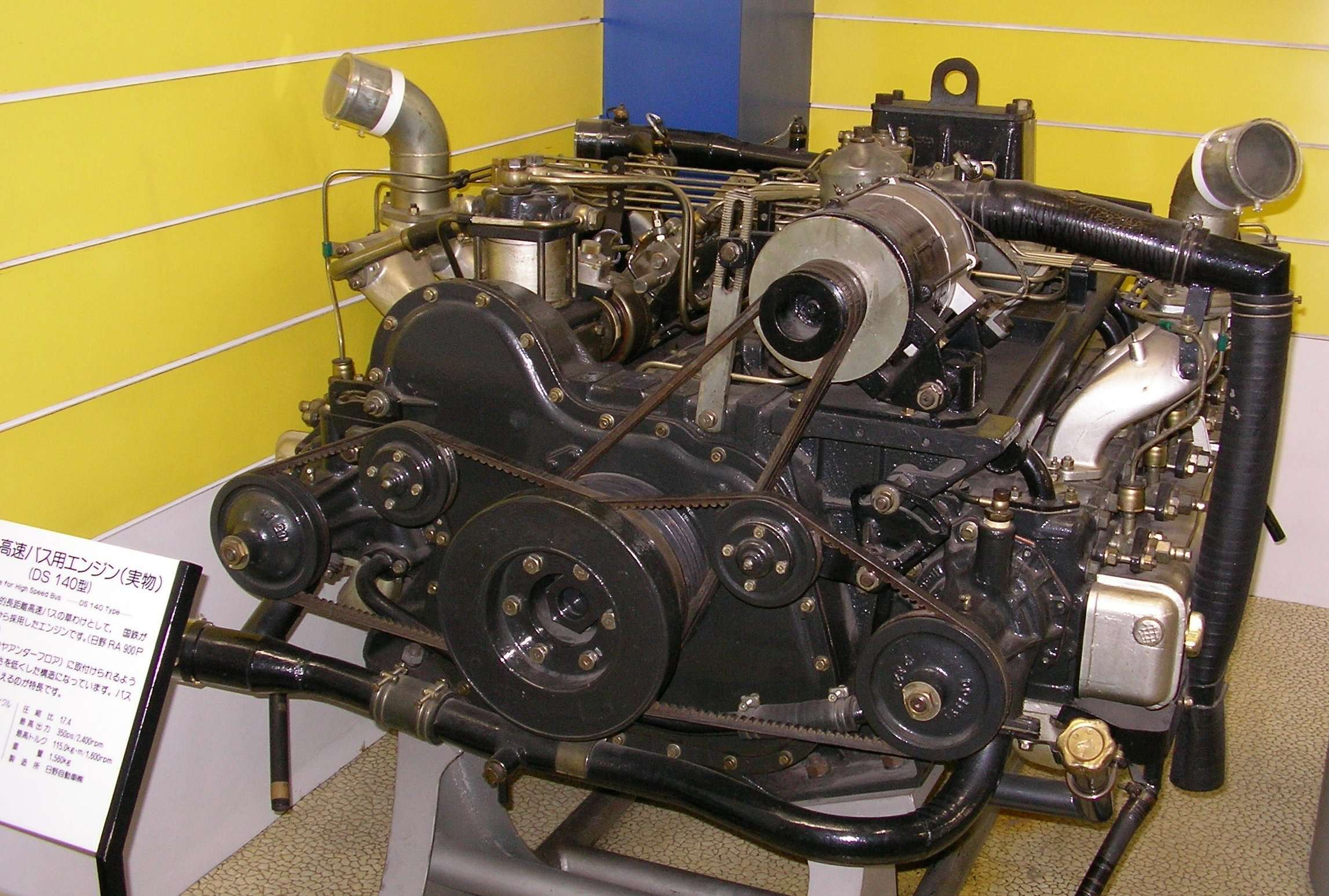
DS140型水平対向12気筒ディーゼルエンジン

1963年、高速輸送時代の到来に合わせて発売。名神高速道路の開通に伴って、国鉄では名神ハイウェイバスを運行することになり、日野は1960年に試作されたRX10Pを発展させたRA100Pを開発した。エンジンは路線車RB10の水平型6気筒DS80を2台抱き合わせた水平対向12気筒16リッターのDS120型・320psで当時の国内最高出力を誇った。全長12mのRA100Pと11m級のRA120Pが生産された。ボディは帝国自動車工業が国鉄向けを製造したほか、近畿日本鉄道（現近鉄バス）や日本高速自動車（現名阪近鉄バス）には金沢産業製が納入された。他に富士重工業製もある。

#### RA900P

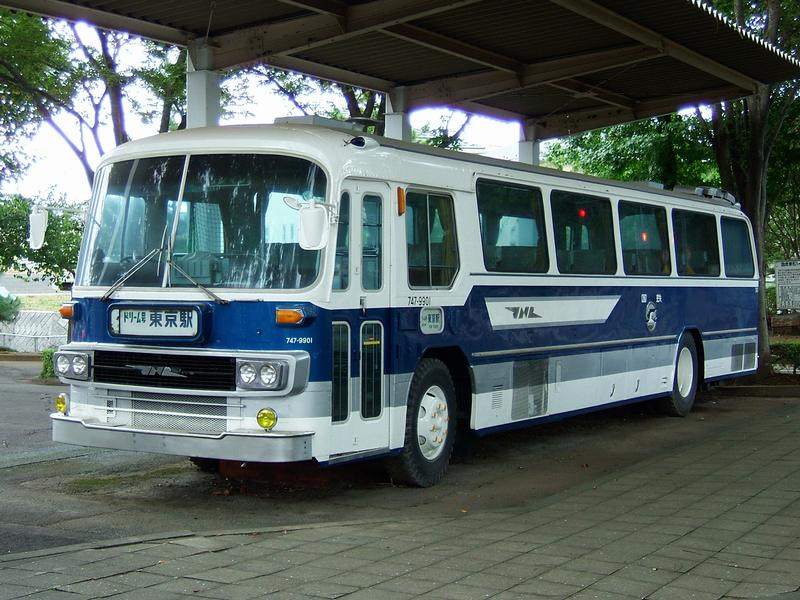
日野RA900P（国鉄バス 747-9901）

1969年、東名ハイウェイバスの運行開始に際して国鉄はバスストップから本線への合流時に3速・80km/hの加速性能を求め、RA900Pにモデルチェンジした。エンジンはRBの後継である路線車RE用をベースにした、水平対向12気筒17リッターのDS140型・350psに出力アップした。ボディは帝国車体工業が担当し、車体デザインを一新した。ラジエーターが前面に取り付けられたスタイルが特徴である。当時、V12型エンジンを採用した三菱車（B906R型）に比べ、客室のデッドスペースが小さく、夜行便のドリーム号用にも採用された。しかし、高価で燃費も悪いことなどから、RA900Pは国鉄専用型式として1976年まで製造された。
当時の高出力観光車としては、路線系と共通シャーシのRCで事足りた。RCはターボ付も用意され、RAを採用した事業者でも一般の観光用にはこちらが主力であった。結果、RAは時期尚早であったことは否めないが、V8エンジン搭載の量産型観光バスRV100Pにこうした経験が反映されたことも事実である。
引退後、RA900Pのうち1台がつくば市の交通公園に保存されている。また、DS140型エンジンは東京・神田の交通博物館と日野自動車本社で保存しているが、前者は閉館に伴いさいたま市の鉄道博物館へ移されて引き続き展示・保存。

### RV

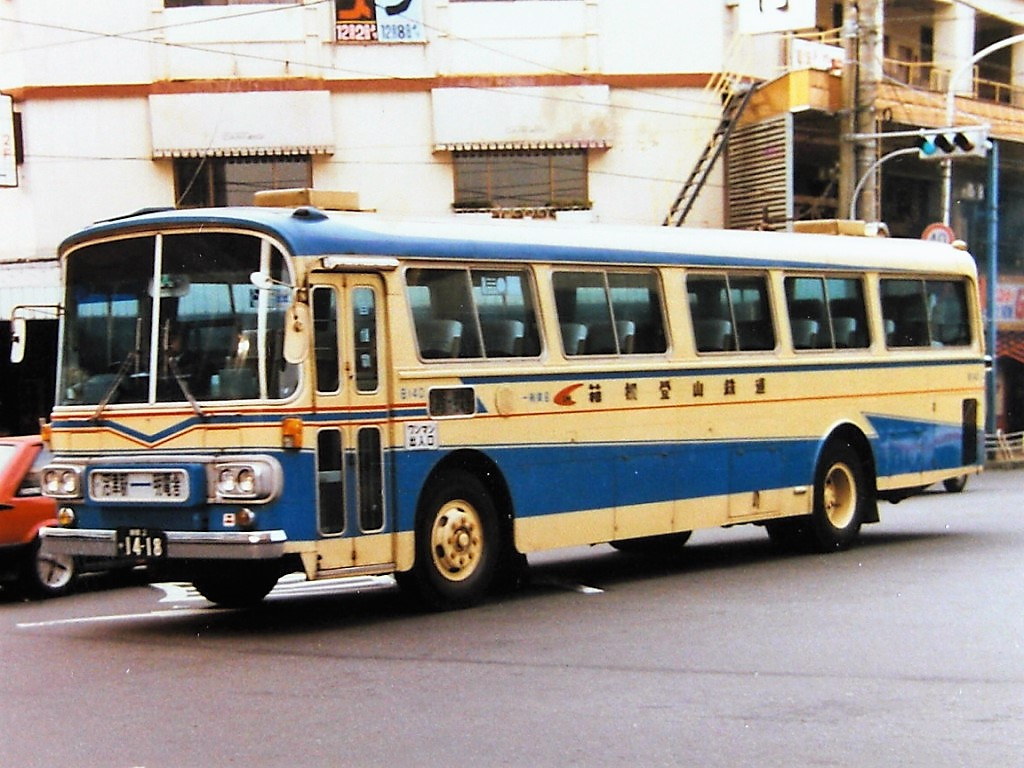
RV100P 帝国車体 箱根登山鉄道

#### RV100P
1967年、日野初の直噴式V8エンジン・EA100型（280ps）を搭載したRV100Pが発売された。三菱ふそうのB900系に対抗したもので、リヤアンダーエンジンのRC300系には高出力のターボ仕様（RC300PT系）もあったが、無過給のほうが扱いやすく、なおかつ高出力車を求めるニーズに対応したものである。ホイールベースはRC320と同じ5.67m（11.2m級）1種類のみ。純然たる高速車で12m級ボディのRA系に比べるとエンジン出力は中庸で、車体もRC300系と同じだったため、日野としては準高速車の位置付けであった。
水平シリンダーエンジンのRCやRAが室内を広く使えるメリットがあったのに対し、V型縦置きエンジンのRV100は最後部にひときわ高いヒナ壇があり、居住性の面でも有利とは言いがたかった。後面中央には大型のラジエーターグリルが設けられ、2本の排気管が特徴的でもあった。

#### RV500P/700P
1972年、パワーアップした「赤いエンジンシリーズ」EF300型 (290ps) 搭載のRV700系と、EG100型 (305ps) 搭載のRV500系にモデルチェンジした。また、1973年にはターボ搭載で350psにパワーアップしたRV700PT系もラインナップに加えられている。ホイールベースは5.67m（RV730／530P）に加えて6.5m（RV750／550P）が登場し、12mフルサイズにも対応するようになった。
同時に前ドア後ろから屋根に段差をつけたセミデッカーとさらに大型の明かり窓を装備したパノラマデッカーが登場した。前頭部を低くし、2列目もしくは3列目から屋根を高くしたタイプは当時の主流となり、段上げの先頭部にはテレビを設けたものもある（段安上げ前頭部の屋根が少し盛り上がった「ジャンボタイプ」も一部の会社に導入された）。また、ラジエーターをオフセットしてリヤオーバーハングを短縮した事により、最後部のヒナ壇も小さくなり、室内有効長も長くなった。これによって、日野の観光バスシリーズは、RCからRVへの移行が決定的となってゆく。
1977年に後述するスケルトン車RSが登場するが、価格の高いRSが高級観光バスとして導入されたのに対し、一般観光型としては引き続きRVが継続生産される。事業者の中には保守的なところもあり、RSよりもRVを好む傾向も見られた。
1978年には、RS同様出力アップを図った新シリーズに移行した。フルデッカーと日野独自の設定としてフルデッカーの車高を若干低くしたミドルデッカーが登場した。しかし、高級観光バスとしてRSが登場したこともあり、同じ高級観光バスのフルデッカーを導入したのは一部のヘビーユーザーのみであまり普及しなかった。
搭載エンジンは、RV700系にEF350型 (295ps)、RV500系にEF500型 (315ps) を設定し、ホイールベースは5.7m（11m級、RV731／531P）、6.13m（11.5m級、RV741／541P）、6.6m（12m級、RV761／561P）の3種類に拡大された。トランスミッションはワイドレシオのOD付5速と、高速走行の多いユーザー向けにOD付6速が選べた。ただし6速の方はRC320P-Tと共通であったため、シフトパターンが他メーカーと逆になっており、シフトミスが多かったという。ボディは日野車体工業製のほか、事業者によっては西日本車体工業（西工）や富士重工業（富士）を採用した例もあった。このモデルではボディは日野・富士・西工のいずれも観光用タイプばかりでなく、路線用タイプを架装することも可能であった。路線・貸切兼用及び中距離都市間路線用として、この路線車用ボディを架装した車両が製造された。
1979年の昭和54年排出ガス規制以降は、型式の前にK-が付き、RV700系は型式末尾の数字が1から2（RV732／742／762P）に変更された。リヤのエンジンルーバーがなくなるなど外観に小変化を施し、6速ミッションが他メーカーと共通化された他、メータークラスタもRV731／531系の途中で変更。タコメータもオプションで選べるようになった。
しかし、1982年にRSシリーズと統合されてスケルトンのブルーリボンRU63・RY63系に一本化され、RVシリーズは15年の歴史に幕を下ろした。同時に日野のモノコック観光バスはこれが最後となった。

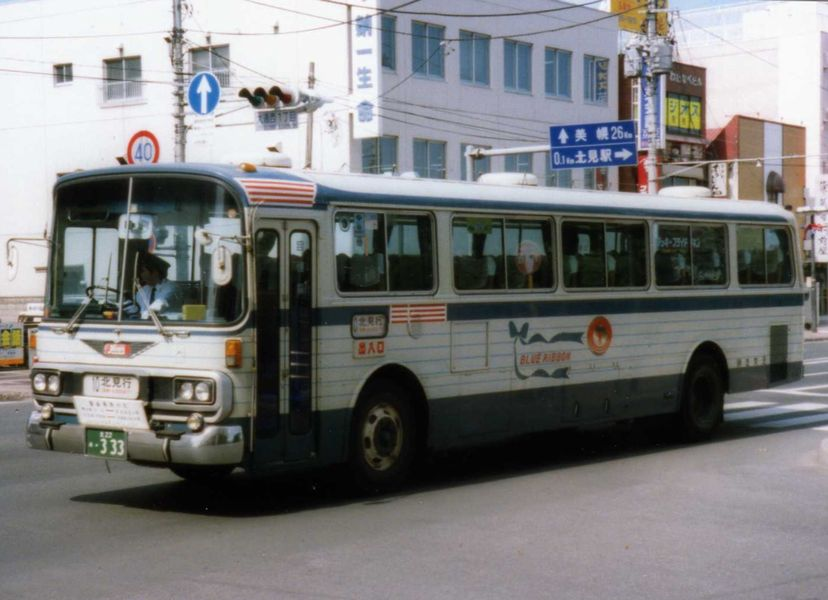
日野RV 網走交通
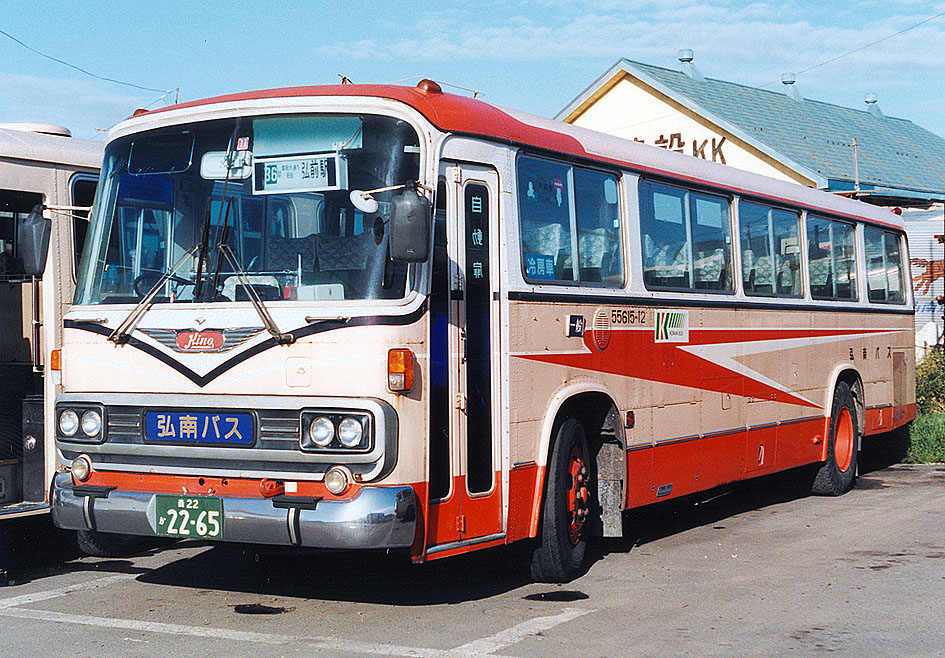
日野K-RV732P 弘南バス
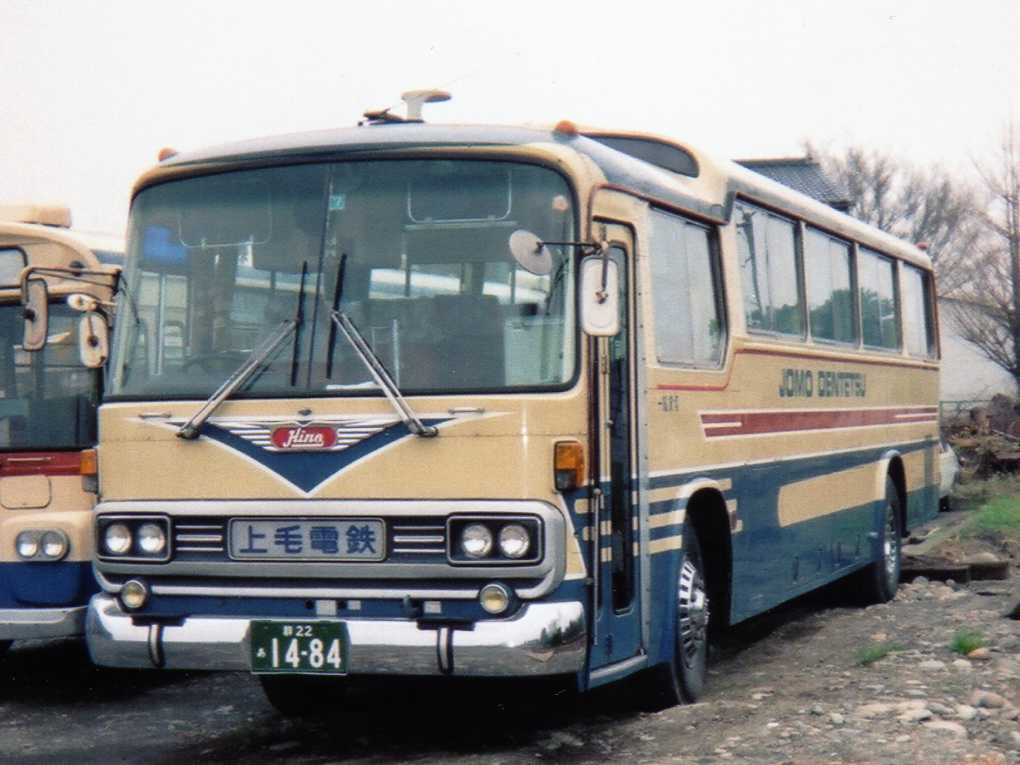
日野RVセミデッカー 上毛電気鉄道
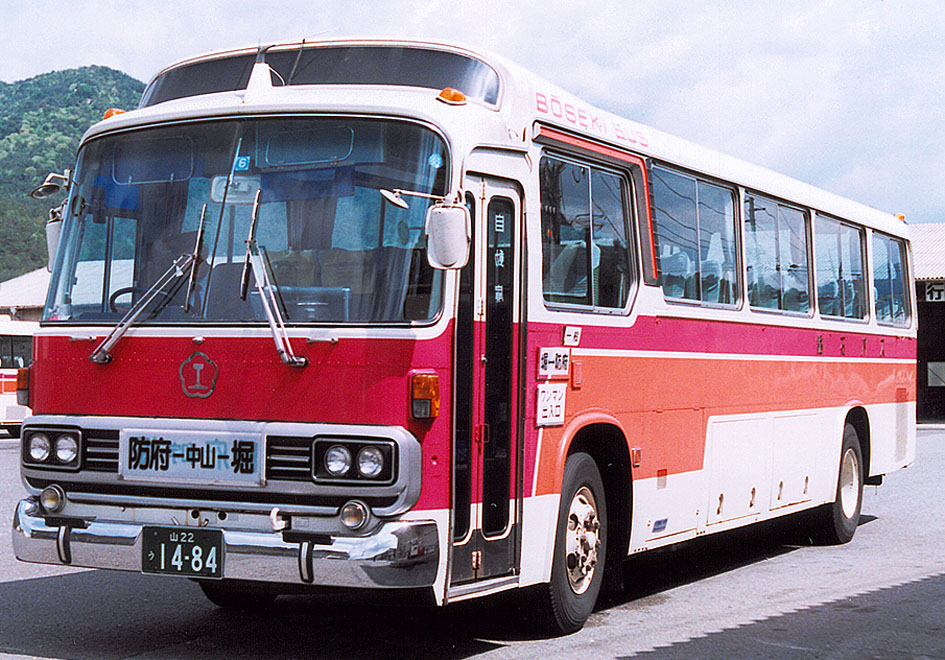
日野K-RV541Pセミデッカー 防石鉄道
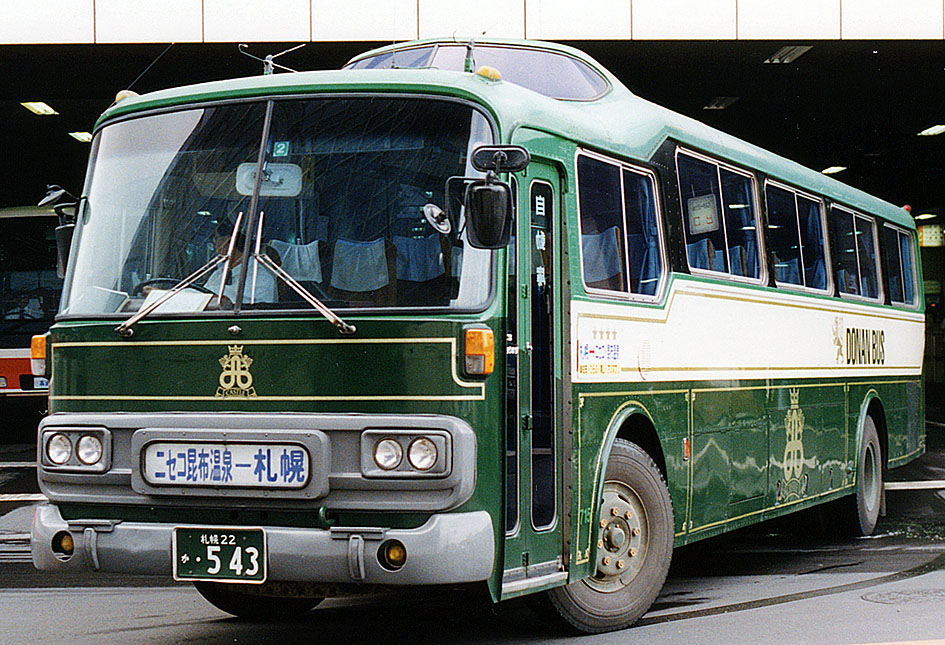
日野RVパノラマデッカー 道南バス
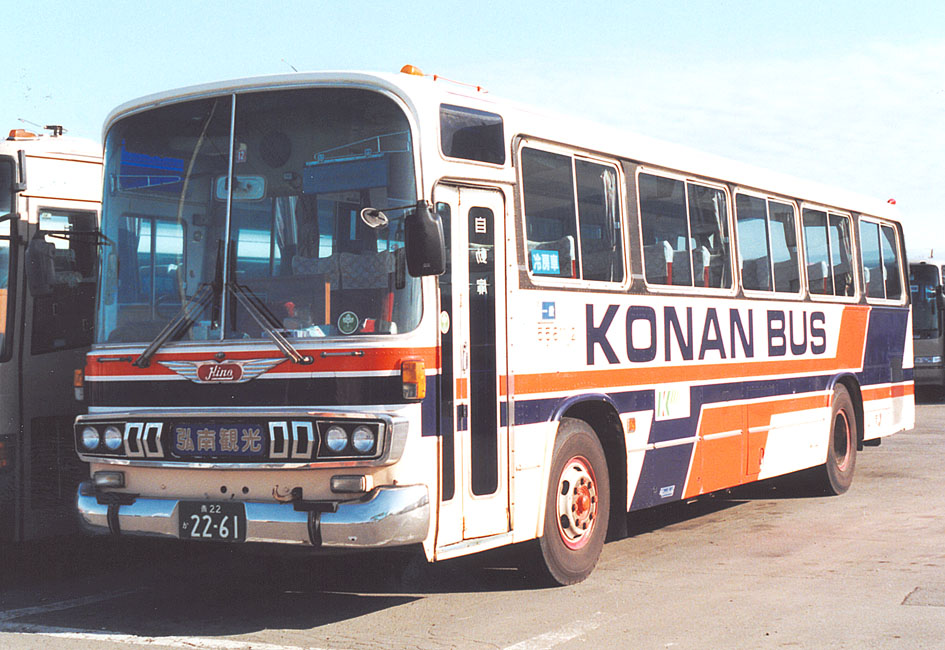
日野K-RV732Pミドルデッカー 弘南バス
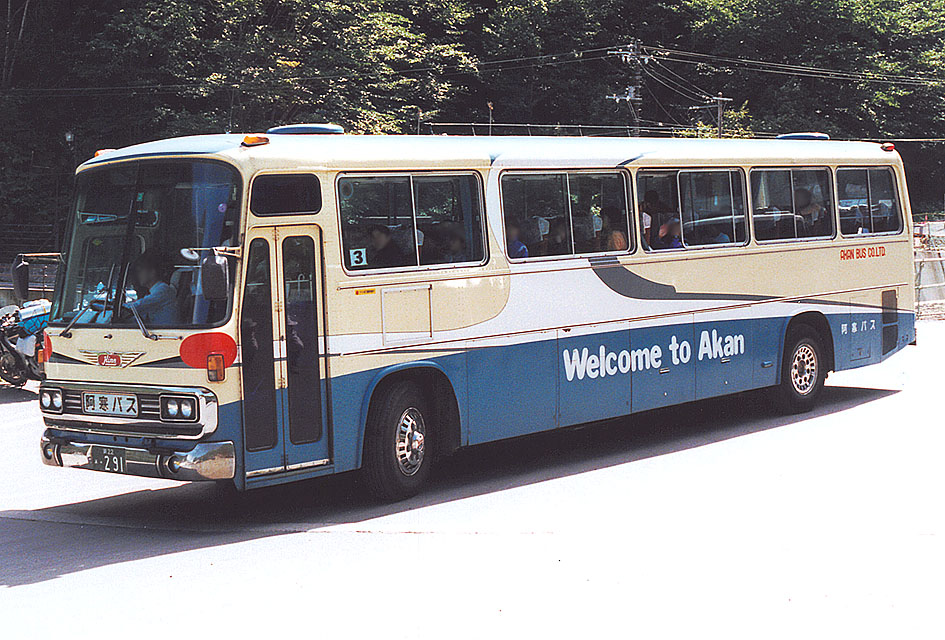
日野RV561Pフルデッカー 阿寒バス
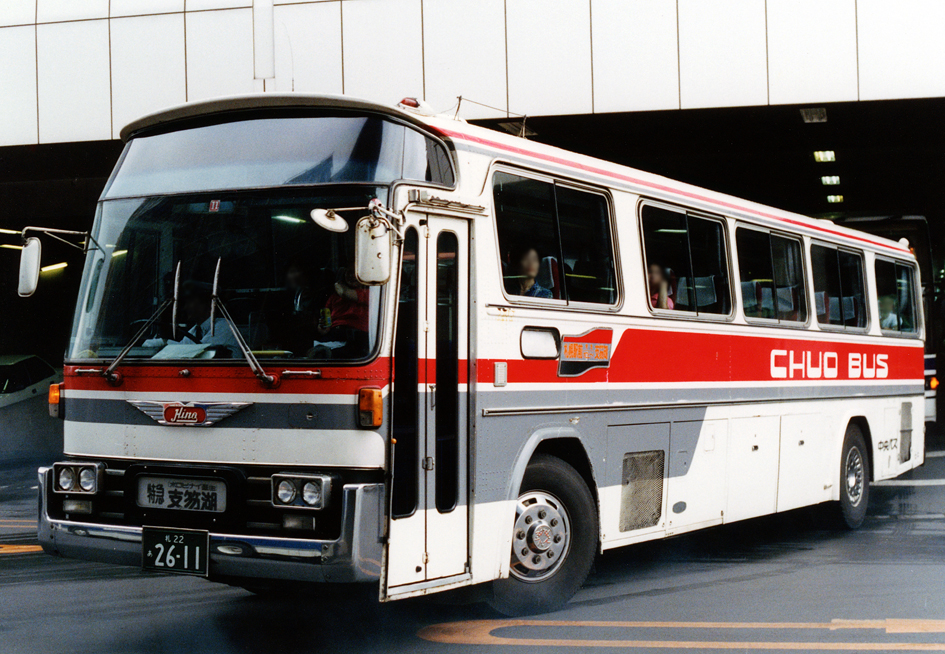
日野RV561P 富士重13型R1 北海道中央バス
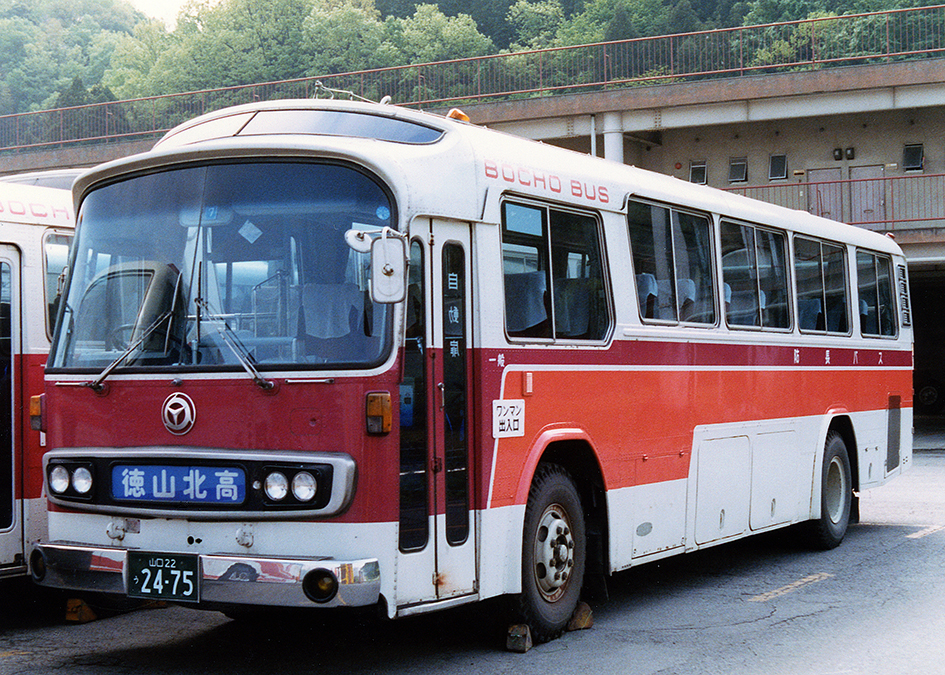
日野RV731P 富士重13型S 防長交通
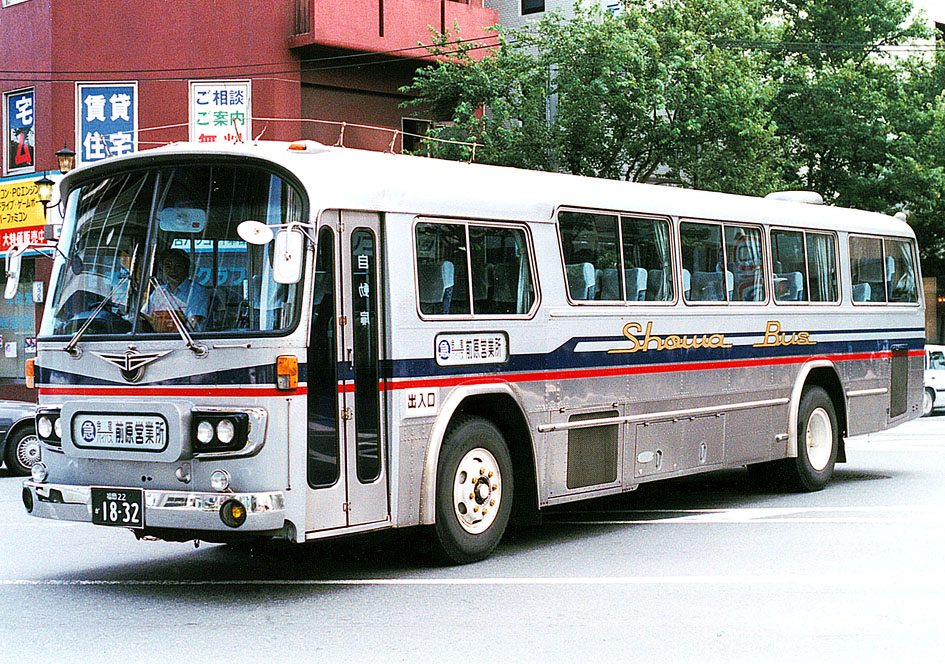
日野RV730P 富士重13型B 昭和自動車

### スケルトン RS

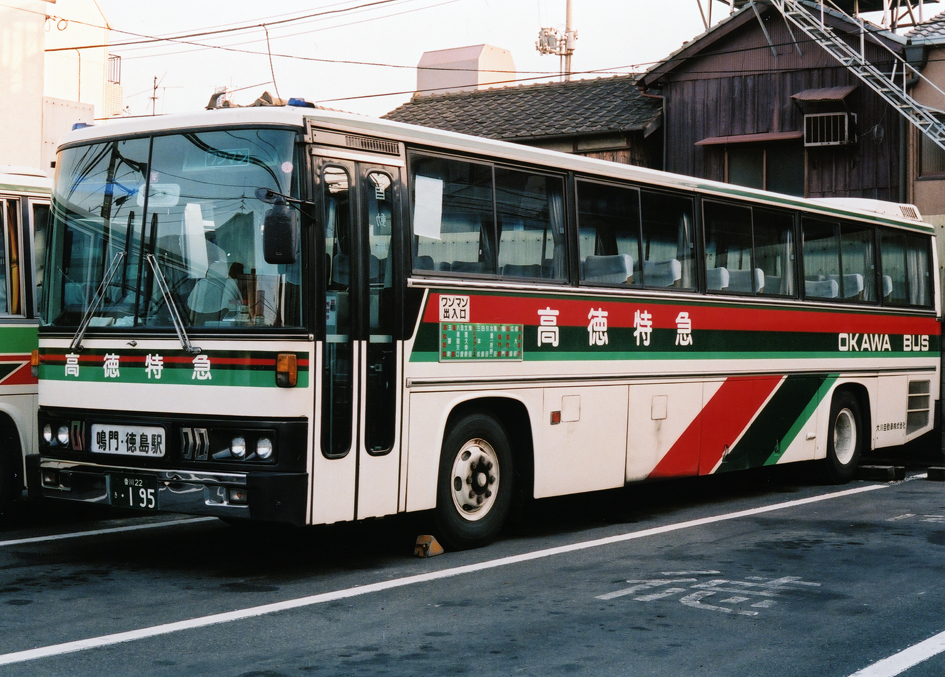
日野・スケルトン K-RS360P
大川自動車

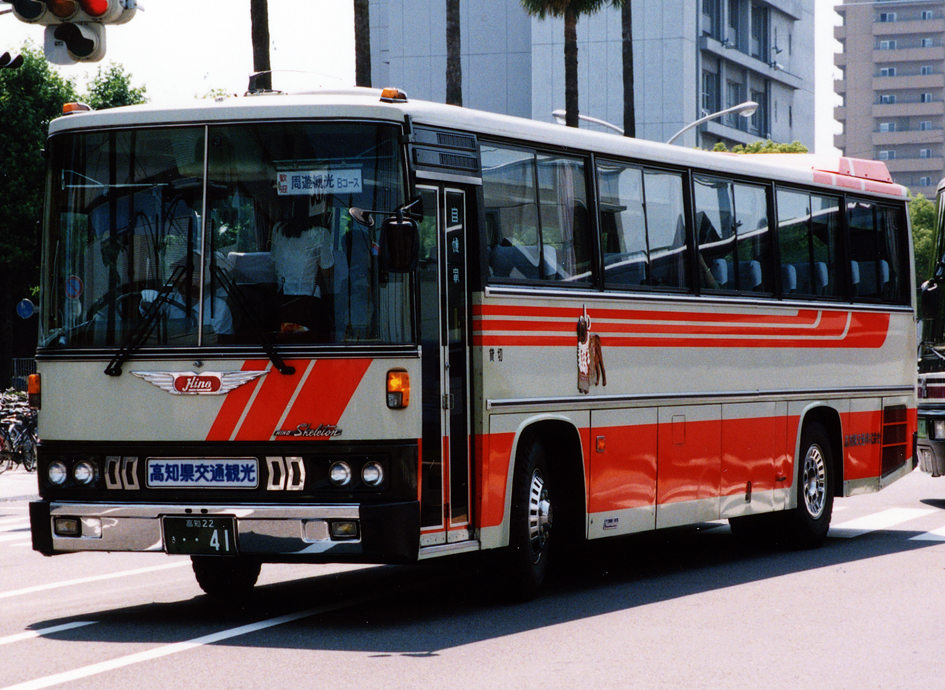
日野・スケルトン K-RS340P
高知県交通

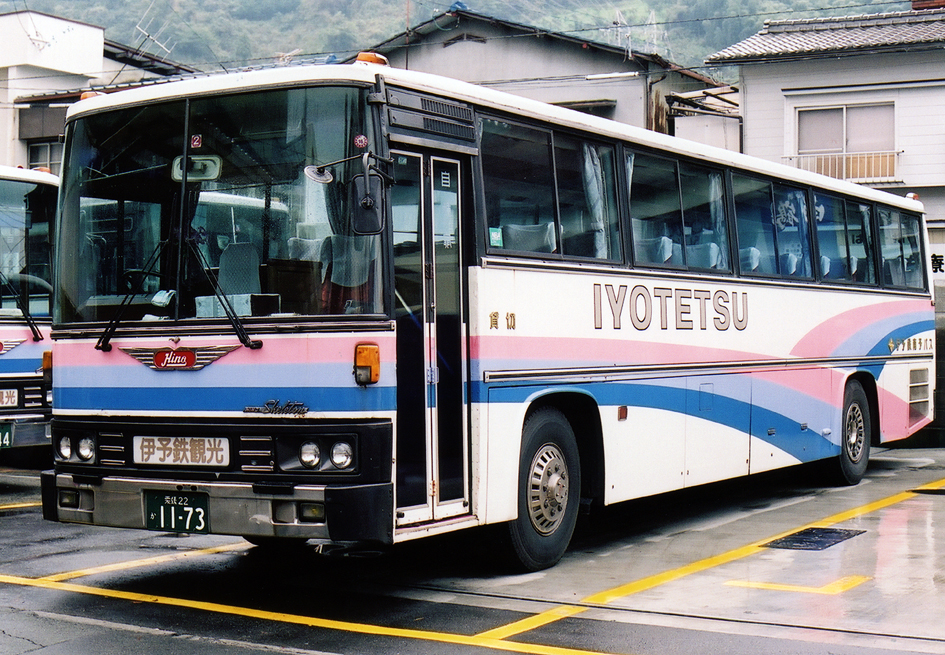
日野・スケルトン K-RS340P
伊予鉄南予バス

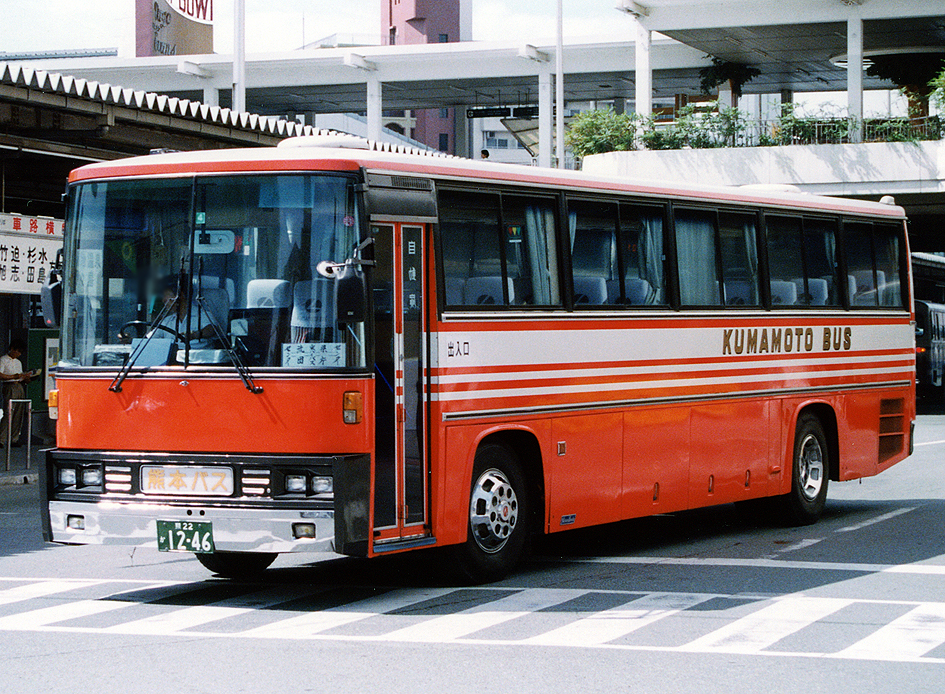
日野・スケルトン K-RS340P
熊本バス

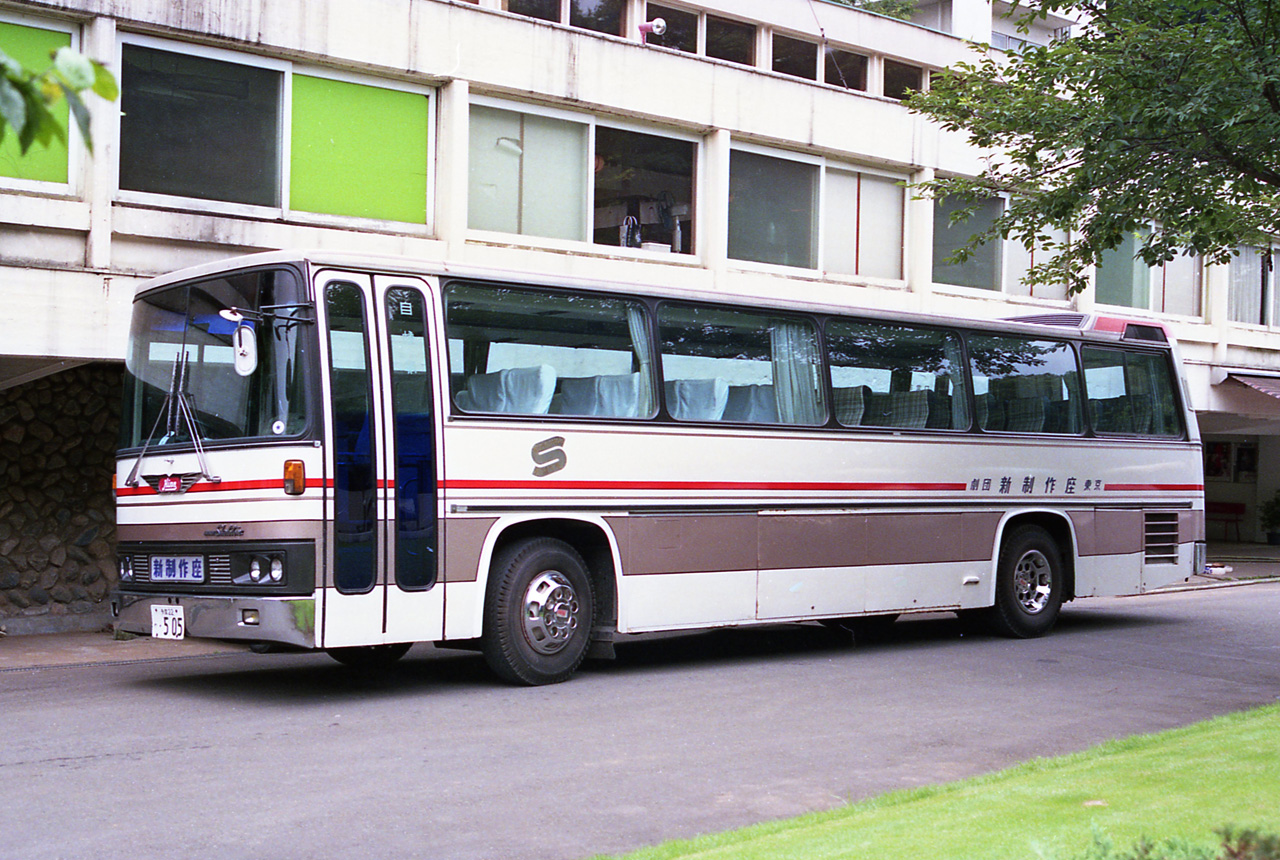
日野・スケルトン RS120P
自家用バス
カタログサンプル車とほぼ同様のカラーリングと内装

1977年、国内初のスケルトンボディを採用した日野スケルトン・RSを発売した。従来のモノコック構造では窓の大型化や軽量化などに限界があったが、これらのデメリットを克服し、またバリエーションの増大が進んでいたデザイン面でも差別化がなされ、当時のバス業界に大きな衝撃を与えた。
なお、同年には大阪の観光バス会社・中央交通がドイツのネオプラン・シティライナーを輸入し、輸入バスともどもスケルトンバスの時代が到来することになる。
車体構造には角型チューブによる骨格構造が取り入れられ、モノコックでは不可能だった窓の大型化やリベットの廃止による滑らかな外板、両スイング式の乗降扉など従来の国内観光バスのイメージを大きく変えた。日野はこのために、欧州では既に一般的であったスケルトンバス（メルセデス・ベンツ製O303）を1970年に輸入し、研究・開発を行った。
最初に登場したのは、11m級・ホイールベース5.6mのRS120P型で、エンジンはRV700シリーズのエンジンを改良したV8無過給のEF300型 (295ps) を搭載、ワイドサスペンションの採用など、従来のバスよりも乗り心地や性能面での向上も図られた。第1号車は高知県交通に納入され、メーカー塗装のまま活躍した。
1978年には、RS120P型を改良した新シリーズが発売、RSシリーズも本格化する。12m・ホイールベース6.6mのフルデッカーで、高出力エンジンを搭載したRS360P型が登場した。エンジンはRV500シリーズと共通のV8無過給のEF500型 (315ps) を搭載した。第1号車は奈良交通にサロンバスとして納入され、日野のデザイナーが提案したカラーデザインが導入の際に同社の貸切車のカラーとして採用され、現在に至るまで採用されている。
1979年には、RS100シリーズとRS300シリーズをそれぞれホイールベース2種に拡充した。低出力のRS100シリーズは、RS120PをRS121Pに変更、12m級のRS161Pが新規に追加された。一方、RS300シリーズはRS360Pの11m級タイプとしてRS320Pが追加された。昭和54年排出ガス規制適合により、識別記号K-が追加される（例：K-RS360P）。1981年には中間サイズの11.5m級のK-RS141P・K-RS340Pも追加されている。車体もより角張ったデザインになっている。なお、前頭部の窓をモノコック車にあったような、上部で斜めカットにしたフルデッカII型もラインナップされたが、導入例は少ない。
多くの観光バス事業者に注目されたが、価格の高さもあって、RSは各社ともサロンカーや固定窓を採用した高級観光バス用として導入されることが多かった。このため、一般観光タイプとしては引き続きモノコックのRVが生産された。また、子会社に西日本車体工業（西工）を持つ西日本鉄道は、西工の車体をスケルトン化するための参考として導入した。当時は日野車を入れていなかった阪急バスでも導入実績がある。それほどRSシリーズがバス業界に与えた印象が強かったのである。
他のメーカーもRSの登場に刺激され、モノコック構造ながらリベットレス化を図るなど、改良を進めた。そして、1982年には三菱自動車工業（→三菱ふそうトラック・バス）が初代エアロバスを発売し、リベットレス、スケルトンへの流れが決定的になっていった。日野も同年、RVをRSと統合し、ブルーリボンRU60/63に移行する。
RSはスタイルの良さも手伝って全国的に導入されていったが、保守的な一部のバス事業者にはRSに興味を示さず併売されたRVを増備するケースもあった。南九州では鹿児島交通と林田産業交通（当時）が共同出資で設立した鹿児島空港リムジン（現；いわさきバスネットワーク）を中心にK-RS340Pを積極的に導入していたが、隣県の宮崎交通は引き続きRV731P/K-RV732Pを導入しており、青森県の弘南バスなどでもフルデッカーのRVが継続して導入されていた。ブルーリボンRUでは、RSで課題とされたパワー不足や、軽量化のためスケルトンボディを採用したにもかかわらず逆に重量増を招いたことの反省から、大幅に商品力を高めた。RSは2000年代に入って経年による廃車が相次ぎ、現存する車両はかなり少ないと見られる。
スケルトンボディは従来のモノコックボディと異なり、強度を外板ではなく骨格で保つ方式で、トランクや窓などの開口部を大きくすることが可能である。しかしボディ剛性はやや劣る欠点があり、経年劣化で軋みの目立つ車両もある。特に汎用貸切車や中長距離都市間路線、空港リムジンバスに使用されたものはその傾向が顕著なようである。

## ブルーリボンRU60・RU63・RY63系観光

### 前期型（K-およびP-RU60/63A系）
| ブルーリボン前期型フルデッカ P-RU607A 富士急行 |  | ブルーリボン前期型フルデッカII型 K-RU638A 空知観光バス |
| ブルーリボン前期型フルデッカ P-RU607A 富士急行 |  | ブルーリボン前期型フルデッカII型 K-RU638A 空知観光バス |

| ブルーリボン前期型ミドルデッカ P-RU607A ジェイアールバス関東 |  | ブルーリボン前期型スタンダード P-RU638A 名阪近鉄高速バス |
| ブルーリボン前期型ミドルデッカ P-RU607A ジェイアールバス関東 |  | ブルーリボン前期型スタンダード P-RU638A 名阪近鉄高速バス |

1982年、それまでのRV系とRS系を統合し、スケルトンボディのRU60/63系観光バスが登場する。このRU60/63系観光バスと同時にスケルトンボディとなった路線バスの名称にブルーリボンが与えられ、日野のバスにブルーリボンの名称が復活する。このRU60/63系観光バスはHT/HU系路線バスと区別するため、ブルーリボンRU60/63系と呼ばれることもある。
当初フルデッカ (FD) とミドルデッカ (FM) 、スタンダード（標準床）の3種類が用意された。またRS同様フルデッカII型もラインナップされたが、導入例は少ない。フルデッカは他社のハイデッカーに相当する車種である。基本設計がRS系と同じであるため、窓の大きさが若干大きくなった程度で見た目の変更点は少ない。また、RSでは重量に対してパワー不足が指摘されたので、エンジンは新たに16,260ccのEF550 (300PS) と16,745ccのEF750 (330PS) が、それぞれ搭載された。また運転席のインストルメントパネルも一新された。1984年に昭和58年排出ガス規制 (P-) 対応でエンジンを規制に適合させているが、外観の変化はごくわずかである。
型式はエンジンとホイールベースによって決まり、以下のようになる。
|               | WB5.6m （全長10,990mm） | WB6.2m （全長11,490mm） | WB6.6m （全長11,990mm） |
| ------------- | ----------------------- | ----------------------- | ----------------------- |
| EF550エンジン | K-RU606AA               | K-RU607AA               | K-RU608AA               |
| EF750エンジン | K-RU636AA               | K-RU637AA               | K-RU638AA               |

昭和58年排ガス規制適合車は上記の識別記号がP-となる。

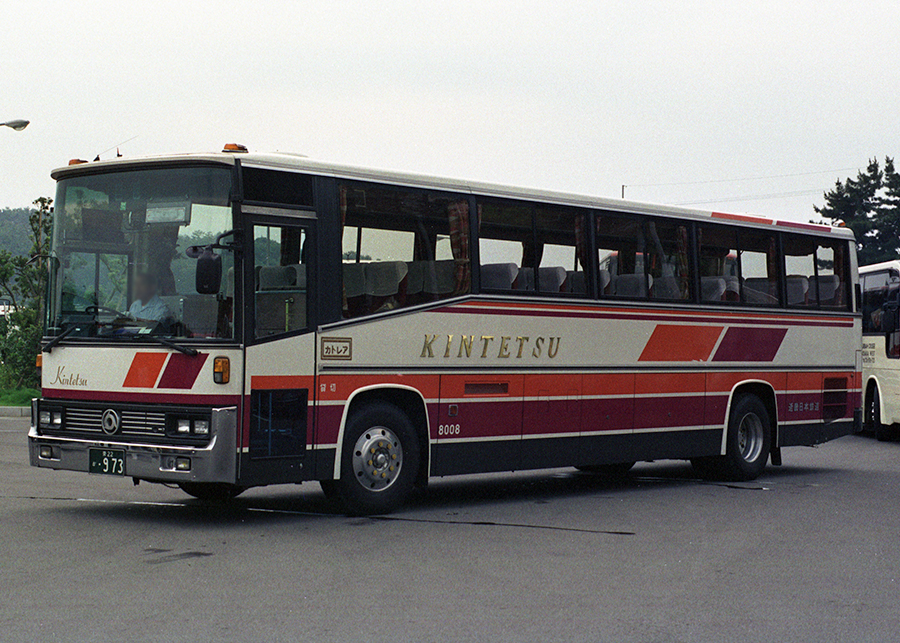
ブルーリボン前期型フルデッカ P-RU638A 近畿日本鉄道

なお日野車体のほか、富士重・西工ボディでも製造された。

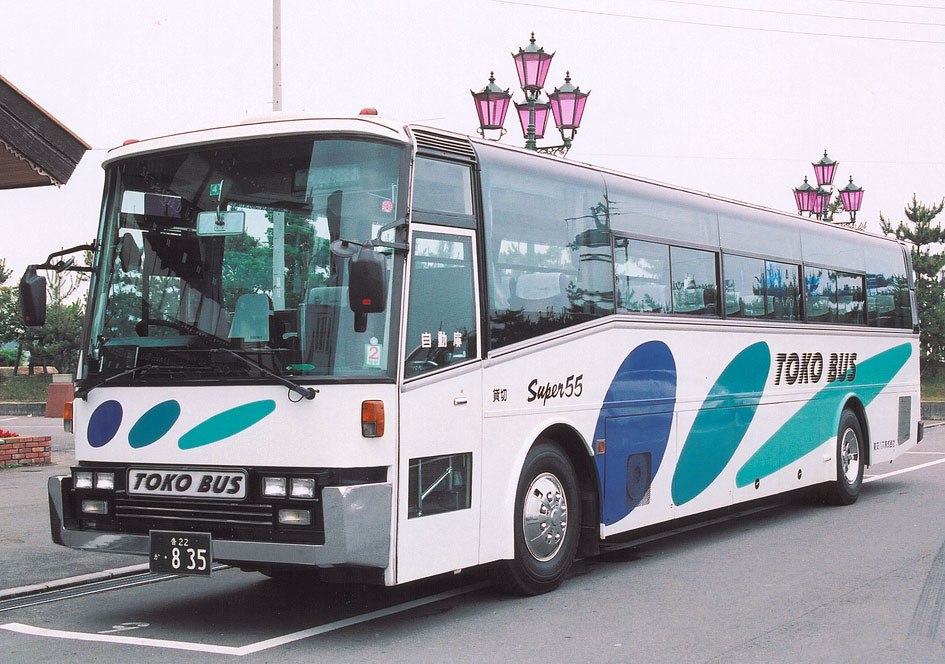
P-RU638AA 富士重R3 東交バス（香川）
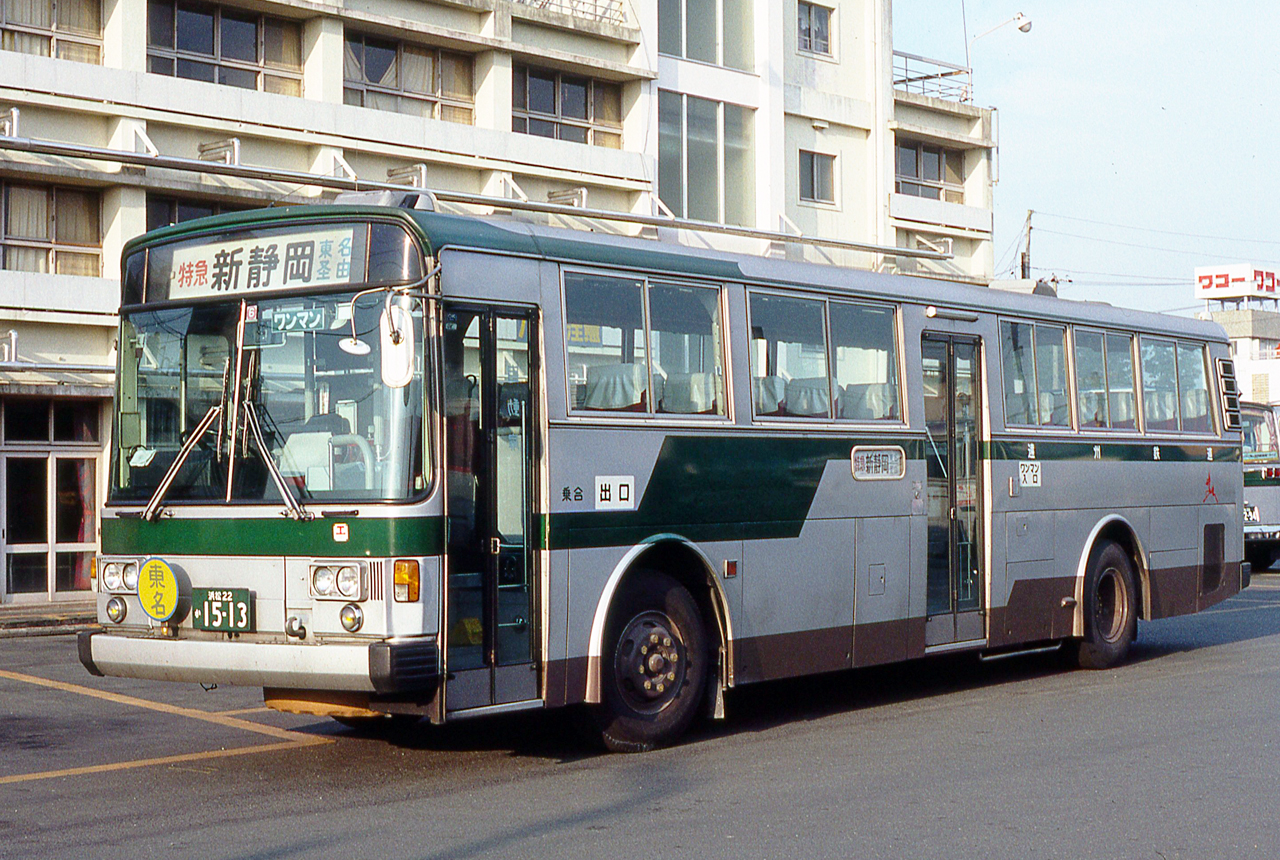
K-RU637A 富士重5E 遠鉄バス（高速・路線兼用車）
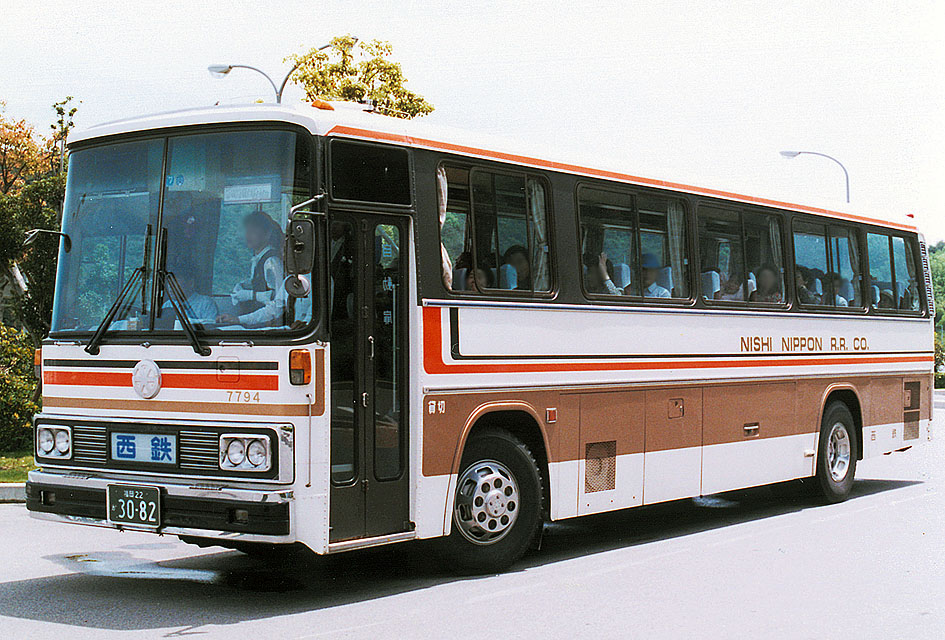
K-RU637AA 西工53MC S型 西日本鉄道

### 後期型（P-RU60/63B系）
1985年、昭和60年騒音規制対応と多様化するニーズに応えるべくフルモデルチェンジ並みの大幅な改良を受ける。ボディスタイルは初期型がRSの流れを汲む直線基調だったのに対し、フロントウィンドがやや寝かされ、全体に丸みを帯びた三菱ふそう・エアロバスの影響を受けたスタイルになった。また、前輪独立懸架（ダブルウィッシュボーン）サスペンション車が追加され、ブレーキが従来のフルエア式から空気油圧複合式に変更された。車種は標準床が廃止され、従来からのミドルデッカ、フルデッカ以外に、新たにスーパーミドルデッカ（ミドルデッカとフルデッカの中間の車高）とグランデッカ（フルデッカより車高が高いスーパーハイデッカー車、EF750のみの設定）が設定された。エンジンはEF550 (300PS) とEF750 (330PS) がそのまま搭載されている。
型式は前期形と同じだが、P-RU638BBと末尾が変化している。なお前輪車軸懸架式はP-RU638BAとなる。製造実績が極めて少ないフルエアブレーキ車はP-RU638CBとなる（ホイルベース6.6m、EF750エンジンの場合。他のエンジン・ホイールベースの場合は数字がそれにあわせて変化する）。

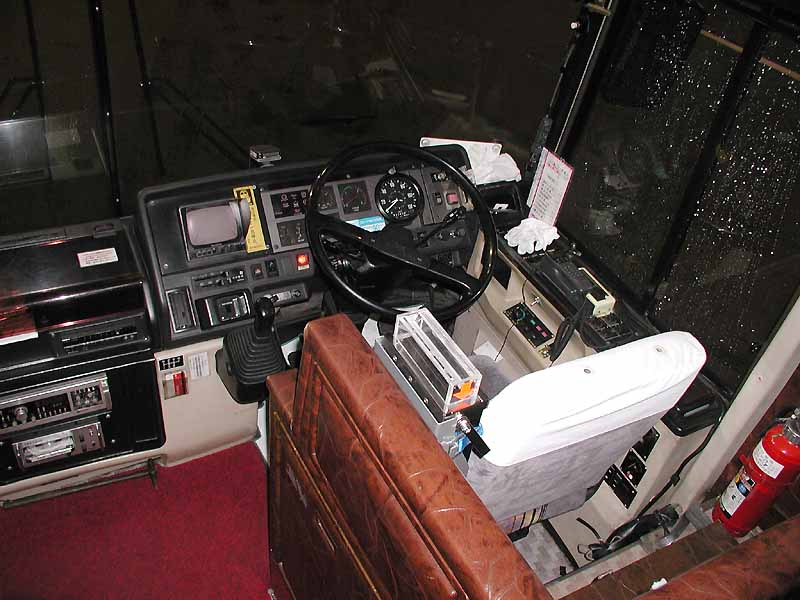
ブルーリボン運転席

ミドルデッカ（高床III）はもっとも車高の低い車種で、車内にホイルハウス張り出しが残るなど、実質的には標準床に近い。サスペンションは前輪車軸懸架式で、エンジンはEF550搭載車が多く、EF750搭載車は少ない。ただし若干前輪独立懸架式も見られる。
スーパーミドルデッカ（高床II）は日野独特の車種で、前輪独立懸架式となる。エンジンはミドルデッカとは異なり、EF750搭載車が多く、EF550搭載車は少ない。このモデルにおいて主に上高地に乗り入れに用いられる11m車（P-RU636BB形）が多数見られる。
フルデッカ（高床I）は他社のハイデッカーに相当する車種である。エンジンは基本的にEF750搭載車のみと思われる。また車体長は12m車（ホイルベース6.6m）が多いが、11.5m車（ホイルベース6.2m）もある。
グランシリーズ（超高床）は他社のスーパーハイデッカーに相当する車種である。全てエンジンがEF750搭載車で、全長12m車である。
- グランデッカは国産初の型式承認を得た2軸スーパーハイデッカーである。
- グランジェットは1987年に改造扱いで設定した前面上下2分割窓の低運転席構造のスーパーハイデッカである。
- グランシアターは1986年に設定され、前部から後部へ傾斜床を採用するシアターシート構造が特徴である。全高は、ほぼグランデッカ、グランジェットと同じである。なお同車種は非常に生産実績が少ない。

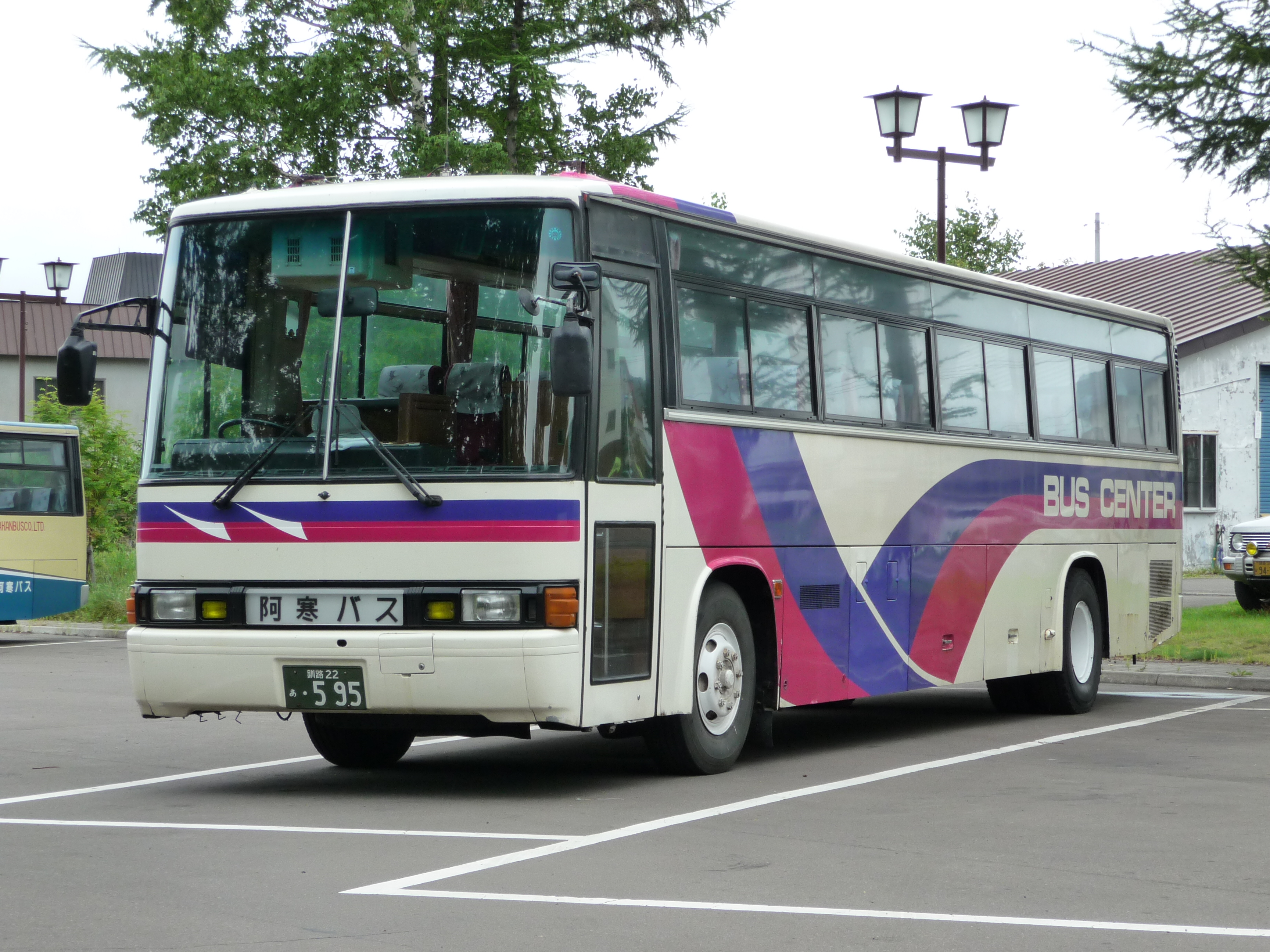
ブルーリボン スーパーミドルデッカ P-RU608BB 阿寒バス
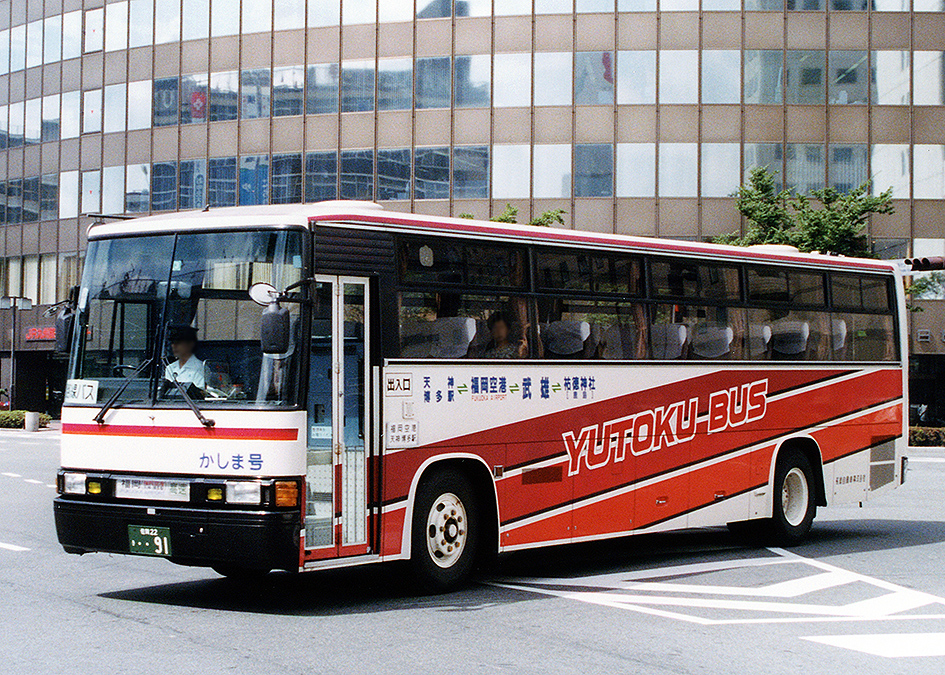
ブルーリボン スーパーミドルデッカ P-RU638BB 祐徳バス
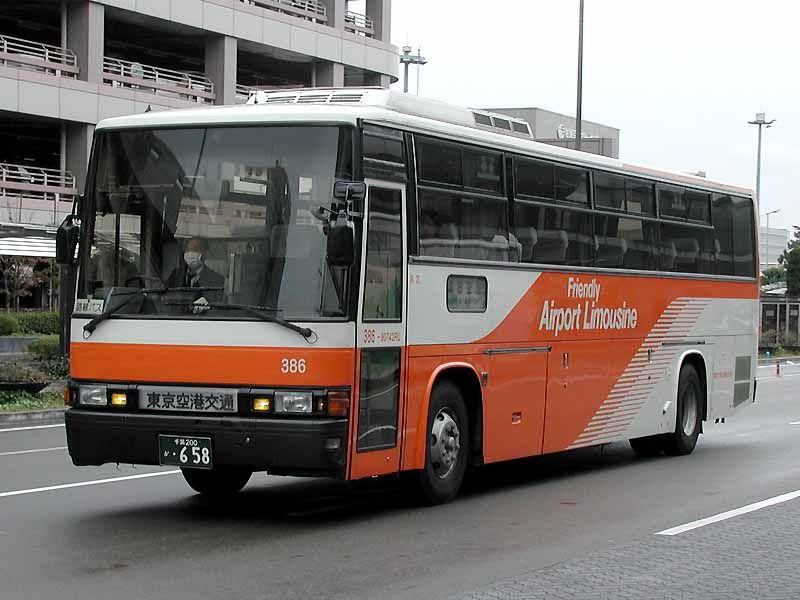
ブルーリボン後期型フルデッカ P-RU638BB改 （直結クーラー車） 東京空港交通
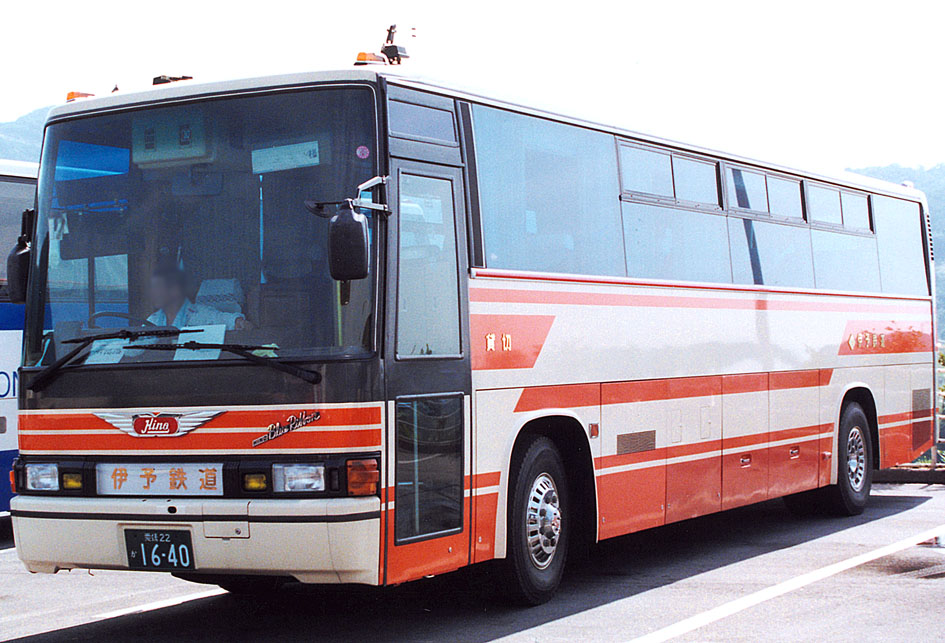
ブルーリボン後期型フルデッカ P-RU637BB 伊予鉄バス
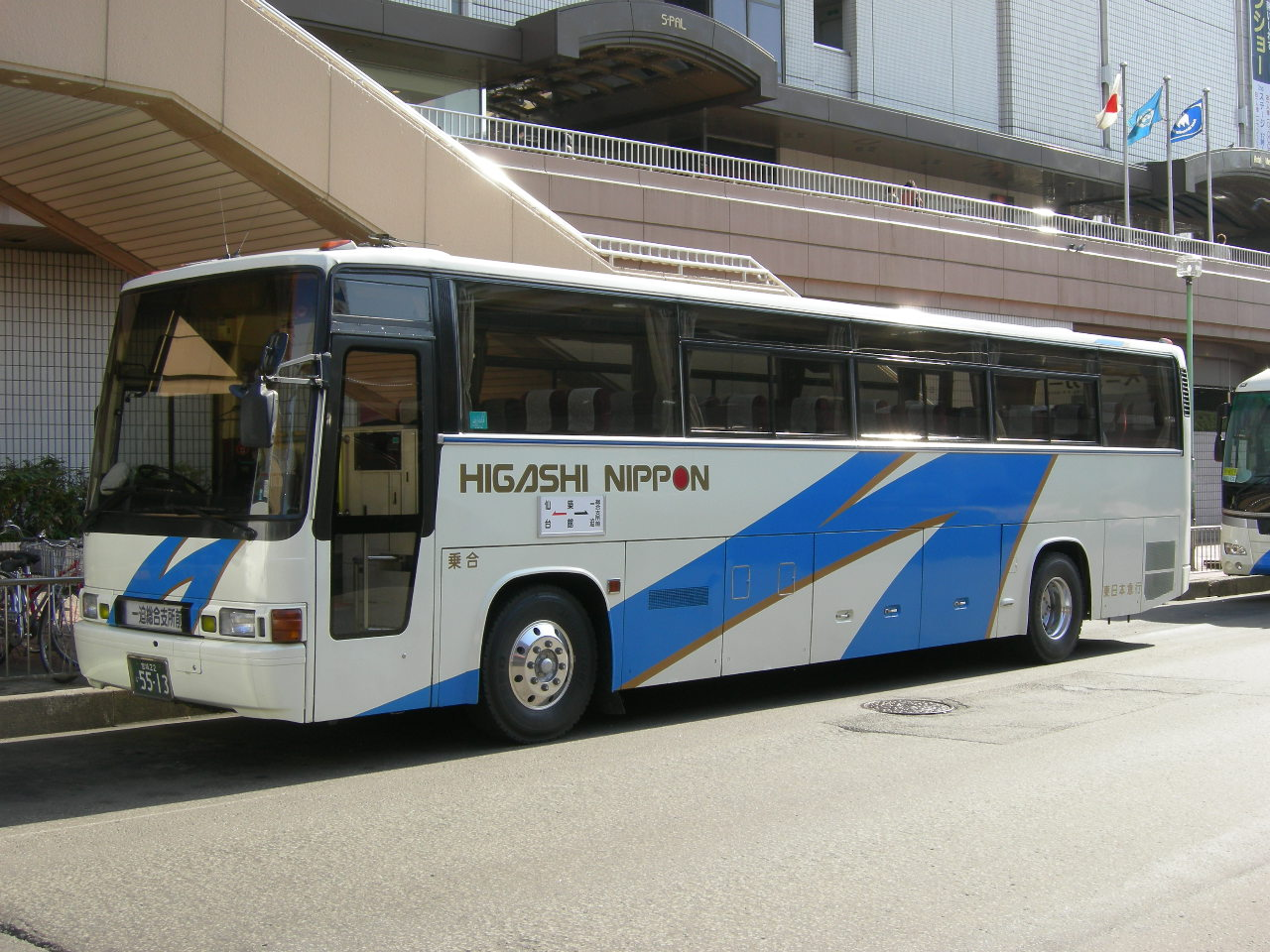
ブルーリボン後期型フルデッカ P-RU638BB 東日本急行
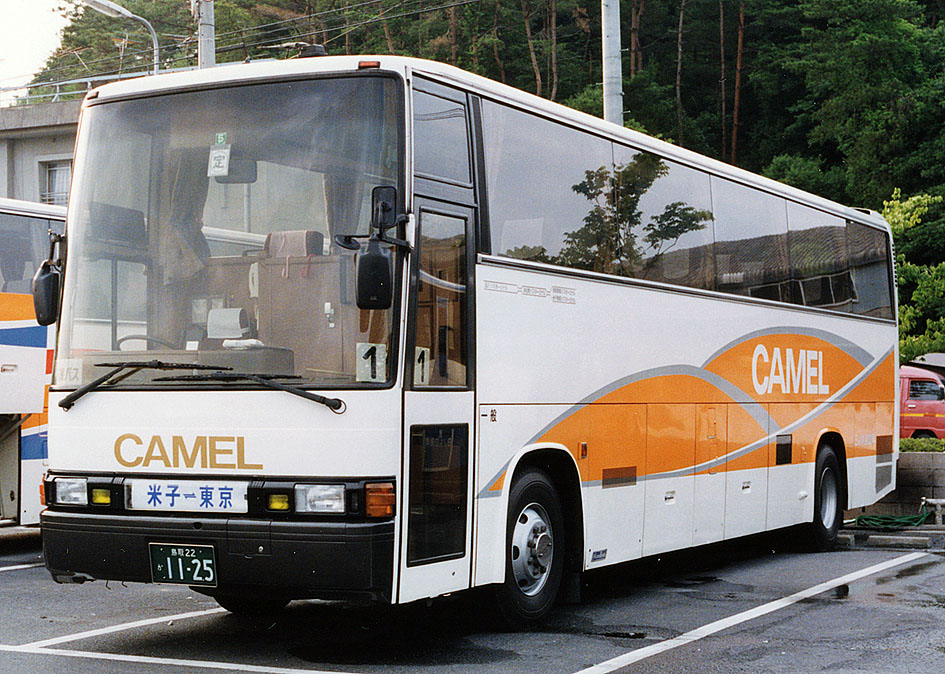
ブルーリボン グランデッカ 夜行高速バス仕様 P-RU638BB 日ノ丸自動車
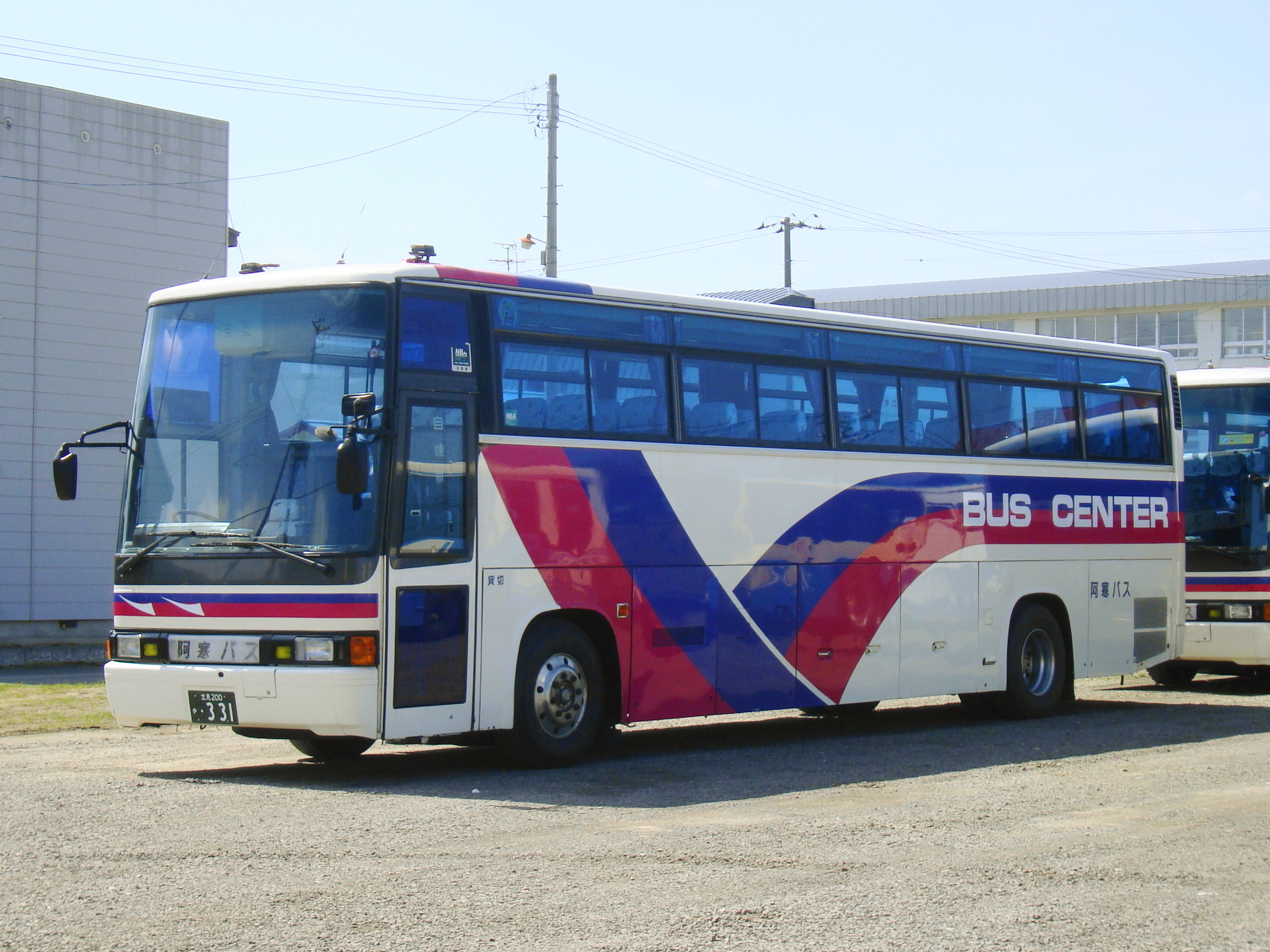
ブルーリボン グランデッカ P-RU638BB 阿寒バス
ブルーリボン グランジェット P-RU638BB 道北バス
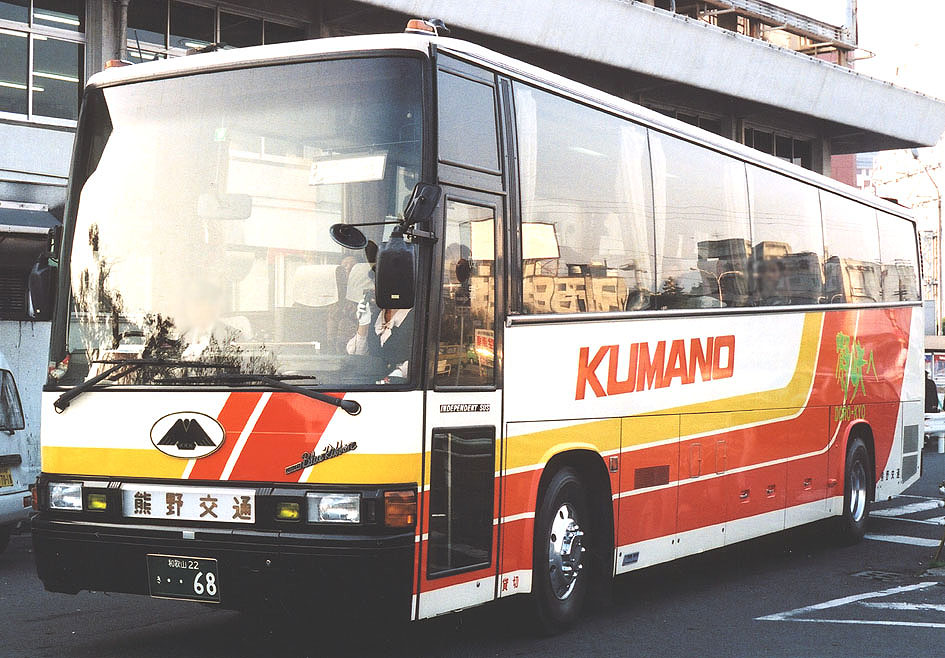
ブルーリボン グランシアター P-RU638BB改 熊野交通
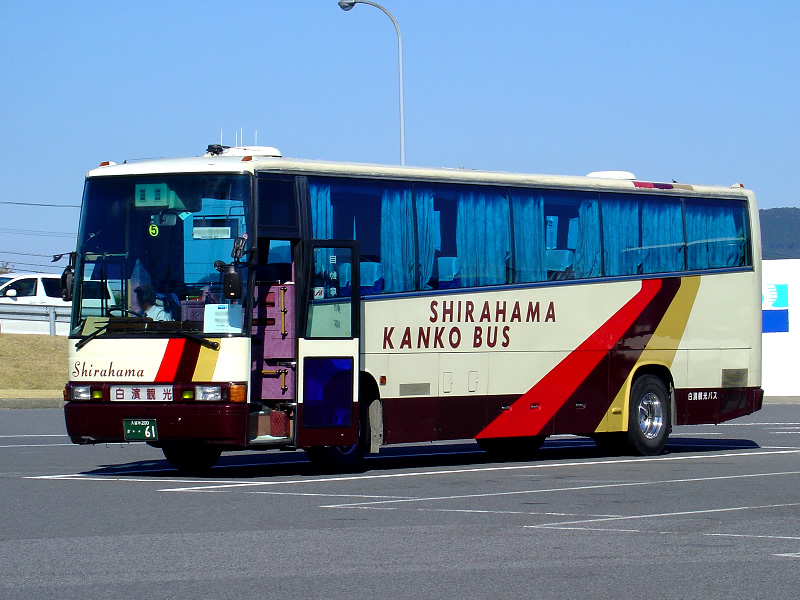
ブルーリボン グランシアター P-RU638CB改 （フルエアブレーキ車） 白濱観光バス

1988年にはスイング式の乗降扉に1枚窓風のより曲線的なデザインとしたものが追加された。
1990年にブルーリボンRU60/63系の観光バスシリーズは、セレガにモデルチェンジする形で生産終了し、ブルーリボンは以後路線バス専用の名称となる。
セレガシリーズに準じ、ミドルデッカをFM、スーパーミドルデッカをFS、フルデッカをFD、グランデッカをGD、グランジェットをGJ、グランシアターをGTと呼ぶ場合が多い。
なお日野車体のほか、富士・西工ボディでも製造された。

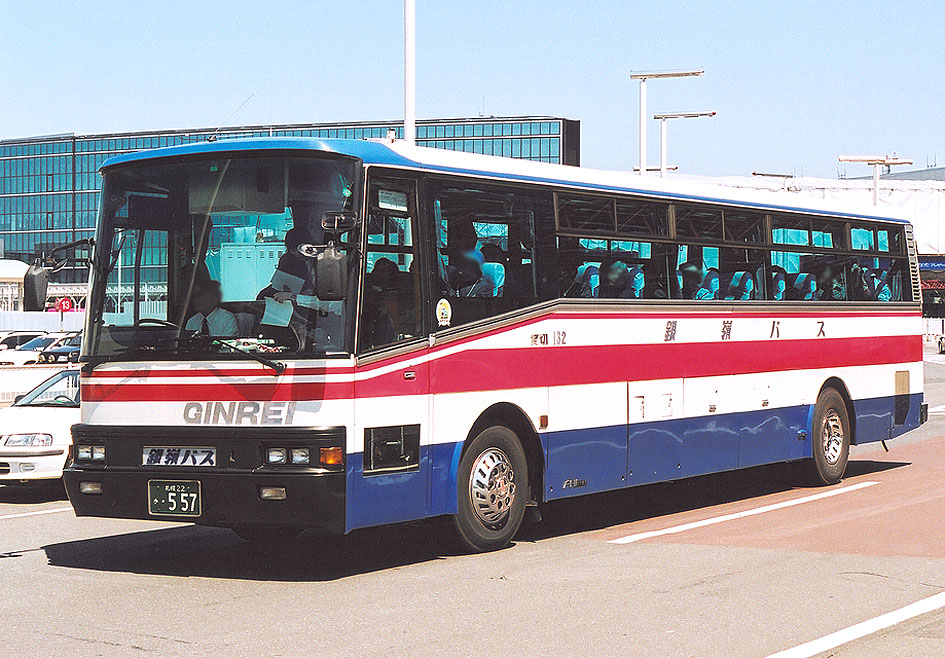
P-RU638BB 富士重R3 銀嶺バス
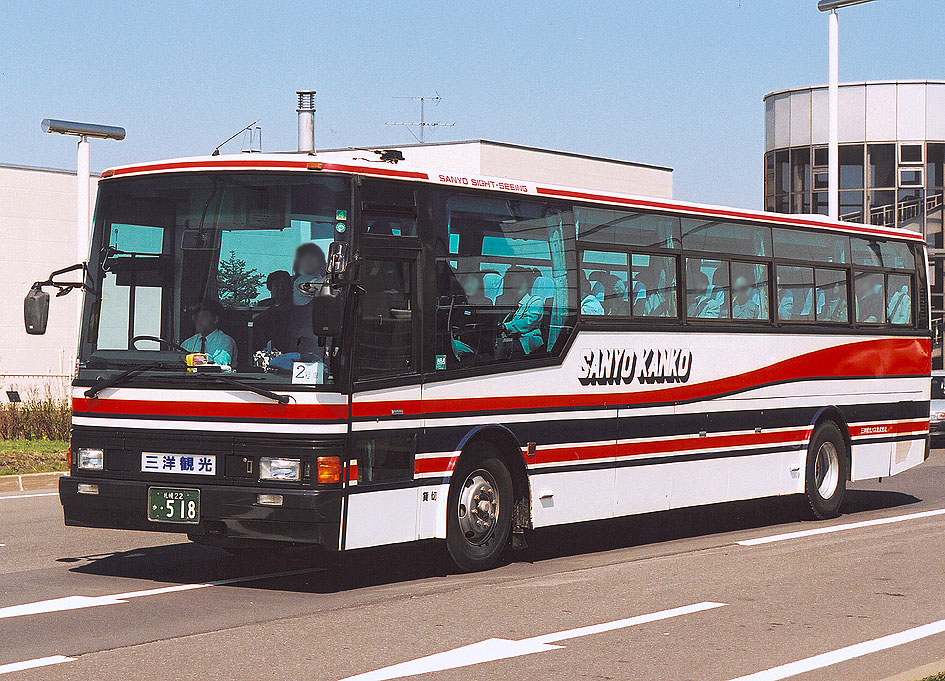
P-RU638BB 富士重HD-I 三洋観光バス
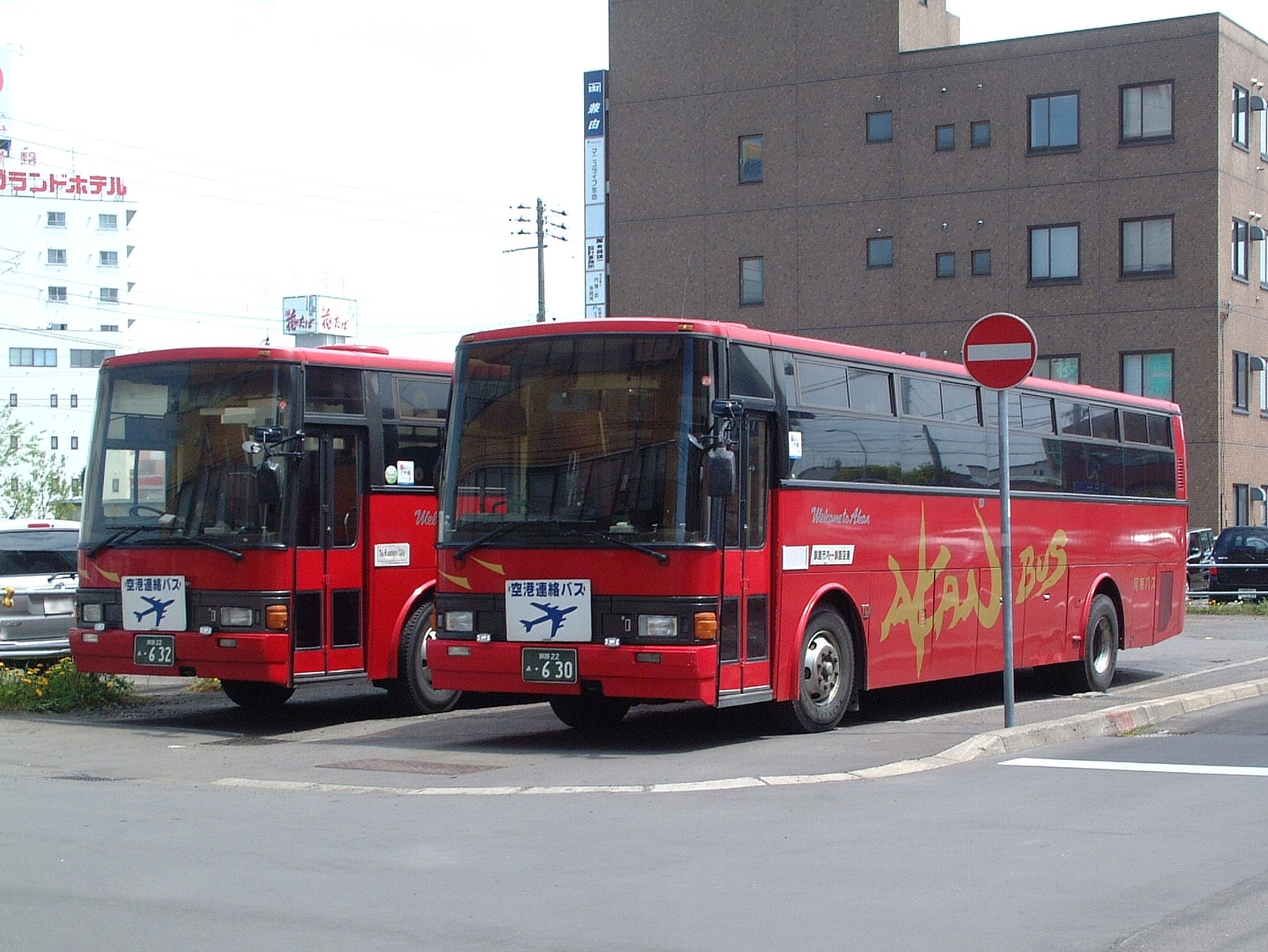
P-RU638BB 富士重HD-I 阿寒バス
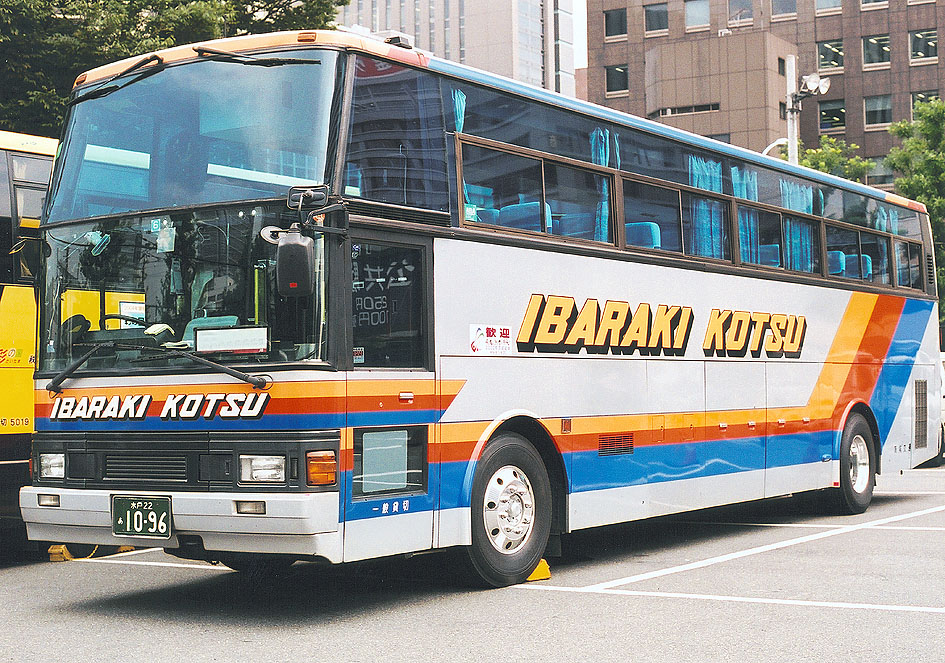
P-RU638BB 富士重HD-II 茨城交通
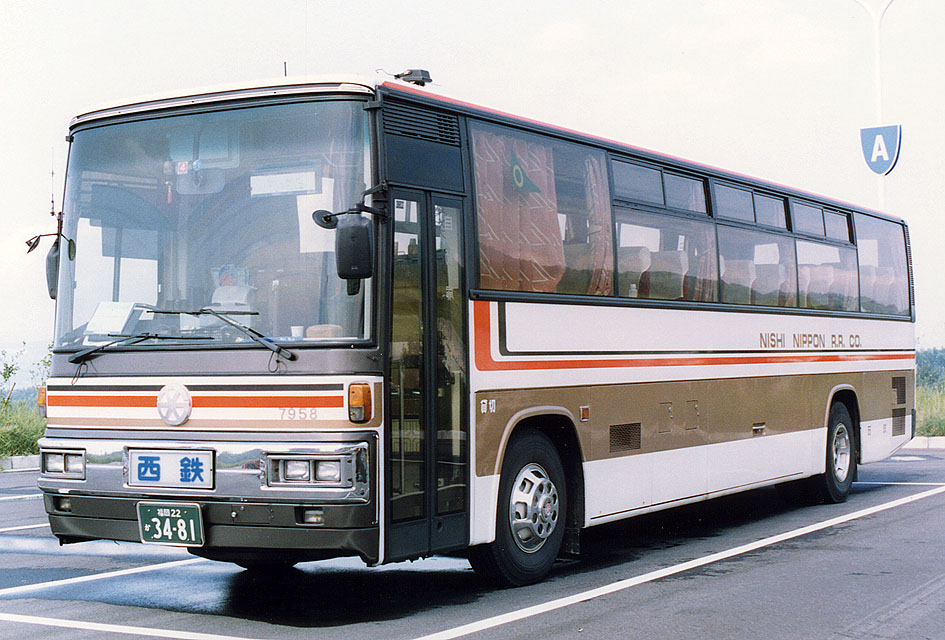
P-RU638BB 西工58MC C-I 西日本鉄道
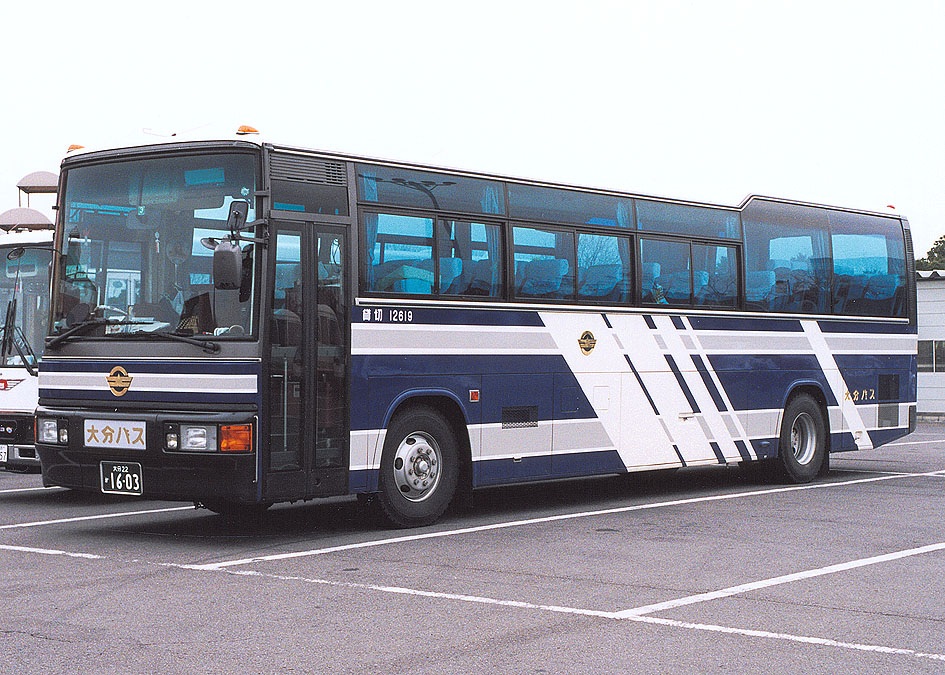
P-RU638BB 西工58MC C-II 大分バス
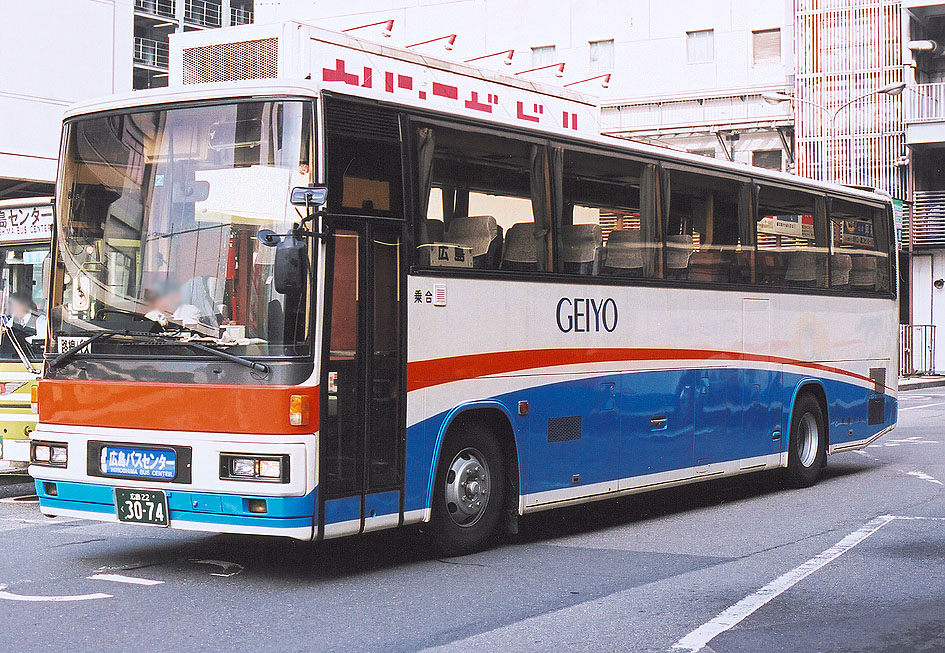
P-RU638BB 西工58MC SD-I 芸陽バス

### P-RU192AA
1986年に追加された大型2.5m幅の9m観光バス。日野・セレガFCを参照。

### グランビュー (RY)

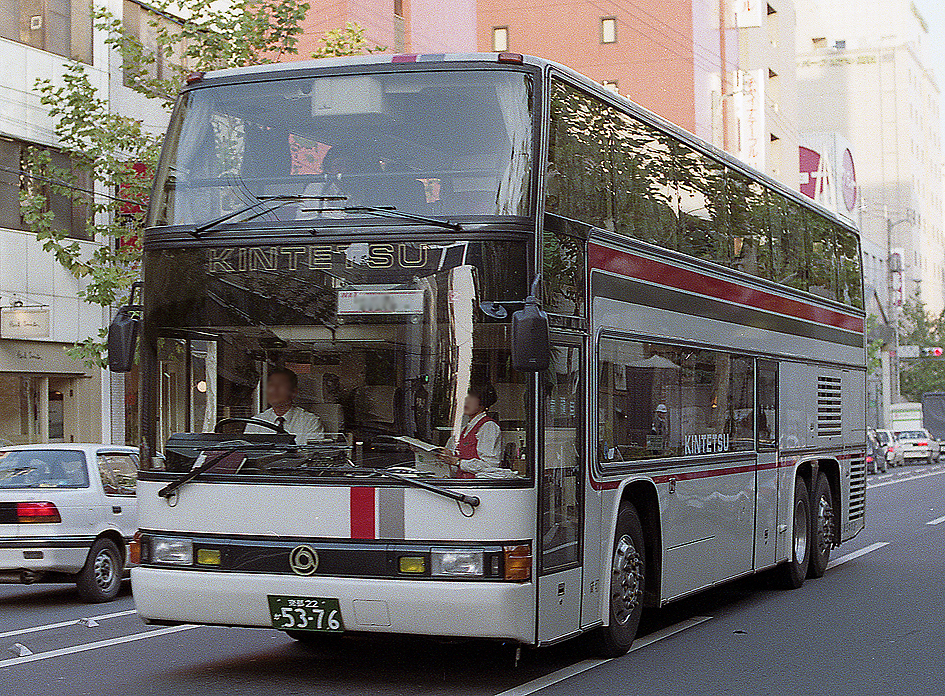
グランビュー
P-RY638AA
近畿日本鉄道（市販第1号車）

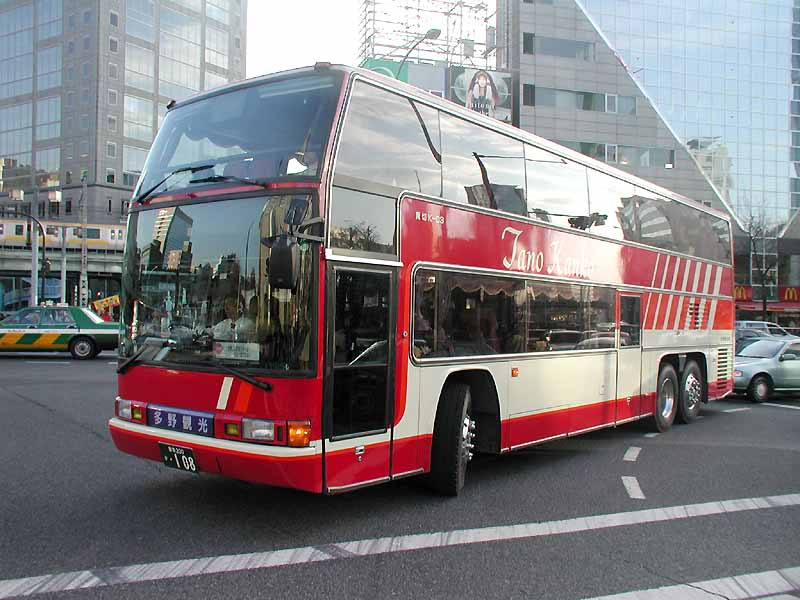
グランビュー
P-RY638AA
多野観光（中古購入車）

1983年の東京モーターショーで試作車を発表、1985年1月に発売された。市販価格は4950万円。型式はP-RY638AA。日野自動車としては初となる本格的量産型2階建て観光バスである。

日野製の2階建バスは、過去の実績として1960年代以降、近畿日本鉄道（現：近鉄バス）に納入した「ビスタコーチ」があるが、近鉄の特注により日野製シャーシを使用し近畿車輛が車体を架装したもので、試作的要素が強かった。
グランビューの車体デザインは従来のスケルトンRS系から脱し、大型の角型ライト2個にフォグランプを配したデザインで、これはのちのセレガRU60/63B系のモデルチェンジ時に同じデザインが採用されている。
構造はシャーシ部分から完全にスケルトン化し（RU系は、他メーカーでの架装の都合上モノコック構造にも対応する必要があった）、エンジンはEF750T型ツインターボ付きV型8気筒エンジン（360ps）で、フィンガーコントロールの「FFシフト」を初めて採用。前輪には日野では初となる独立懸架を採用し、全輪ディスクブレーキ、フォイト製流体式リターダを採用するなど意欲的な造りであった。またグランビューは、日野の大型バスとしては唯一の3軸車でもあった。
なお、1階部分のないタイプもカタログ上には設定されていたが、製造・販売実績はない。
市販第1号車はこれまでの実績から近畿日本鉄道に納入され、近鉄特急の看板車両と同じ「ビスタカー」の愛称を得た。塗装デザインもメーカーが用意したものをそのまま採用し、のちスーパーハイデッカー車にも波及している。近鉄が購入した車両はのちに天領バスの所有となり、同社で除籍後は日野自動車へ里帰りし、日野オートプラザで保存・展示されていたが、2023年1月にトレーラーで搬出されその後解体された。
市販2・3号車は奈良交通に納入され、他に道南バスが3台、北海道中央バス、阿寒バス、岩手県北自動車、栃木観光自動車、大阪市交通局（定期観光バスで運用）、長崎自動車などが1台ずつ導入した。のちにほとんどが売却され、他の事業者などに渡った。
しかし、2階建てバスは1980年代前半のブーム時に輸入車でほとんど一巡したことに加え、1985年から1986年には2階建てバスによる事故が多発したことなどでイメージが悪化。さらに全高3.8mに制限される日本国内では居住性も犠牲になるため、以後は「2階だけバス」とも呼ばれたスーパーハイデッカーに主力が移り、平成元年排出ガス規制(U-)の適用直前に生産は終了となった。概ね5年間の累計納入台数はわずか13台で、とても開発コストに見合うものではなかった。
1990年代以降は、三菱ふそう・エアロキングなどの2階建てバスは収容力の高さを生かし、高速バスで使用されたが、日野自動車が再び参入することはなかった。2005年には最後まで残った三菱ふそうも生産中止、2008年に生産再開したものの2010年には生産終了した。2021年現在、日本で2階建てバスを生産しているメーカーは存在しない。

## セレガ（初代）
ディーゼル車は1990〜2005年、HIMR・ハイブリッド車は1997〜2007年製造。開発には、のちに日野自動車14代社長となった下義生が携わった。

### U-RU1H/1F/2F/3F系

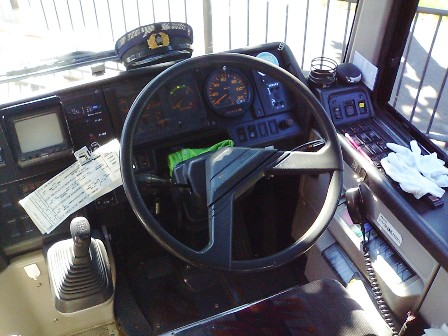
初代セレガ（1994年式）の運転席

初代セレガは1990年7月、ブルーリボンRU60/63B系の後継モデルとして登場した。「セレガ」とは新しい車種のデザイン方針である「Sexy & ELEGAnt（セクシーで、なおかつ優雅に）」をそのまま車名とし、従来モデルに比べてフラッシュサーフェス化と柔らかなフロントフェイスをした車体が架装されている。スケルトンRS以来のフルモデルチェンジとなり、車体の外観は一新されたが、構造面ではブルーリボンRU60/63B系と共通の部分が多い。
キャッチコピーは「ドラマチック・メディア」で、バスとしては異例のテレビCMを放送した。
車種構成はほぼブルーリボンRU60-63B系を踏襲して次のとおりとなった。
- セレガFシリーズ（他社のハイデッカーに相当。）
  - FM・高床III (ミドルデッカ、車軸懸架式) - 全高: 3,165mm
  - FS・高床II (スーパーミドルデッカ) - 全高: 3,235mm
  - FD・高床I (フルデッカ) - 全高: 3,330mm
  - FC (9m車) - 日野・セレガFCを参照。

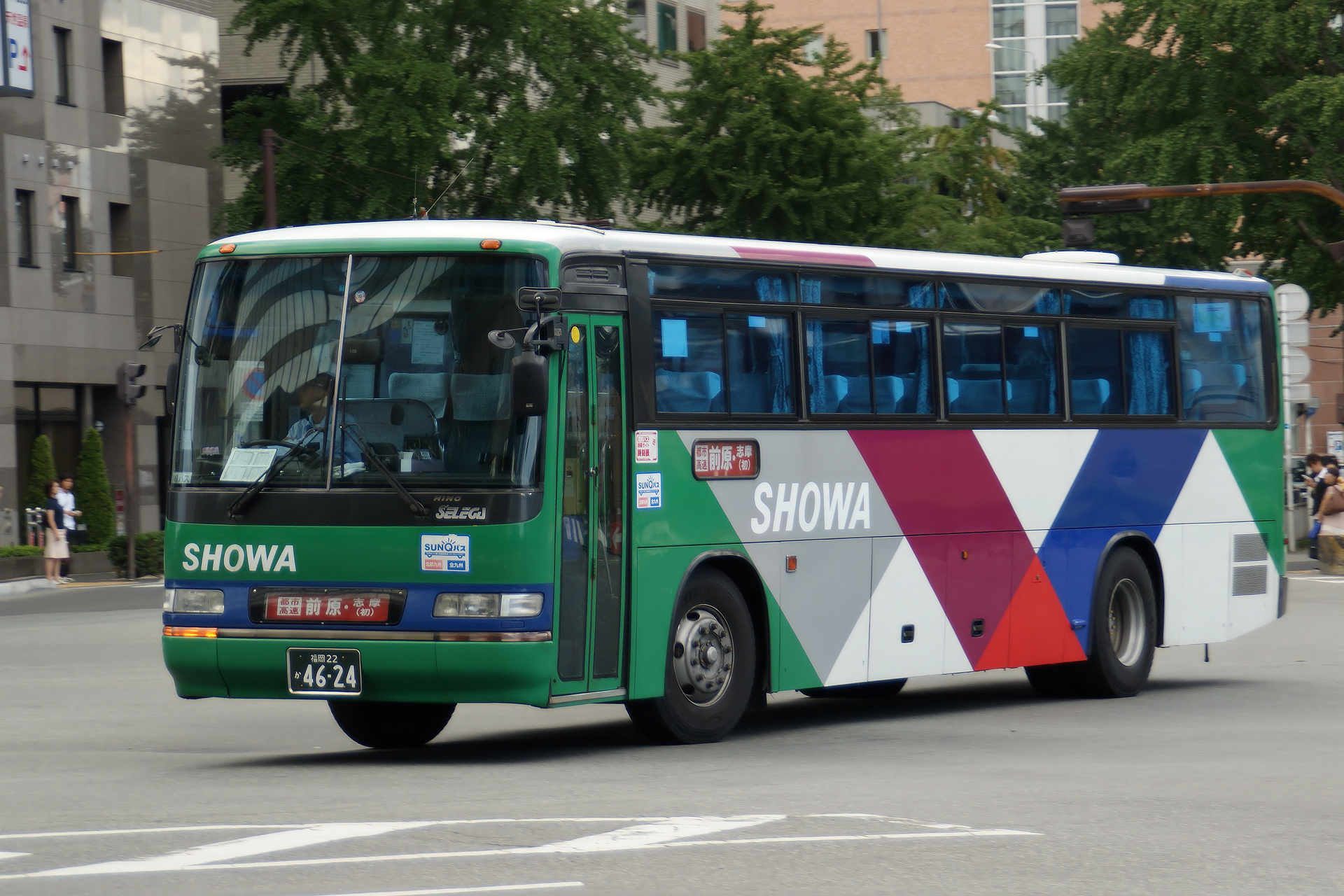
セレガFM U-RU1FRAA 昭和自動車
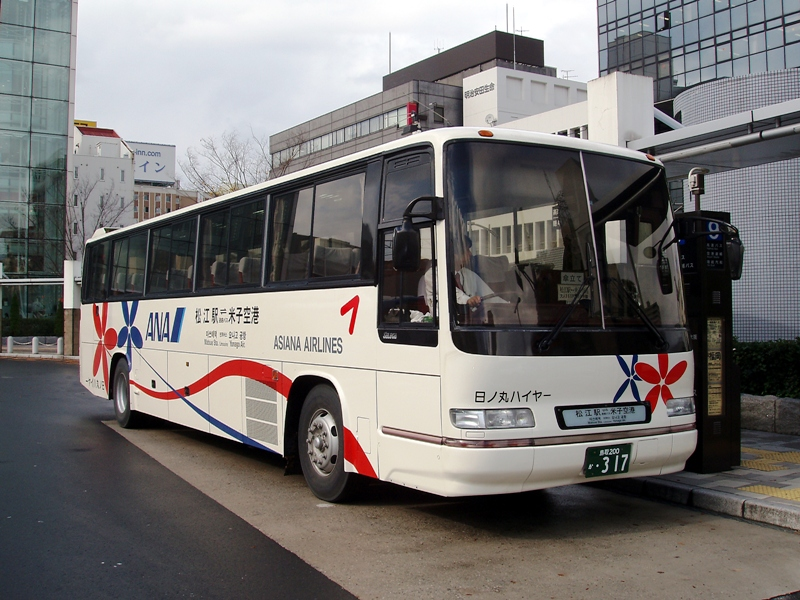
セレガFS U-RU2FTAB 日ノ丸ハイヤー
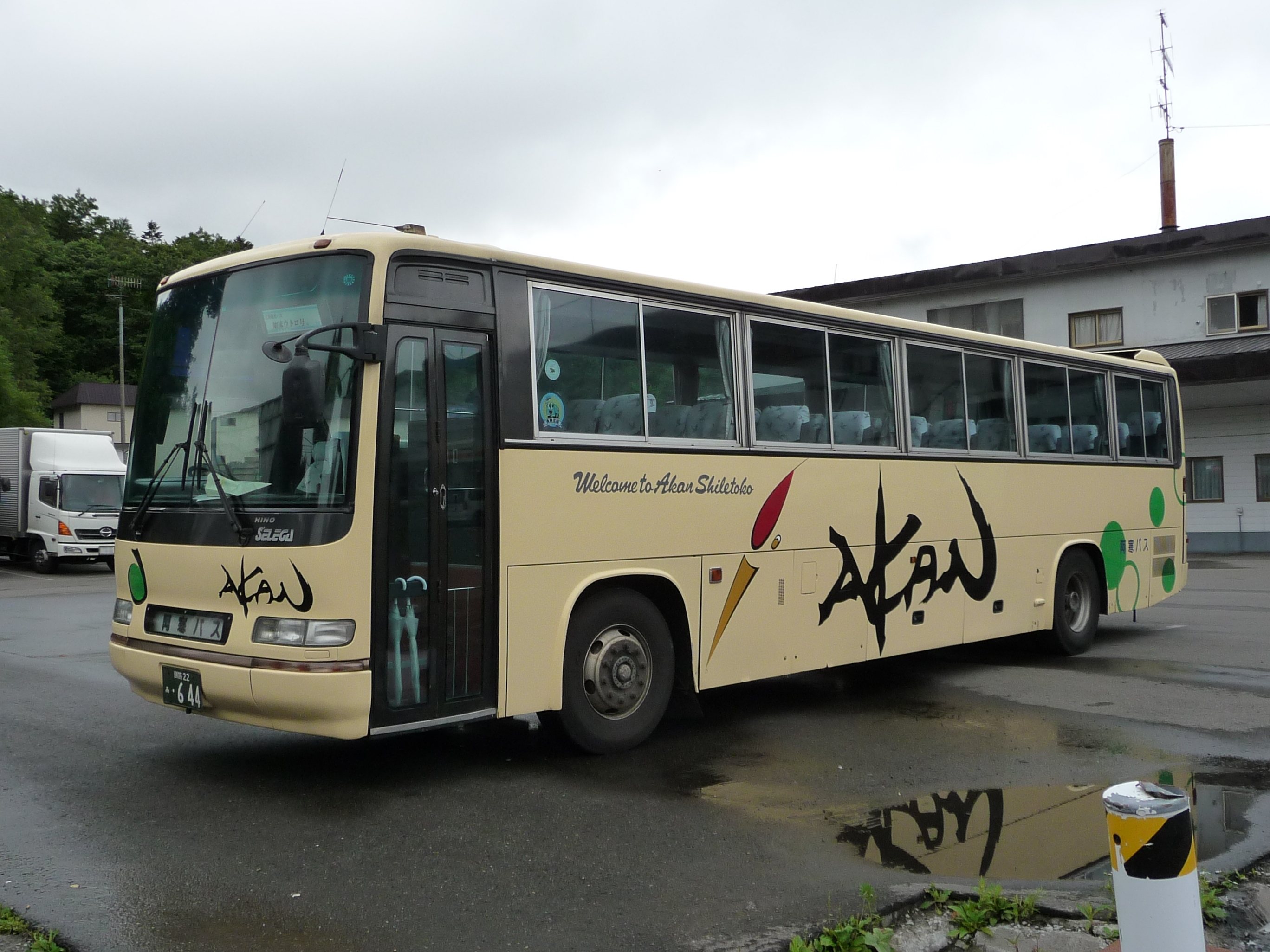
セレガFS U-RU2FTAB 阿寒バス
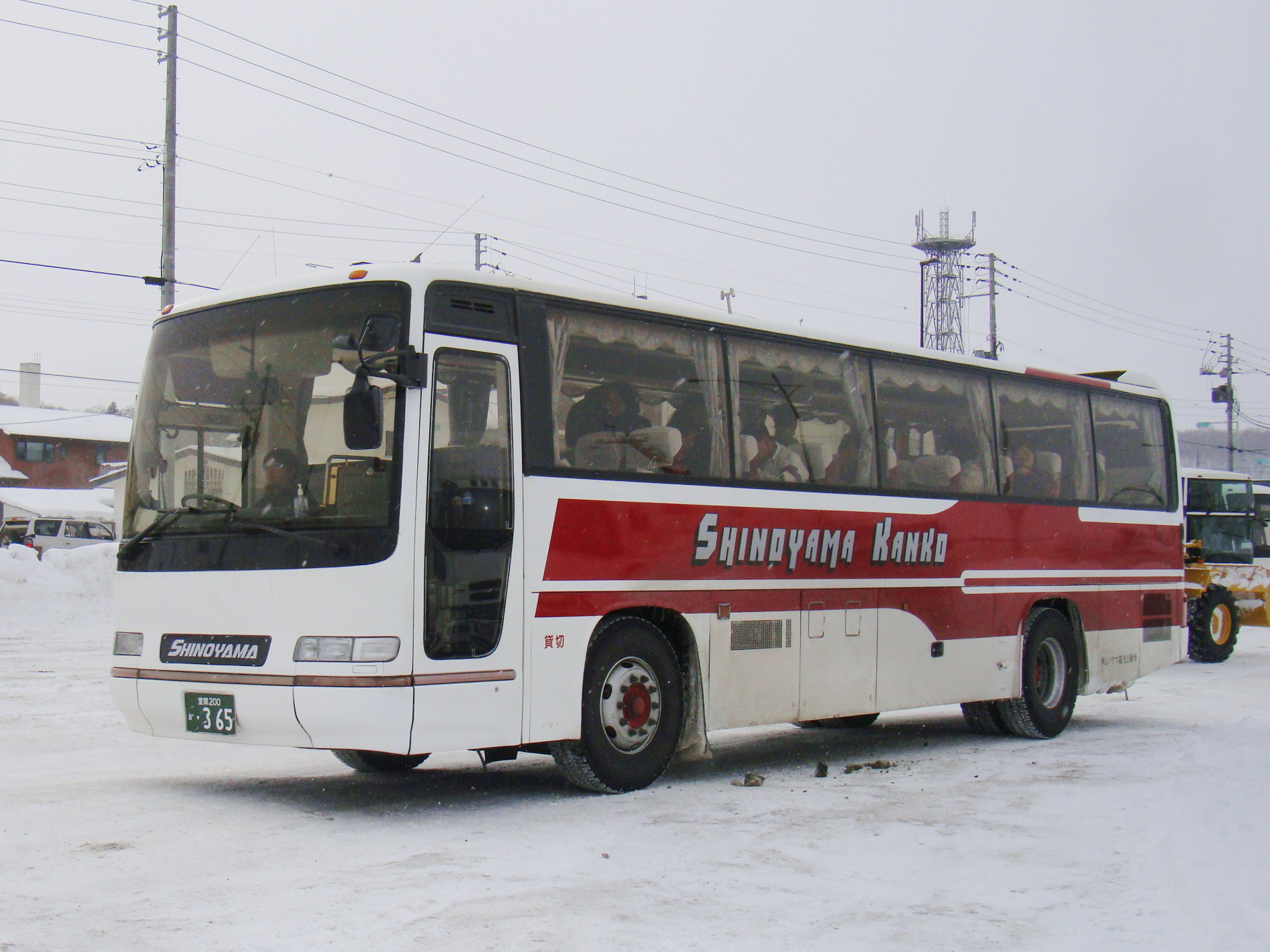
セレガFS U-RU2FNAB シノヤマ観光自動車
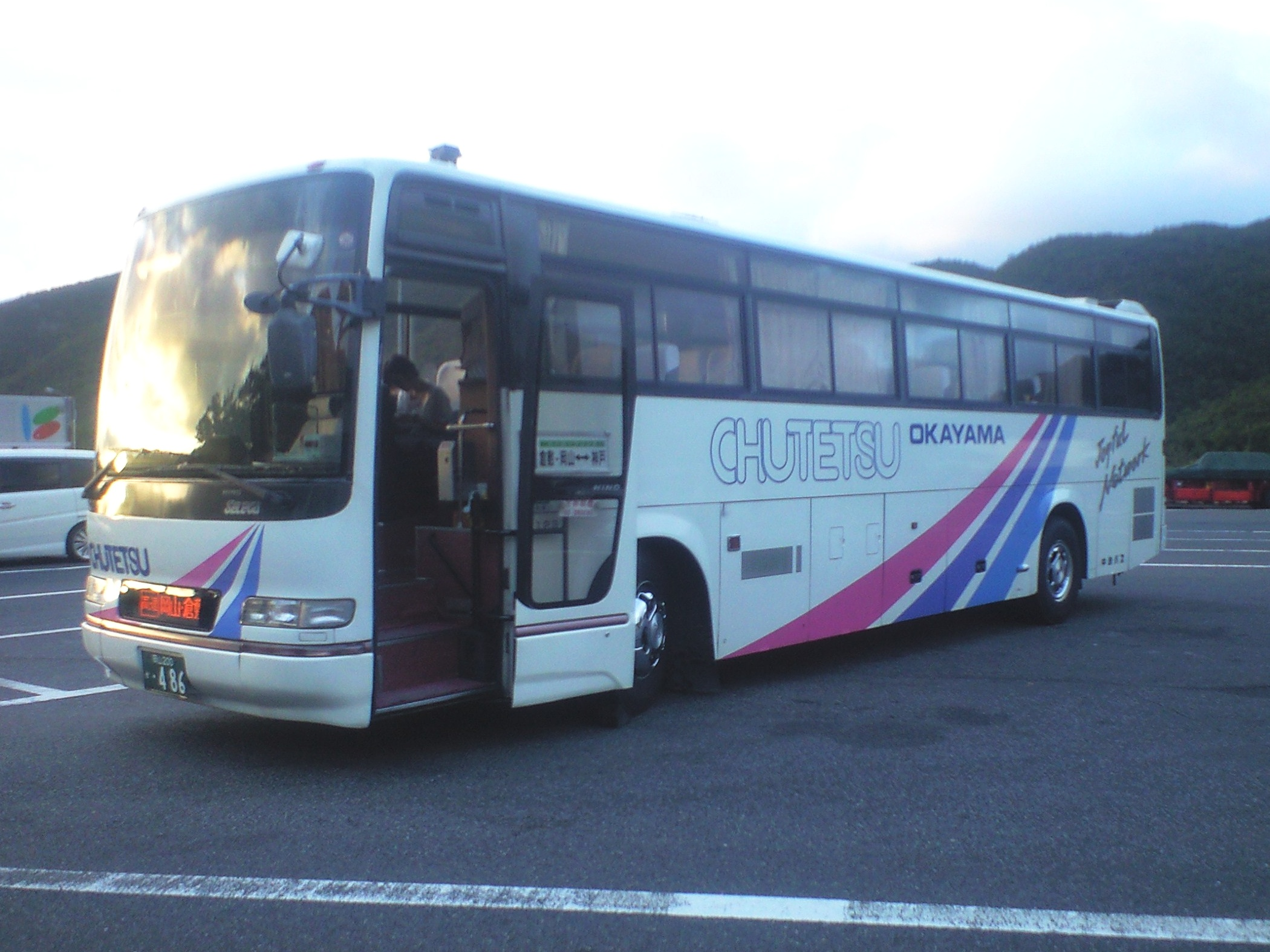
セレガFD U-RU2FRAB 中鉄バス
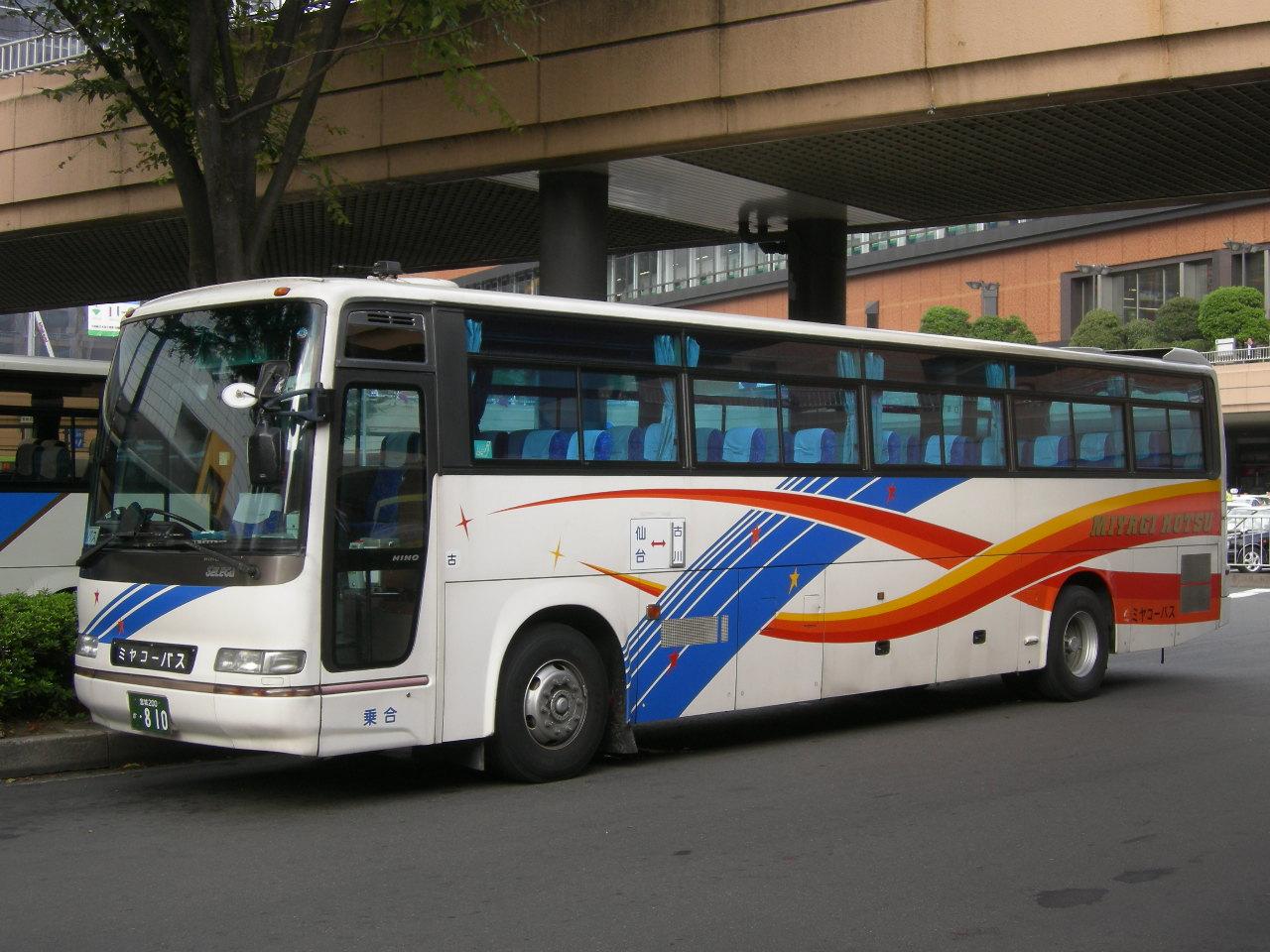
セレガFD U-RU2FTAB ミヤコーバス
セレガFD U-RU2FSAB 京阪バス

- セレガGシリーズ（他社のスーパーハイデッカーに相当。） - いずれも全高: 3,630mm
  - GD・超高床 (前面1枚窓スーパーハイデッカ)
  - GJ・超高床 (前面2枚窓・低運転席スーパーハイデッカ)
  - GT・傾斜床 (側面傾斜窓・シアターシートスーパーハイデッカ)

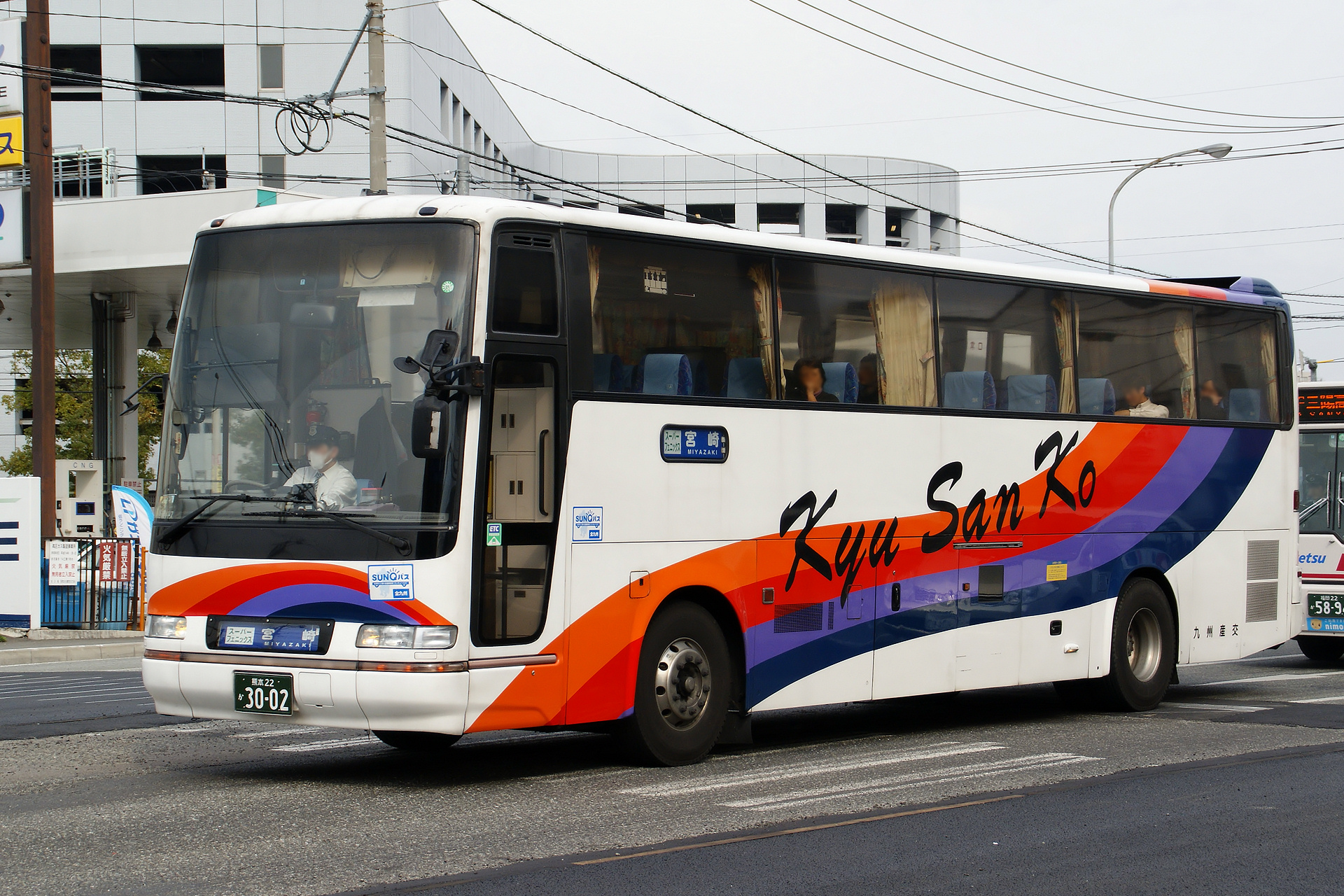
セレガGD U-RU3FSAB 九州産交バス
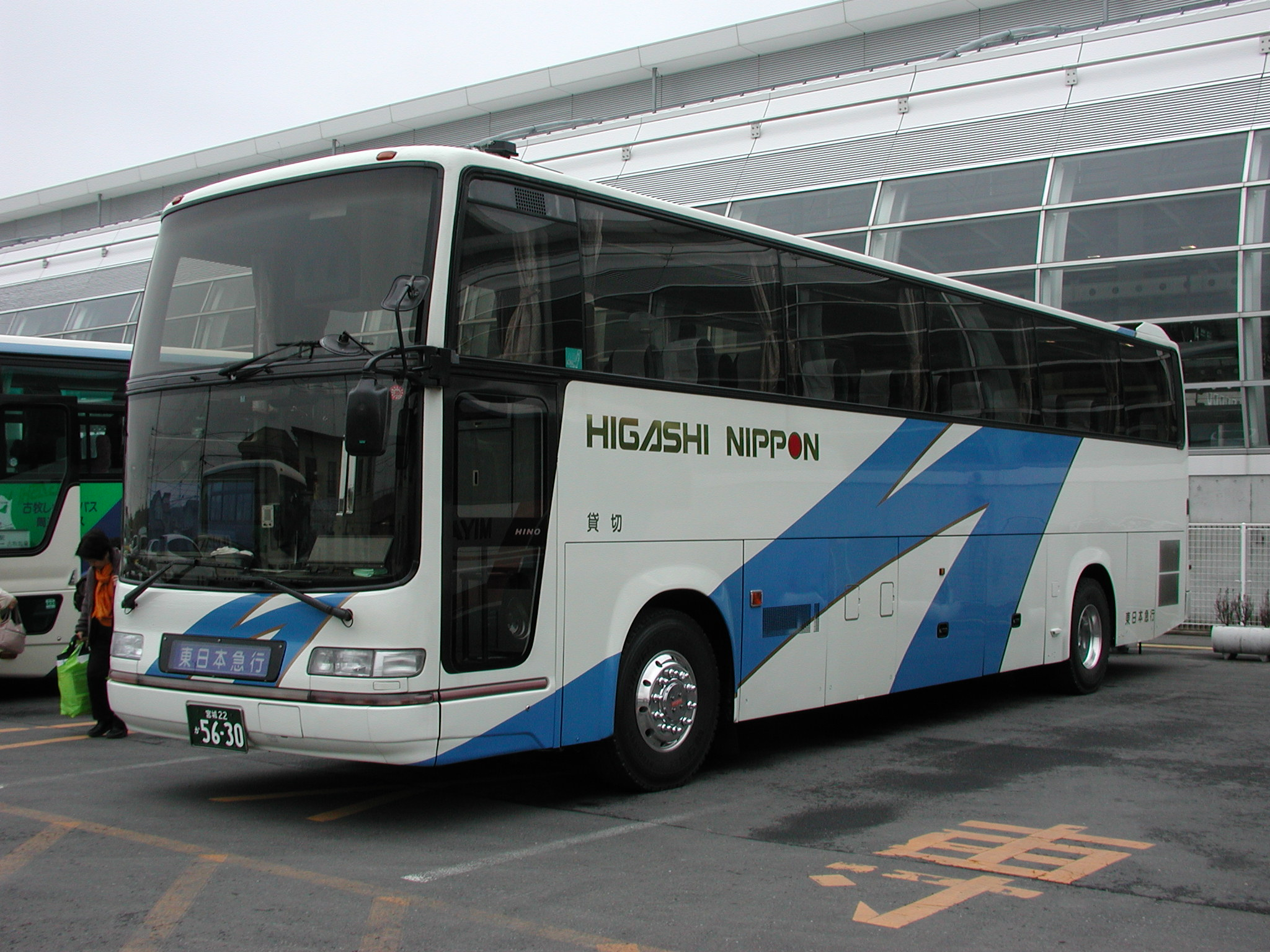
セレガGJ U-RU3FTAB 東日本急行
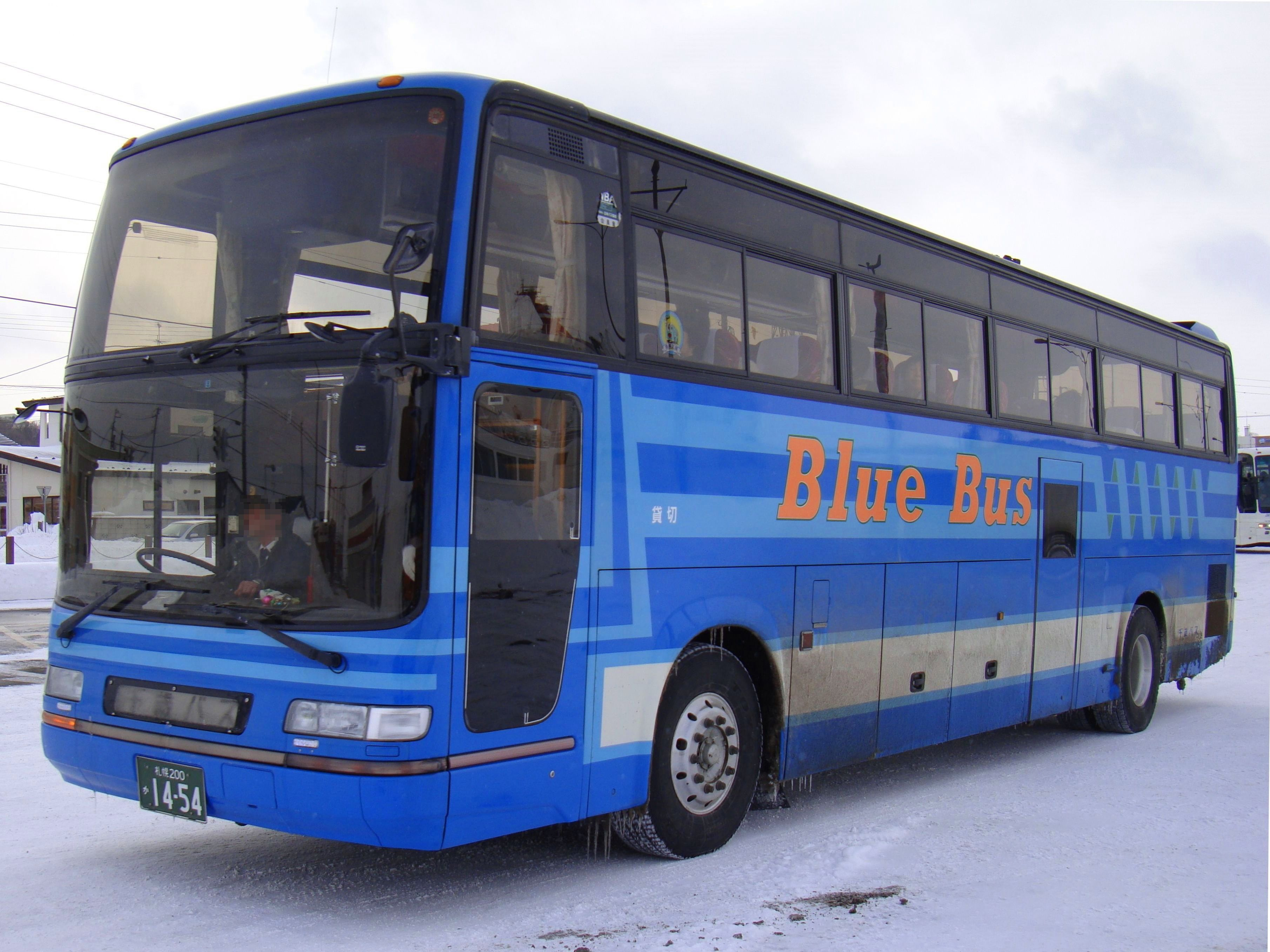
セレガGJ 2扉車 U-RU3FTAB 千歳相互観光バス
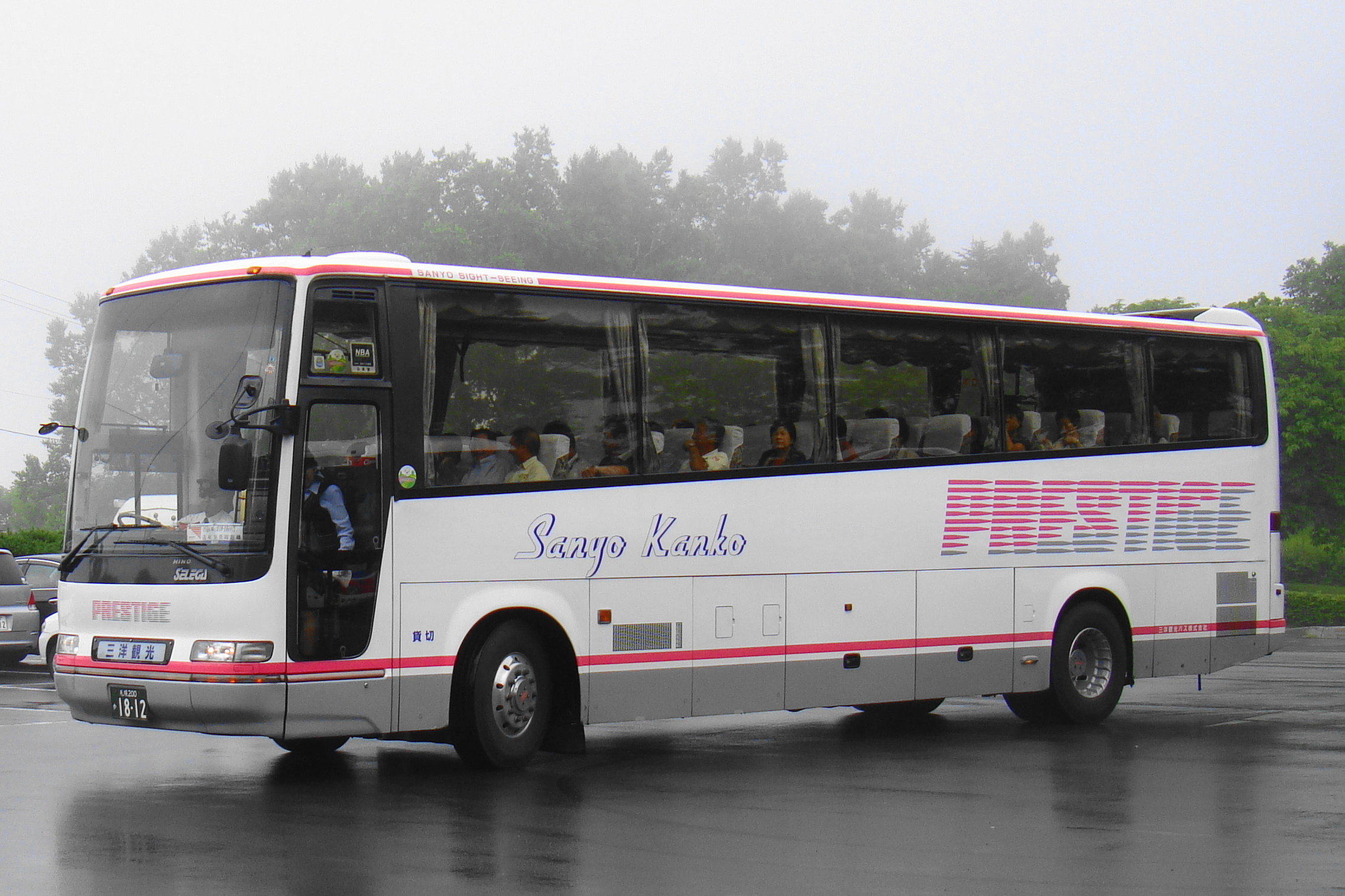
セレガGT U-RU2FTAB改 三洋観光バス

型式はエンジンとホイールベースによって決まり、以下のようになる。
|                | WB5,480mm （全長10,990mm） | WB5,980mm （全長11,490mm） | WB6,480mm （全長11,990mm） |
| -------------- | -------------------------- | -------------------------- | -------------------------- |
| F17D型 (310PS) | U-RU1FNAB                  | U-RU1FRAB                  | U-RU1FTAB                  |
| F17E型 (340PS) | U-RU2FNAB                  | U-RU2FRAB                  | U-RU2FTAB                  |
| F20C型 (370PS) | 設定なし                   | U-RU3FRAB（FDのみ）        | U-RU3FTAB                  |

エンジンは、平成元年排出ガス規制に適合（識別記号：U-）した、F17D型 (310PS)、F17E型 (340PS)、F20C型 (370PS)の3種類が設定されている。各車種におけるエンジン設定は、FMは低出力のF17D型のみ、FSは低出力のF17D型と標準出力のF17E型、FDとGD・GJ・GTは標準出力のF17E型と高出力のF20C型の設定である。なお、1992年にはF20C型エンジンの出力が380PSに引き上げられ、高出力11.5m車の設定が廃止。高出力エンジンの型式記号が3F、標準出力の型式記号が2F、低出力エンジンの型式記号が1Fとなり、これにホイールベースの長さで3種類（T、R、N）に分かれている。サスペンションは、FMを除き前輪独立懸架式（FMは車軸懸架でアルファベットがAAになる。）・後輪車軸懸架式エアサスペンションで、電子制御フレキシブルショックアブソーバーがオプション設定されている。型式は、エアオーバーブレーキ（空気油圧複合式）車がU-RU3FTAB、フルエアブレーキ車はU-RU3FTBBとなる（いずれもホイールベース6,480mm、F20C型エンジン搭載車の場合。他エンジン・ホイールベースの場合は記号がそれにあわせて変化する。FMは設定なし）。トランスミッションは、6速マニュアルのFFシフトとロッド式パワーシフトが用意されている。エンジンワンキー操作が標準設定された。
前モデルのブルーリボングランデッカのエンジンが、スーパーハイデッカーとしては330PSと出力不足だったこともあり、当時路線開設が相次いだ夜行高速バスでのシェアが、355PSのエンジンを搭載したエアロクィーンMに対して劣勢だった。そのためセレガにおいては、当時の2軸観光バス最強出力である370PSのエンジンを搭載した。これが後に、他のメーカーとの間で観光バスのパワーウォーズを引き起こし、数年後には400PSを超えるエンジンを搭載するバスを各社が発売することになる。
内装も従来のモデルには見られなかった豪華仕様となった。エアコンは室内の4カ所できめ細かい温度、風量設定を変えられる仕様としたほか、スピーカーの音質向上を図るとともに見栄えを良くするためだけにダミーのスピーカーも配置された。
特に、1990年の発売直後に、GD/GJには夜行高速専用として「インターシティ」が追加された。これは3列独立座席、床下トイレ・仮眠室などの装備を一通り揃えたもので、従来ではシートピッチなどで座席により当たり外れが大きかった夜行バスの居住性を改善し、事業者にとっても購入しやすい仕様として提案された。同年秋から近畿日本鉄道・西東京バスなどを皮切りに採用された。なお、GJのインターシティ仕様の導入は中央観光バス（現・ジパング）に導入された「ジパング・プライオリティ」が唯一例である。
1994年1月にはマイナーチェンジが実施された。12m車は定員増加に対応するため、軸重配分の見直しとそれに伴うホイールベースの短縮とフロントオーバーハングの延長（当初は、GD・GJ・FDで実施、後にFSでも実施。）、フルトラスフレームの採用など、車体構造が大幅に変更された。従来の車体がブルーリボンRU60/63B系の外観を変えただけに等しかったのに対して、大幅に手が入れられた。外観はホイールベースの変更以外に大きな変化は無い。
型式はエンジンとホイールベースによって決まり、以下のようになる。
|                | WB5,480mm （全長10,990mm） | WB5,980mm （全長11,490mm） | WB6,480mm （全長11,990mm） | WB6,200mm （全長11,990mm） |
| -------------- | -------------------------- | -------------------------- | -------------------------- | -------------------------- |
| F17D型 (310PS) | U-RU1FNAB                  | U-RU1FRAB                  | U-RU1FTAB                  | 設定なし                   |
| F17E型 (340PS) | U-RU2FNAB                  | U-RU2FRAB                  | U-RU2FTAB                  | U-RU2FSAB                  |
| F20C型 (400PS) | 設定なし                   | 設定なし                   | 設定なし                   | U-RU3FSAB                  |

エンジンは、出力が400PSまでにアップされたF20C<F-I>型を搭載、前年にモデルチェンジしたニューエアロバス・エアロクィーンと肩を並べた。なお、FMにおいてはホイールベースの短縮は行われず、外観の変化は少ない。また、GD・GJの標準出力のF17E型エンジン搭載車が廃止となっており、エンジンは高出力のF20C型に統一されている。シアターシートのGTはこのマイナーチェンジで廃止された。
なお日野車体のほか、富士重/西工ボディでも製造された。

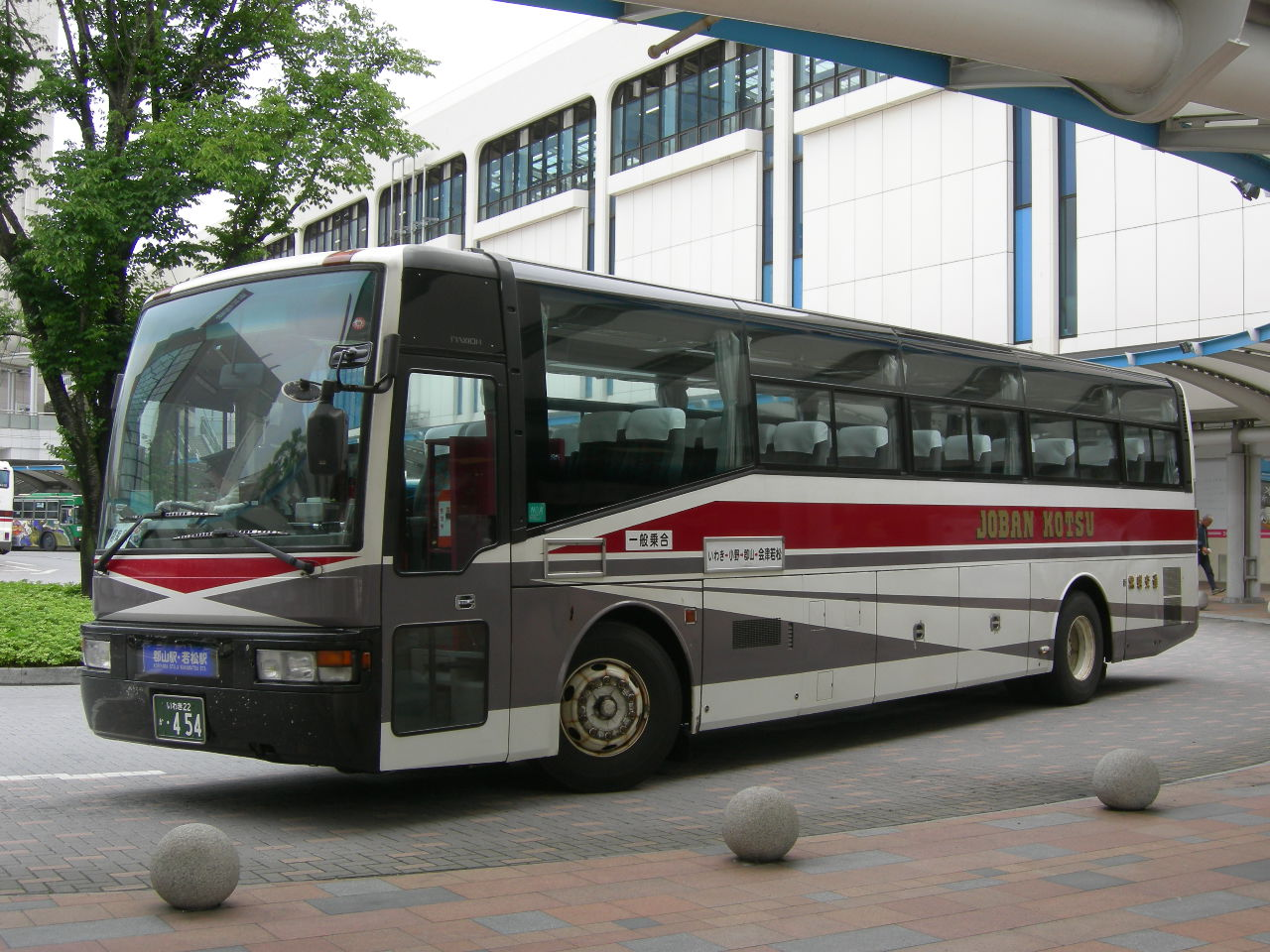
セレガFD 富士重7HD U-RU2FTAB 新常磐交通
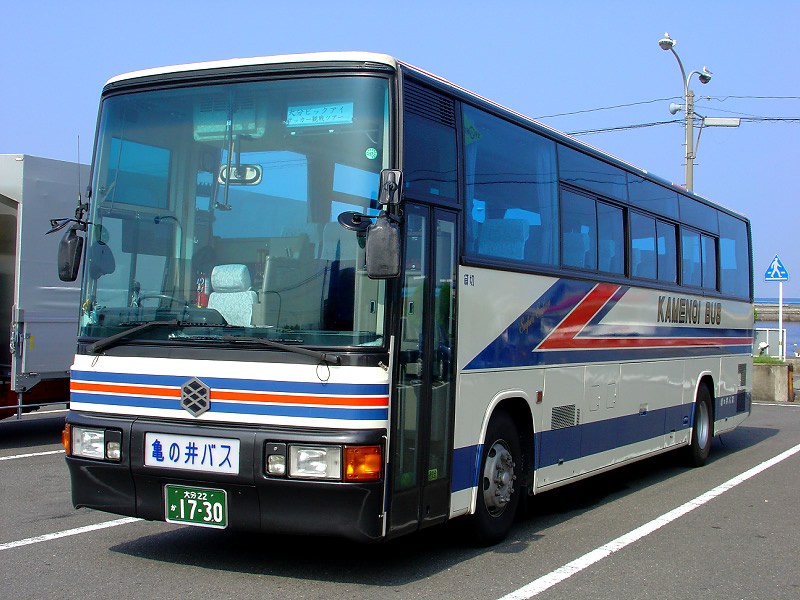
セレガFS 西工SD-I(58MC) U-RU2FTAB改 亀の井バス
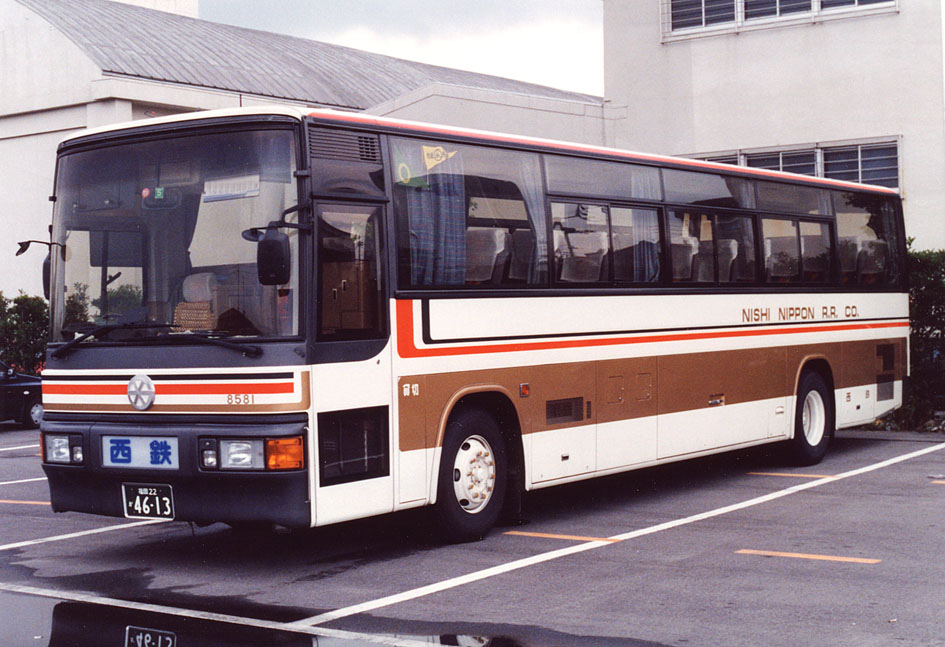
セレガFS 西工C-II(58MC) U-RU2FTAB 西日本鉄道
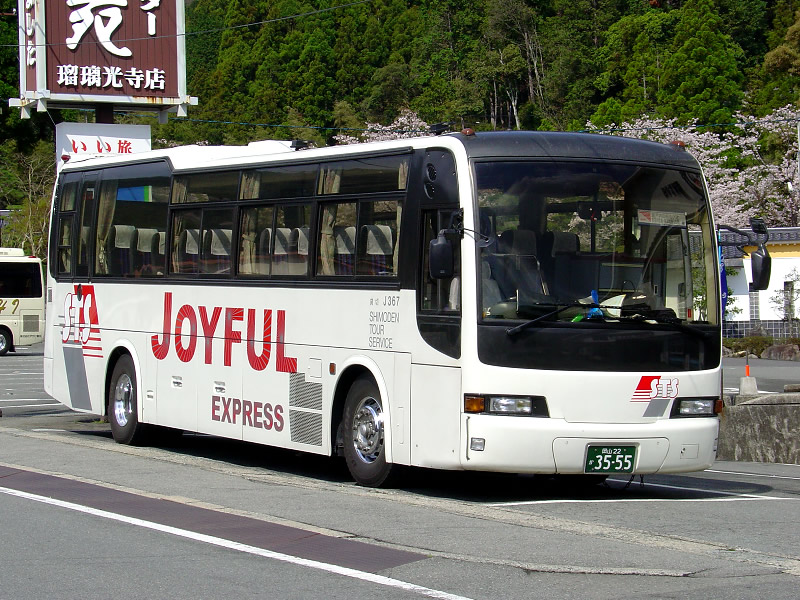
セレガFS 西工C-II(92MC) U-RU2FTAB シモデンツアーサービス
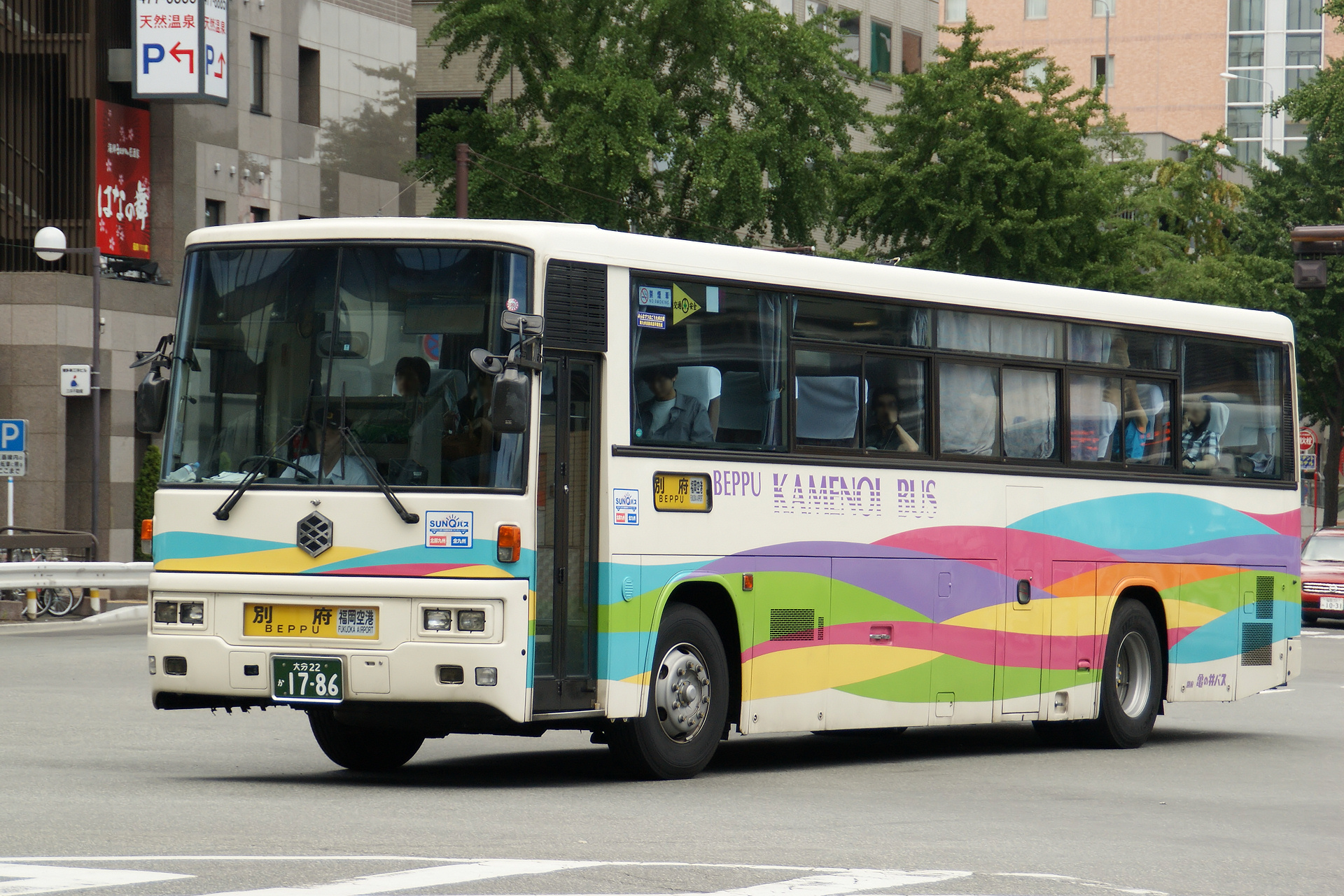
セレガFS 西工S(90MC) U-RU2FTAB 亀の井バス
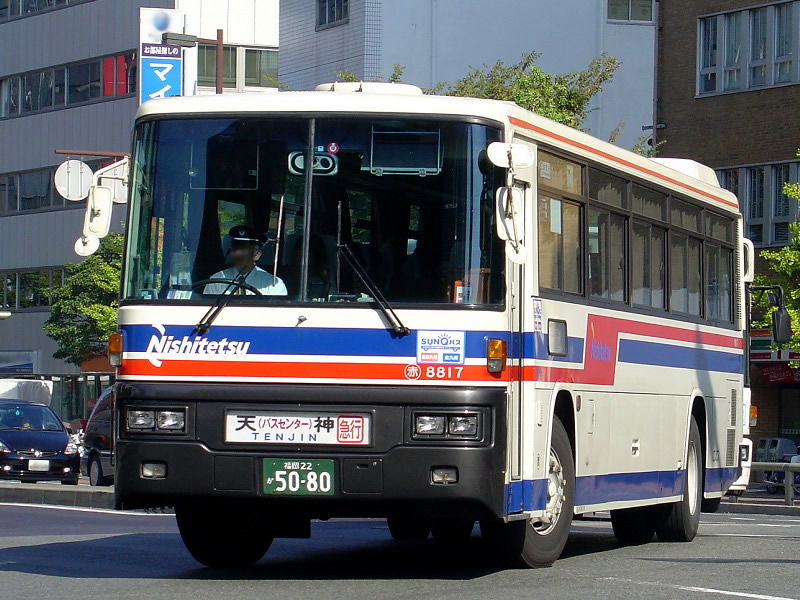
セレガFM 西工E(90MC) U-RU1FTAA 西日本鉄道

### KC-RU1J/3F/4F系
1995年からは平成6年排出ガス規制（短期規制、識別記号：KC-）に適合するため、マイナーチェンジが行われた。標準出力エンジンは、従来高出力エンジンだったF20C<F-I>型の燃料噴射量を絞り、最高出力を355PSに落としたF20C<F-II>型に変更され、高出力エンジンは、新たに当時の国産バス最強クラスの316kW（＝430PS）を発揮するF21C<F-IV>型を搭載、流体式リターダに加えて新たに補助エンジンブレーキ「日野エンジンリターダ」のオプション設定が行われた。（Gシリーズは日野エンジンリターダが標準。）車体の変化は後部エンジンリッドの形状変更（特にノブの廃止。）、後部尾灯間のリアガーニッシュの色が赤からシルバーに変更されるなど目立ったものは少なく、運転席のインパネがブルーリボンRU60/63B系と共通の物からスーパードルフィンプロフィアのようなラウンド型となり、エンジン回転計を左側に配置、右側の速度計と同じ大きさにした乗用車感覚のレイアウトになった。また、前回のマイナーチェンジでホイールベースに変化がなかったFSがホイールベースを短縮し、他のモデルと同じ長さとなった。FDとFSは、外観では給油口の位置やホイールアーチ形状で識別でき、Gシリーズ同様に給油口が前輪の前にあり、且つGシリーズ同様にホイールアーチの形状が半円形の車両がFD、給油口がホイールベース間（エアコン部分）にあり、ホイールアーチの形状が台形の車両がFSである。
型式は、エアオーバーブレーキ車がKC-RU4FSCBに、フルエアブレーキ車がKC-RU4FSDB（いずれもホイールベース6,200mm、F21C型エンジン搭載車の場合。他エンジン・ホイールベースの場合は数字記号がそれにあわせて変化する）に変更された。また全長11m車と、全高3,165mm・前輪車軸懸架式のFMが廃止された。
1998年12月に、FDに装備を簡略化し低価格としたスタンダード観光が追加されたほか、運転席に3点式シートベルトを標準装備し、運転席および客席についても改良している。
なお日野車体工業のほか、富士重/西工ボディでも製造されたが、富士重工業は1998年に、日野自動車向けのバス車体の架装を中止した。

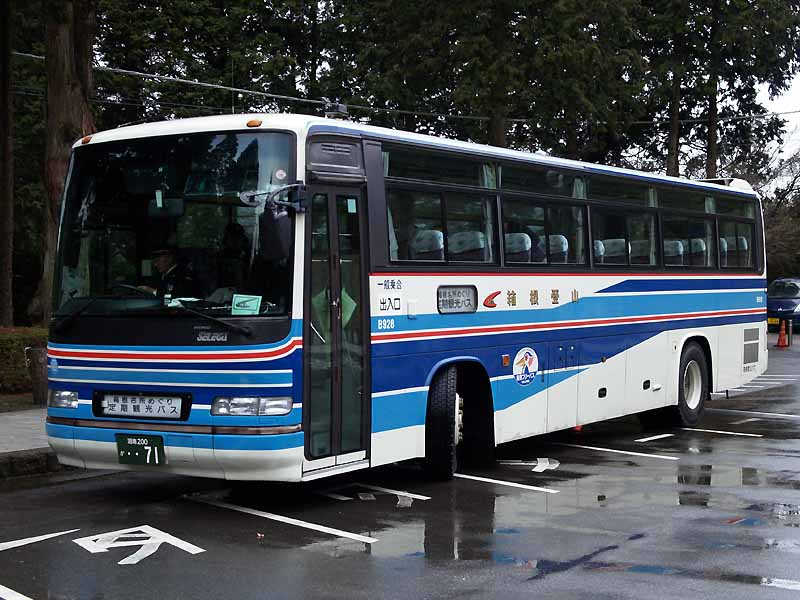
セレガFS (11.5m) KC-RU3FPCB 箱根登山バス
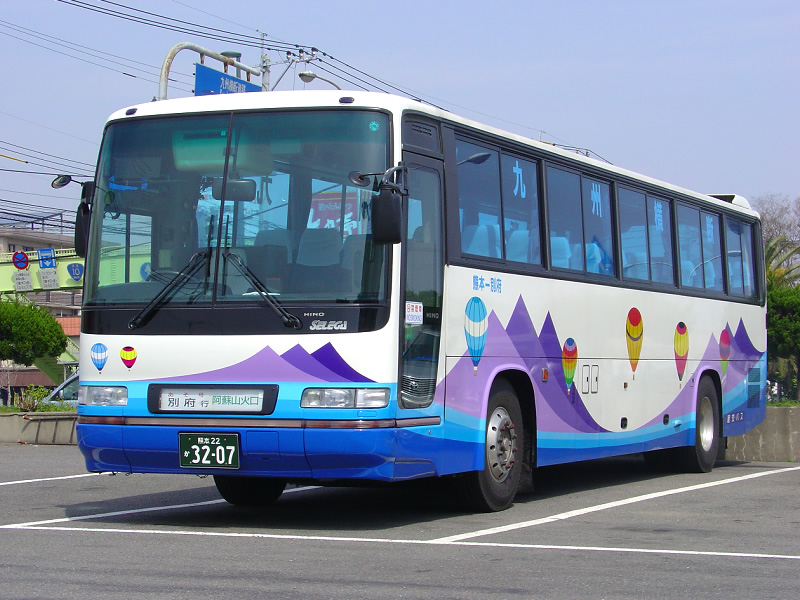
セレガFS KC-RU3FSCB 九州産交バス
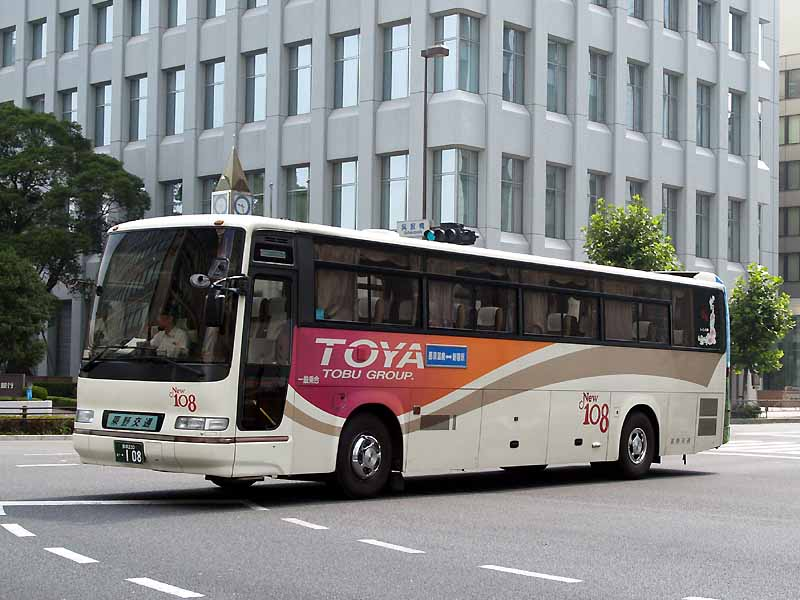
セレガFD KC-RU3FSCB 東野交通
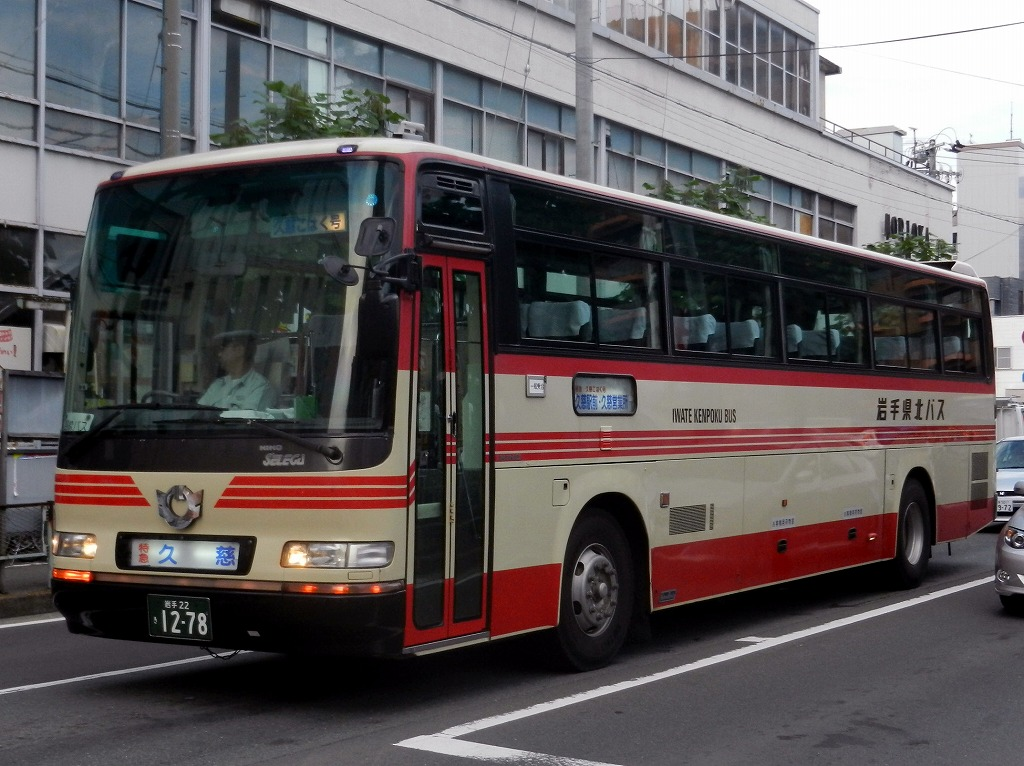
セレガFD KC-RU3FSCB 岩手県北自動車
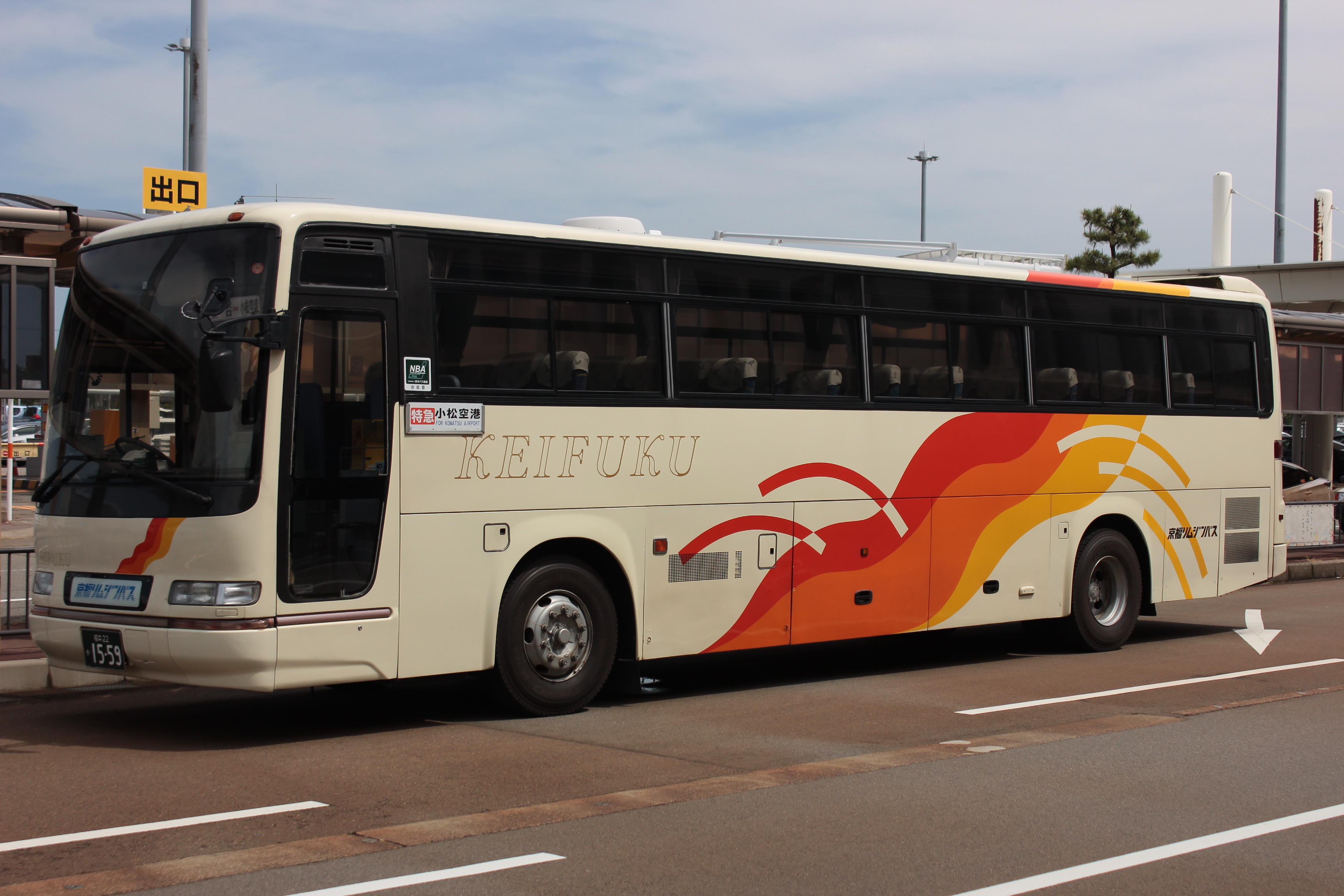
セレガFD KC-RU3FSCB 京福リムジンバス
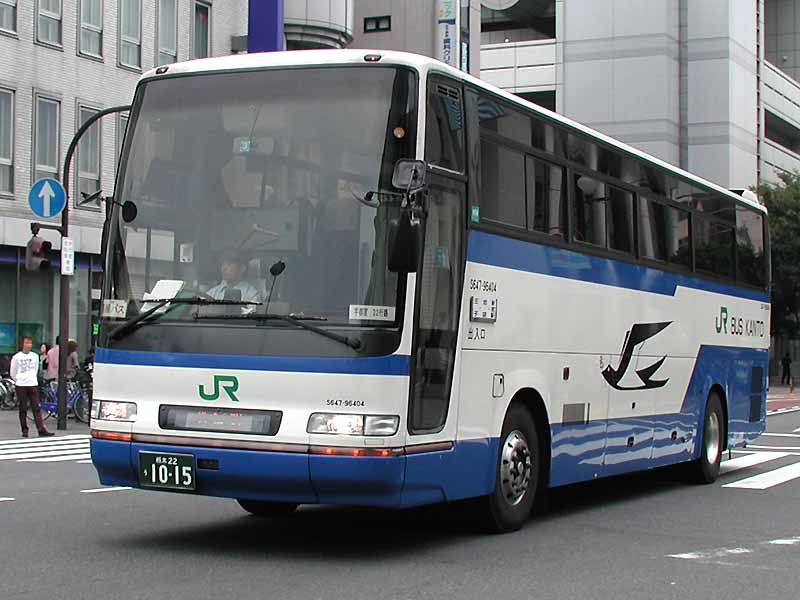
セレガGD KC-RU4FSCB JRバス関東
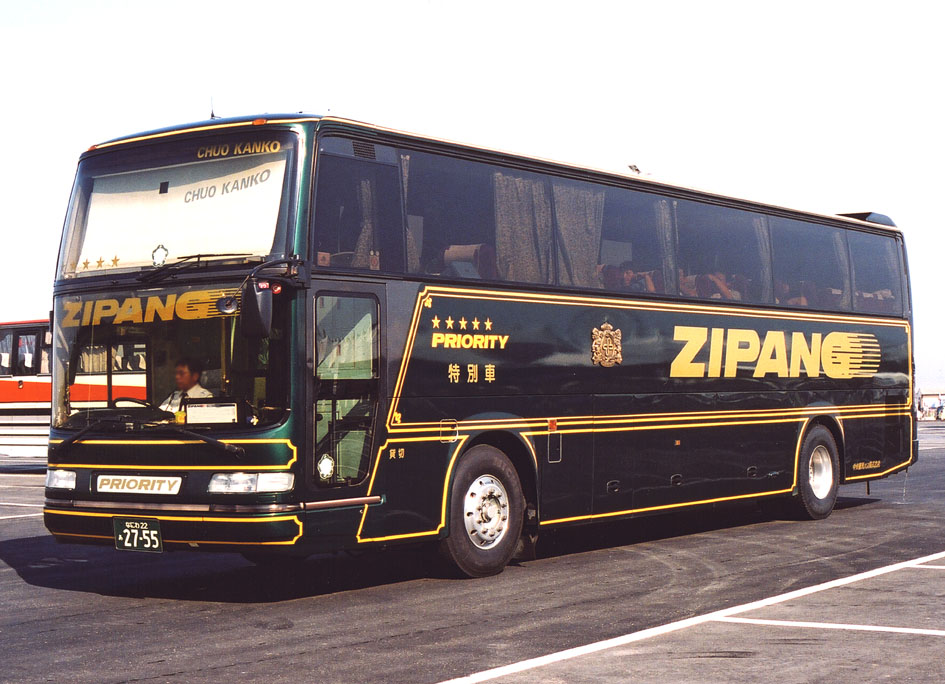
セレガGJ インターシティ KC-RU4FSCB 中央観光バス
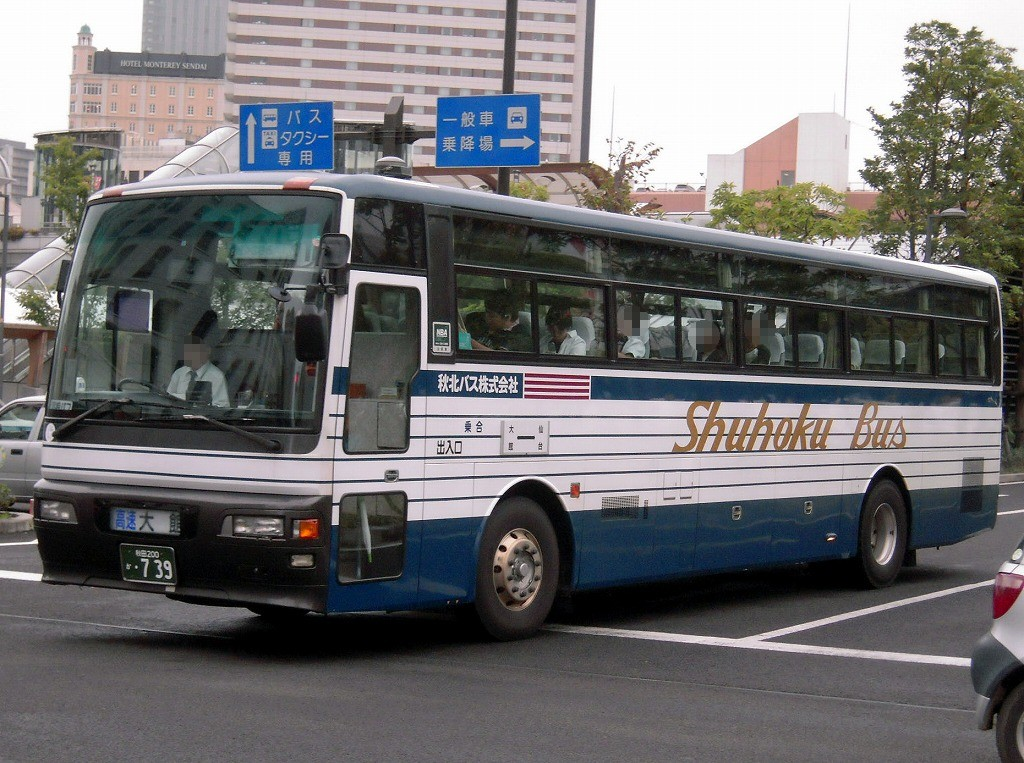
セレガ 富士重7HD KC-RU3FSCB 秋北バス
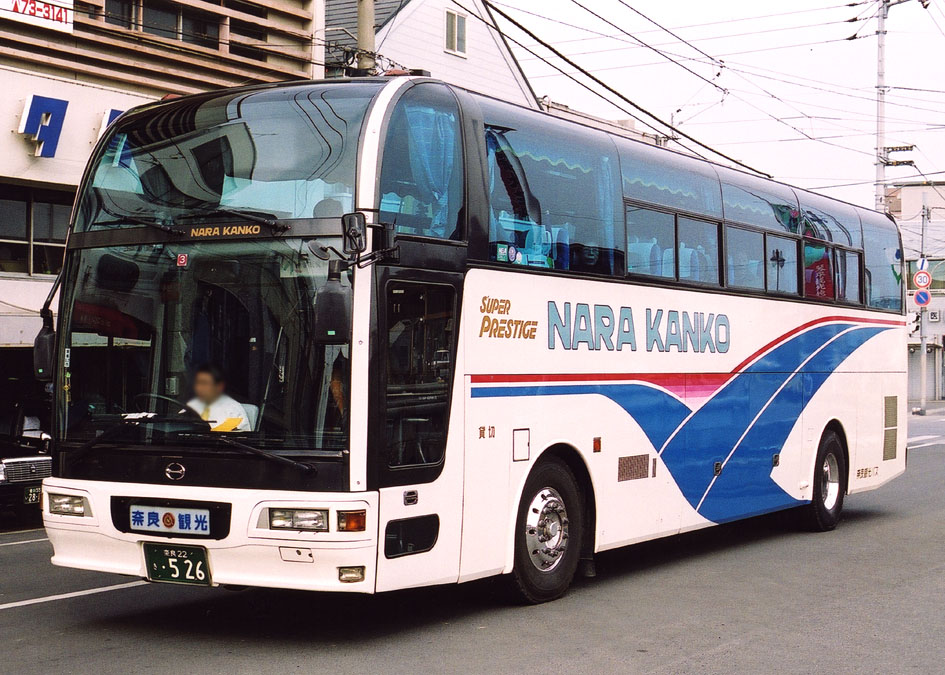
セレガ 富士重7S KC-RU4FSCB 奈良観光バス 普通の7Sより運転席が低い

### セレガR（KL-RU1J/1F/4F系）

セレガFDとセレガR FSのフロント対比（セレガRは右側、東武バス日光）

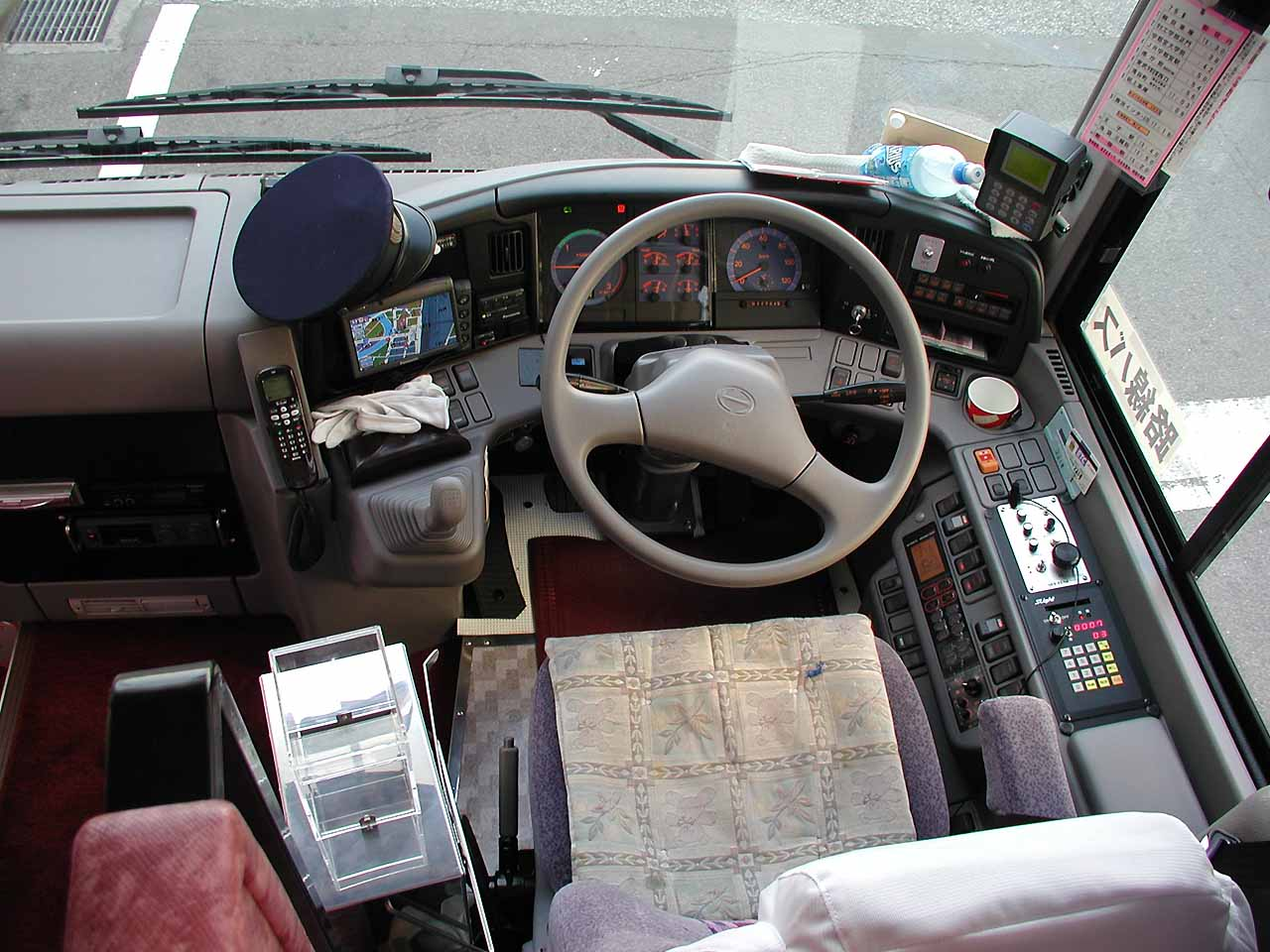
セレガRの運転席

セレガRは、2000年（平成12年）夏からおよそ5年間にわたり発売された、初代セレガシリーズのマイナーチェンジ車種である。愛称は「セレガール」。平成11年排出ガス規制（識別記号：KL-）と中期安全ブレーキ規制に適合、ボディ剛性の向上やホイールパーク式駐車ブレーキ、集中故障診断システムの採用など、一段と信頼性の高いシリーズへと進化を遂げている。
基本的なスタイリングはマイナーチェンジ前と大きく変わらないが、ヘッドライト周りがメンテナンス性を向上させた設計になり、前面の印象がより精悍なものへと変化している。また、コンビネーションランプ（特に端部）の形状も変更された。エンジンは、国産2軸バス最強クラスの出力を持つ、331kW（＝450PS）／1,618N・m（＝165kgf・m）のF17D-TI<FT-VI>型／インタークーラー付ツインターボエンジンを搭載、GD・GJ・FDに設定された。（その他のFDとFSは、265kW＝360PS／128kgf・mのF21C<F-V>型を搭載。）排ガス規制が厳しくなることから、エンジンはコモンレール式燃料噴射システムや排気再循環システム(EGR)を搭載、その上で性能を確保し、黒煙の発生も抑えた。また、F17D-TI型搭載車は日野エンジンリターダに代えて、永久磁石式リターダを搭載（ターボなしでも装備可能）、坂道発進補助装置「ESスタート」、ディスチャージヘッドライト、電動格納式ミラー、客席第1列への3点式シートベルトの装備などの安全装備も充実させた。ミッションは引き続き6速MTだが、このモデルよりFFシフトのみの設定となりロッド式は廃止された。
型式は、F17D-TI型エンジン搭載車がKL-RU1FSEA、F21C型エンジン搭載車がKL-RU4FSEA（いずれもホイールベースは6,200mm）に変更された。全高は、Gシリーズ並びにFDに関してはマイナーチェンジ前と変わらないが、FSは全高3,235mmから、U-規制で廃止となったFMよりも低い全高3,120mmとなった。メーカー標準で従業員送迎、観光、空港連絡路線、高速路線仕様を設定し、またリフト付観光仕様も2002年に追加され、幅広いニーズに応えている。

なお日野車体のほか、西工ボディでも製造された。

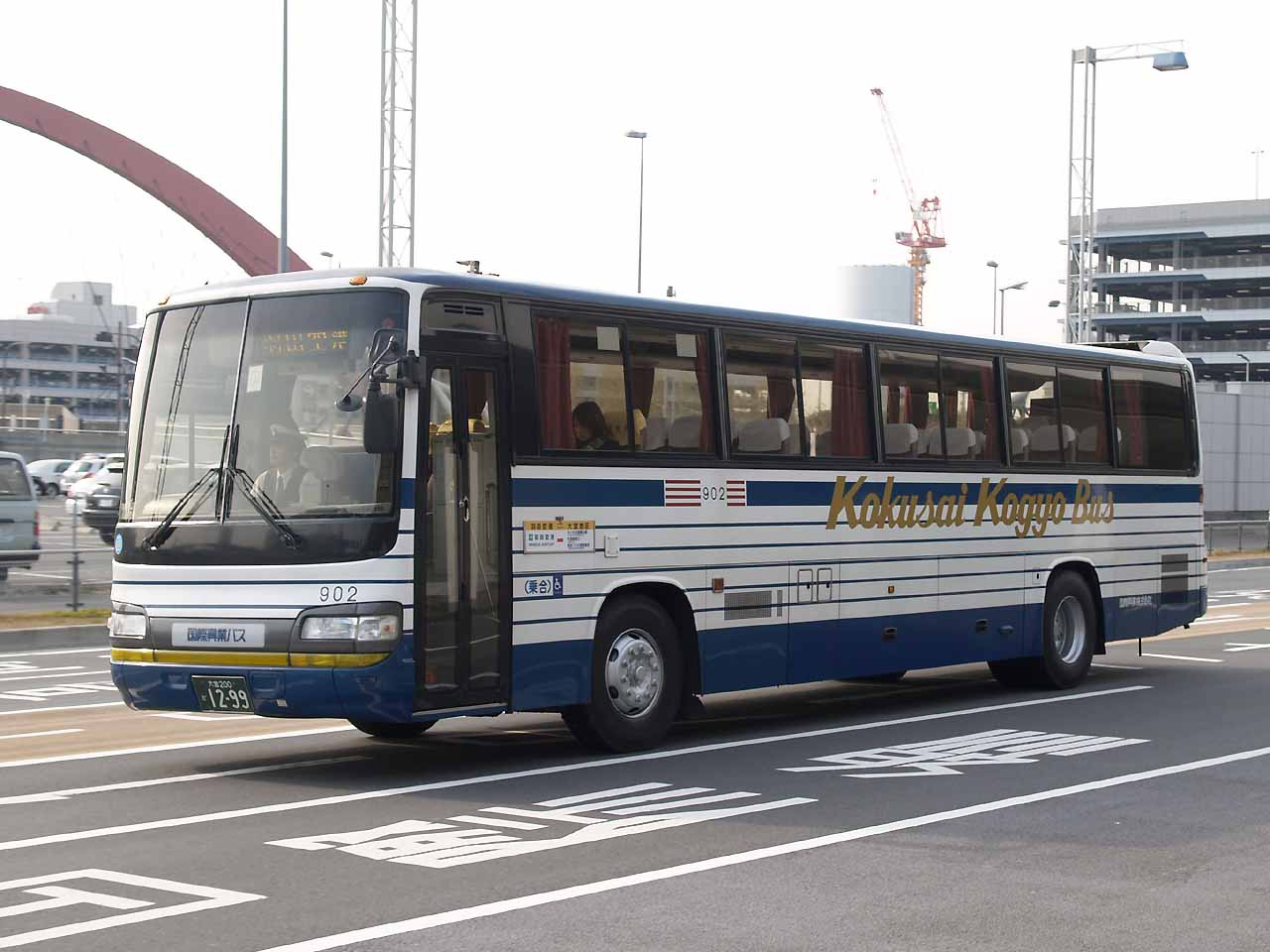
セレガR FS 高床II KL-RU4FSEA 国際興業
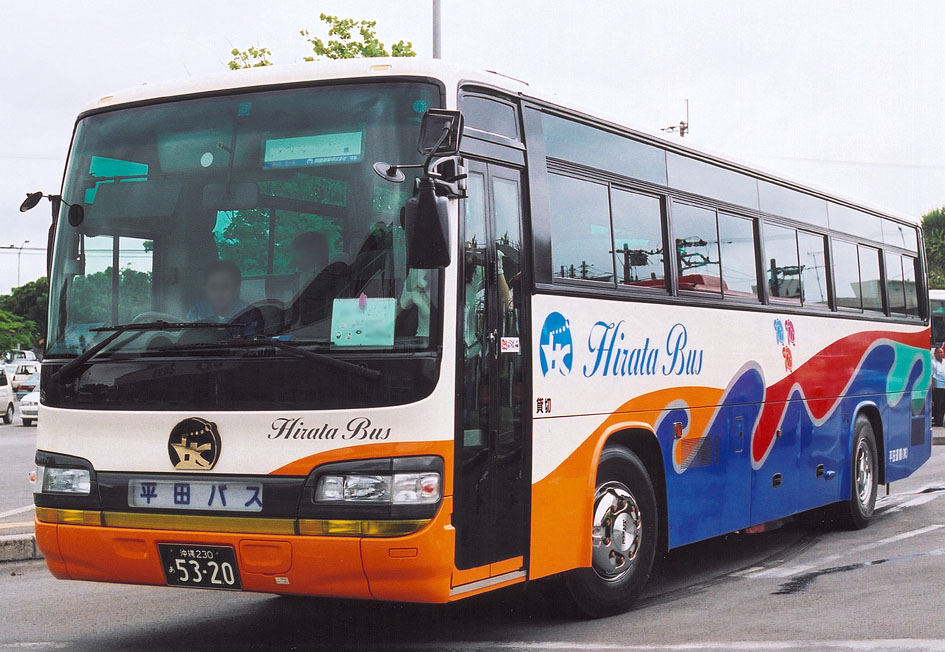
セレガR FS 11.5m車 KL-RU4FPEA 平田運輸
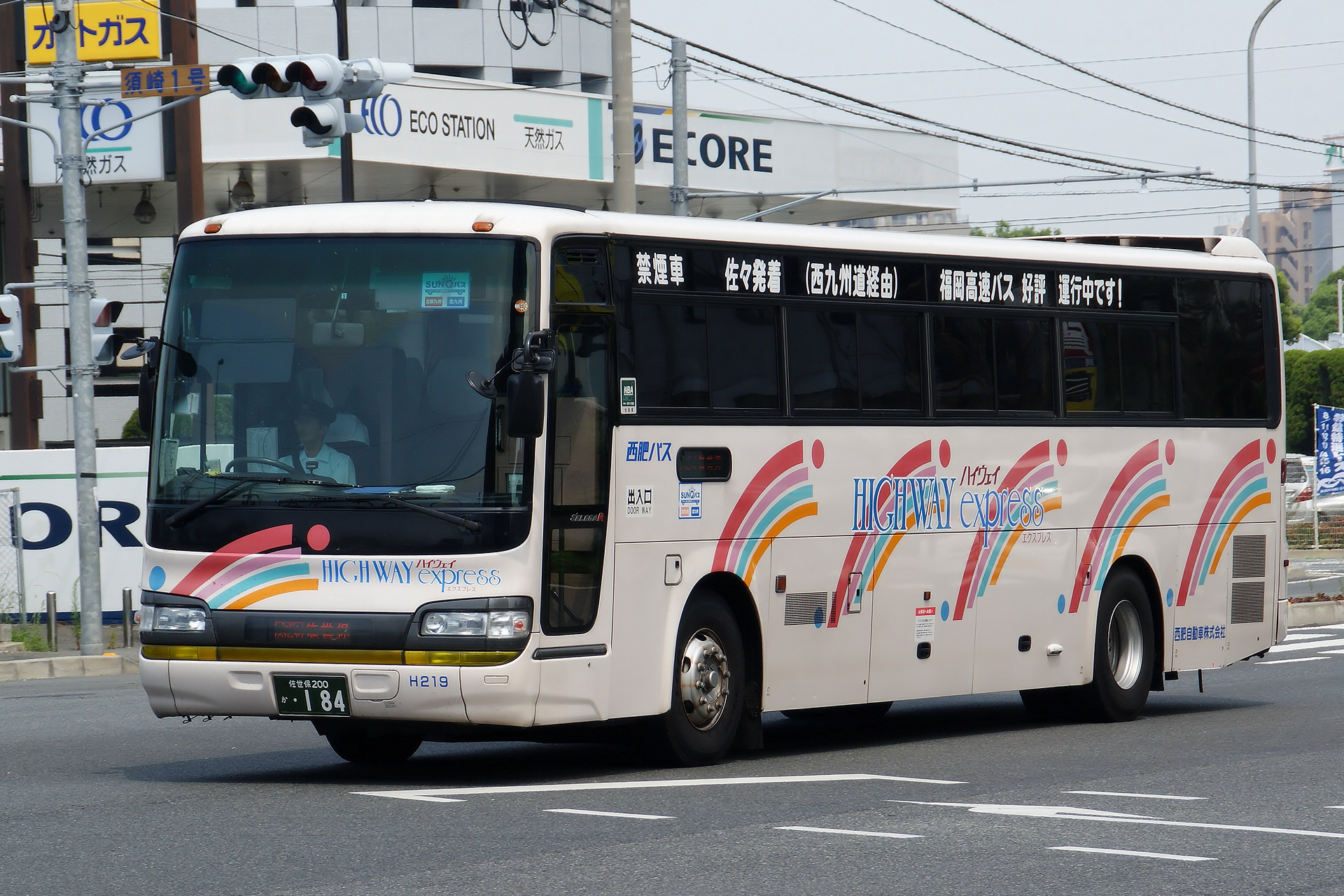
セレガR FD KL-RU4FSEA 西肥自動車
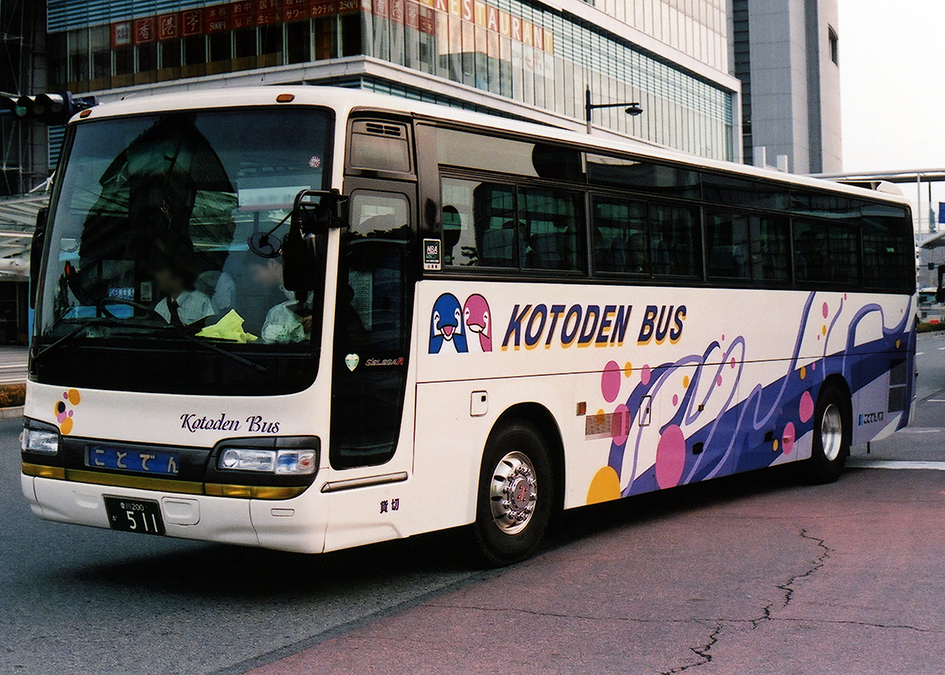
セレガR FD KL-RU4FSEA ことでんバス
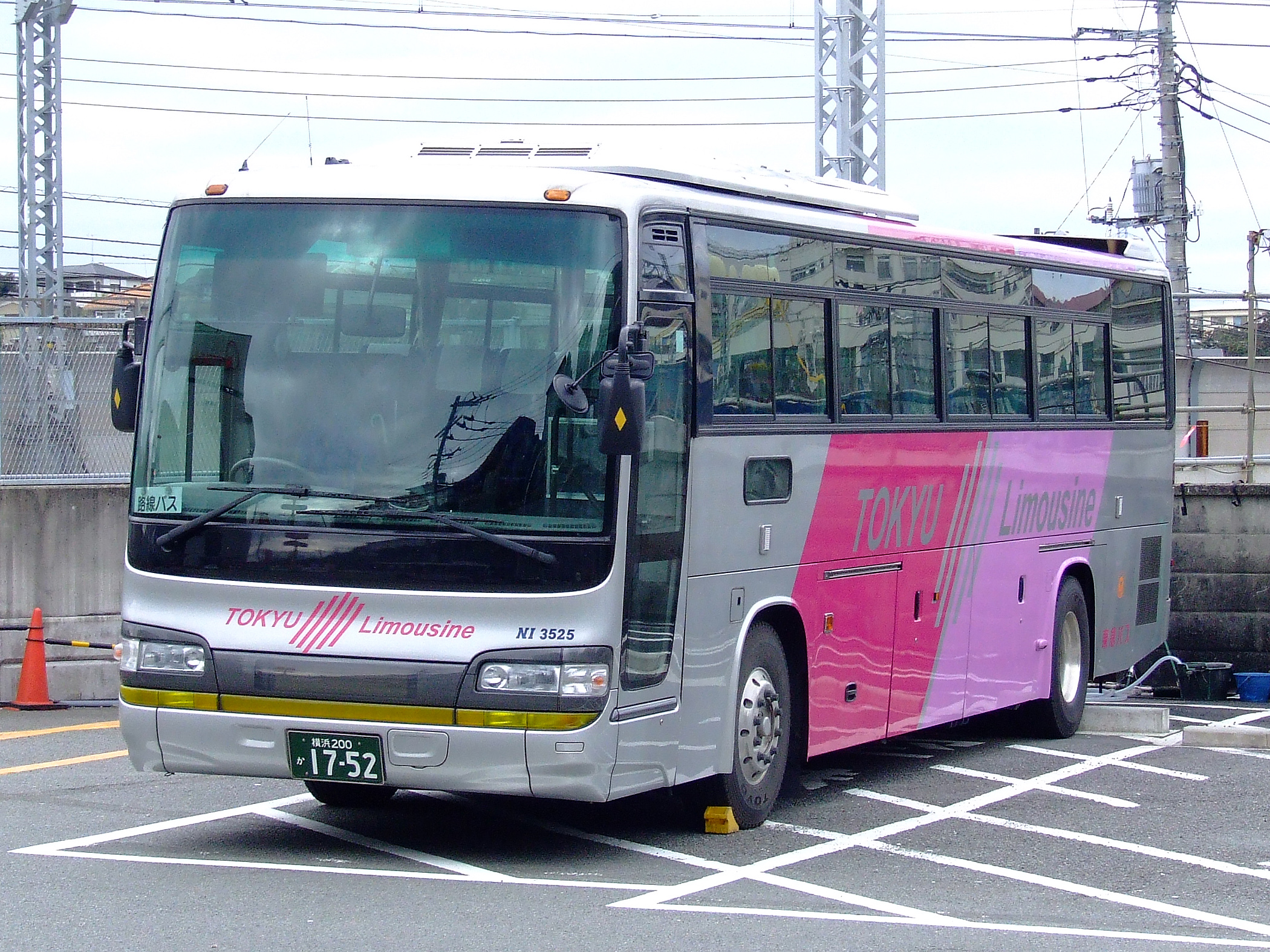
セレガR FD 空港リムジン仕様 KL-RU4FSEA 東急バス
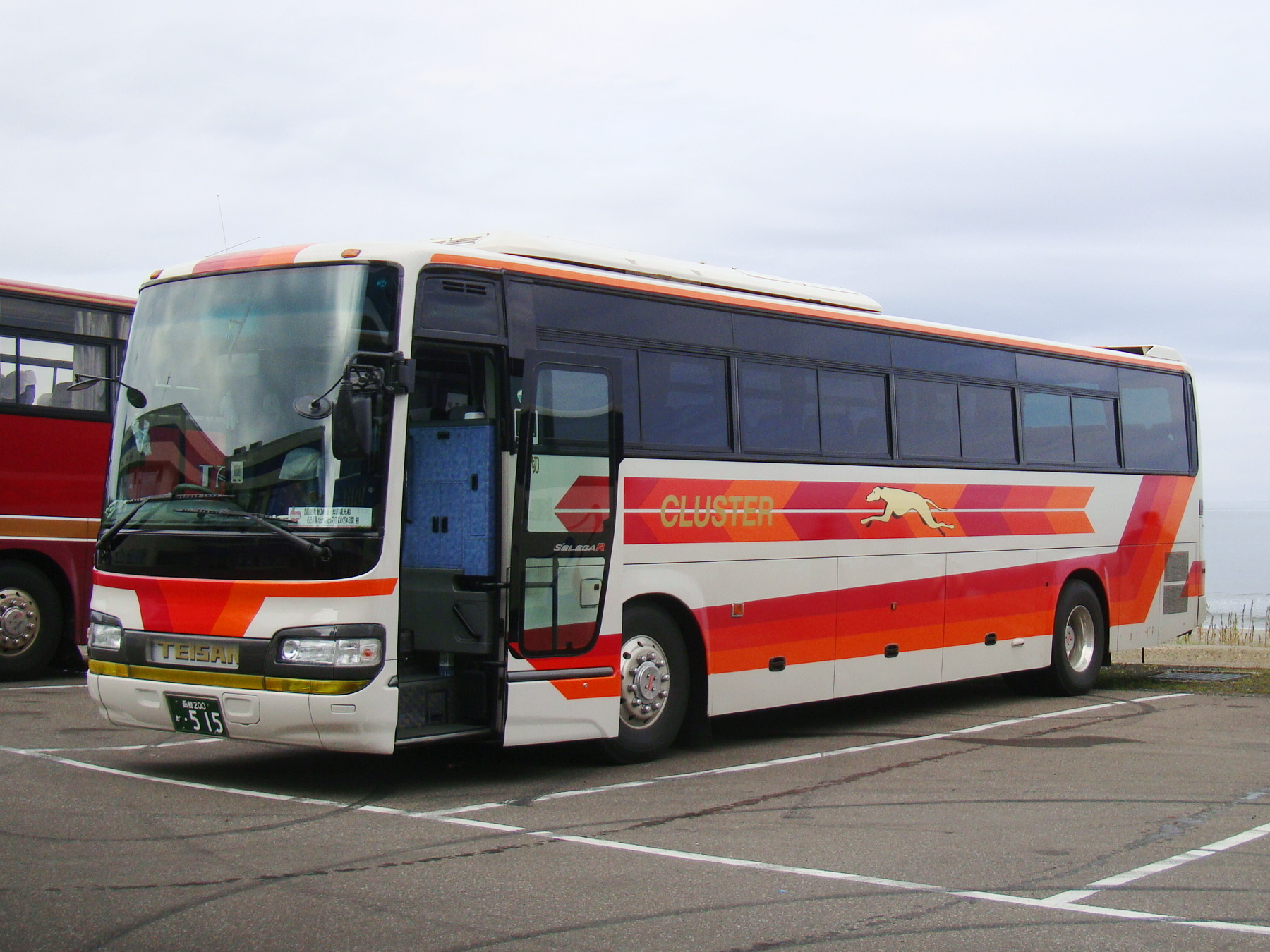
セレガR FD 直結冷房 KL-RU1FSEA 函館タクシー
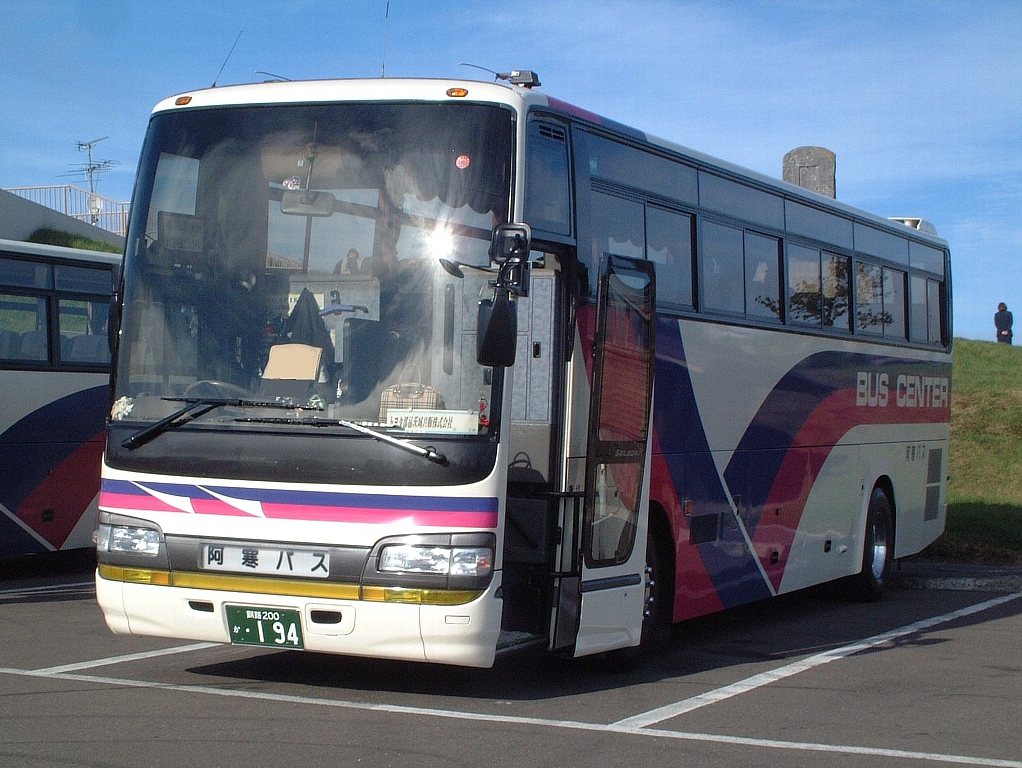
セレガR GD KL-RU1FSEA 阿寒バス
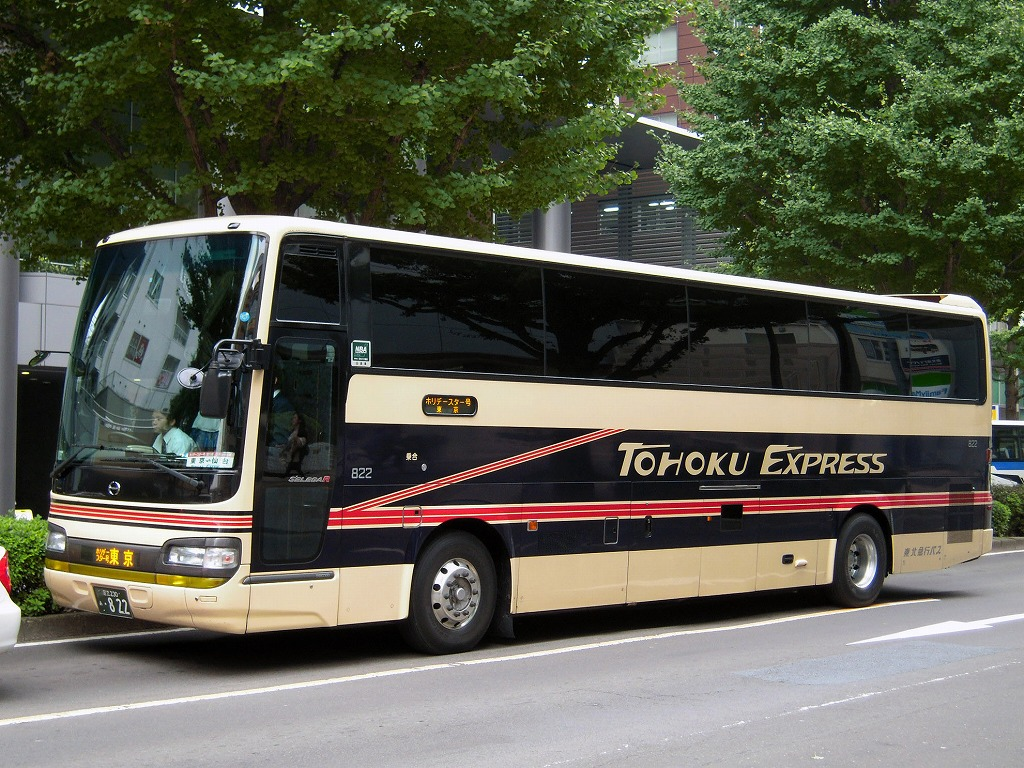
セレガR GD 夜行仕様 KL-RU1FSEA 東北急行バス
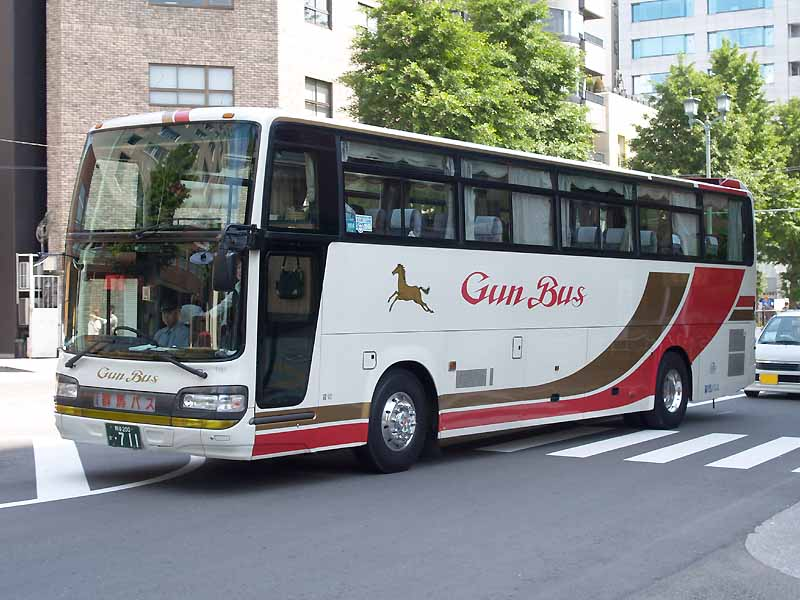
セレガR GJ KL-RU1FSEA 群馬バス
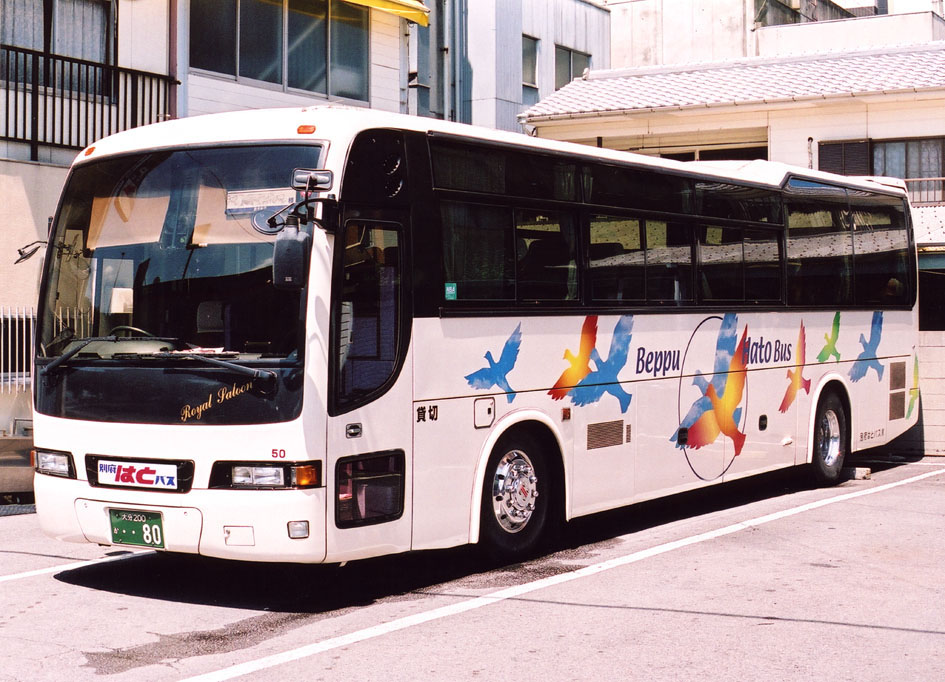
セレガR 西工C-II(98MC) KL-RU4FSEA 別府はとバス
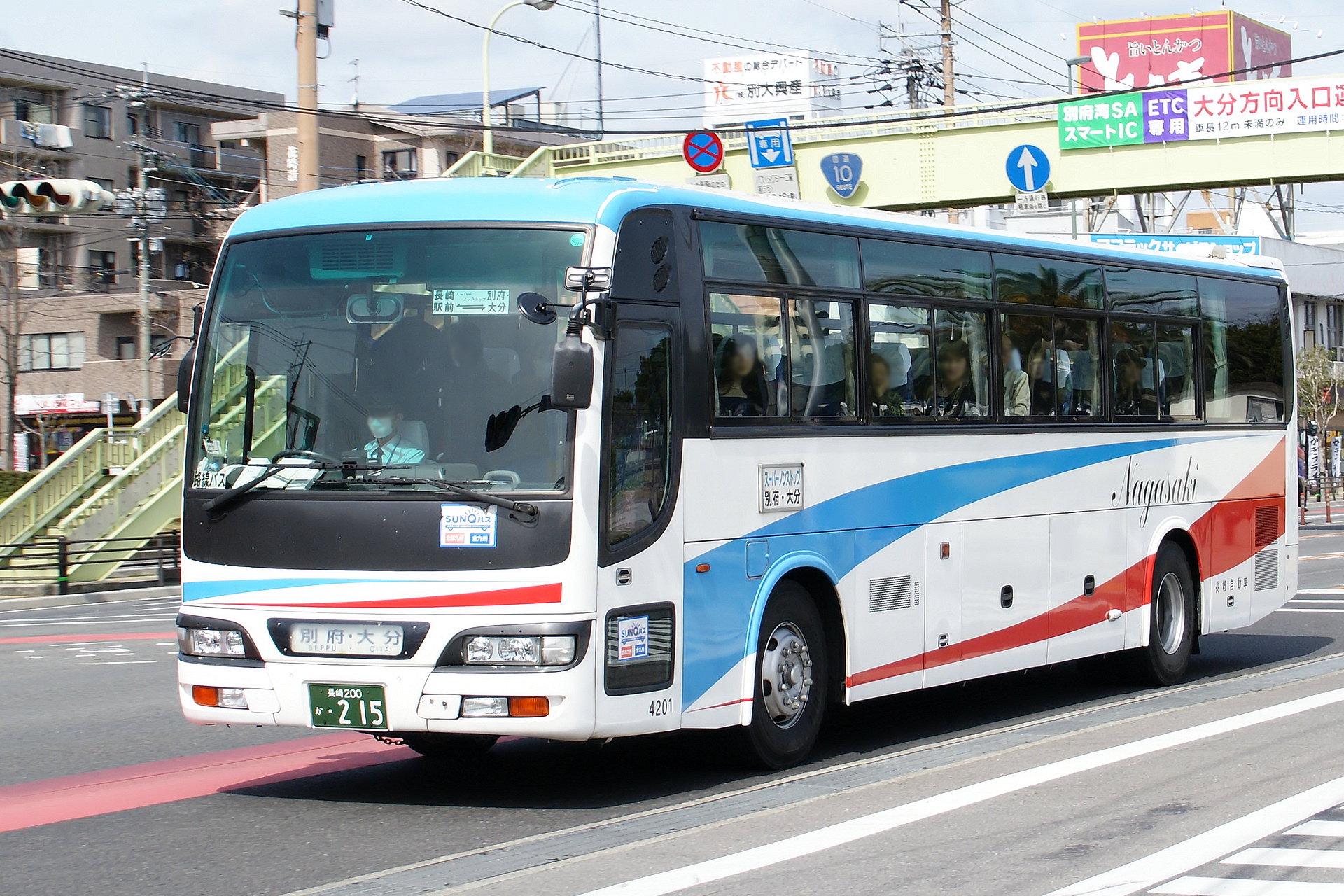
セレガR FS 西工 C-I(02MC) KL-RU4FSEA 長崎自動車

### セレガHIMR/セレガR HIMR/セレガRハイブリッド（KC-/HM-/VM-RU2P系）
セレガHIMRは、路線バスのブルーリボンに設定されていたHIMR（ディーゼル・電気式パラレルマイルドハイブリッド車）の高出力バージョンとして開発されたもので、FS（高床II）の全長11.5m（ホイールベース5.7m）車に設定されて1997年12月に発売、型式はKC-RU2PPCRとなった。エンジンはターボ付きのP11C-1M型・228kW（＝310PS） に、動力アシストとエネルギー吸収用に三相交流誘導機が組み合わされる。床下ホイールベース間の前寄りにハイブリッド機構用のバッテリーや制御装置が収められているため、外観はサブエンジンエアコン搭載車のように見えるが、エンジン直結式のインテグレーテッドゾーンエアコンが装備されている。
2003年にはマイナーチェンジが行われ、前面がセレガRと共通になり名称も「セレガR HIMR」に改称、型式はHM-RU2PPER/PPFRに改められた。エンジン直結式冷房のインテグレーテッドゾーンエアコンが一般的な直結エアコンに変更され、これにより屋根上にエバポレーターが搭載された。
2005年1月には新長期規制に対応するため、セレガR HIMRをマイナーチェンジして「セレガRハイブリッド」を発売、型式はVM-RU2PPER/PPFRに改められた。ハイブリッド機構の基本的な構成は変わらないが、バッテリーは鉛蓄電池に代えてトヨタ・プリウスと共通のニッケル水素電池を採用、エアコンは引き続き直結式を採用。関東八都県市指定低公害車「良」認定車。
2006年までの間に、セレガHIMR・セレガR HIMRが79台、セレガRハイブリッドが7台、計86台が生産された。松本電気鉄道（現在のアルピコ交通）、濃飛乗合自動車、立山開発鉄道（現・立山黒部貫光）、旭川電気軌道、斜里バス、長崎県交通局、日光交通（栃木県立日光自然博物館）など、主に山岳地の路線バス向けや観光地のシャトルバス向けに導入された車両が多い。

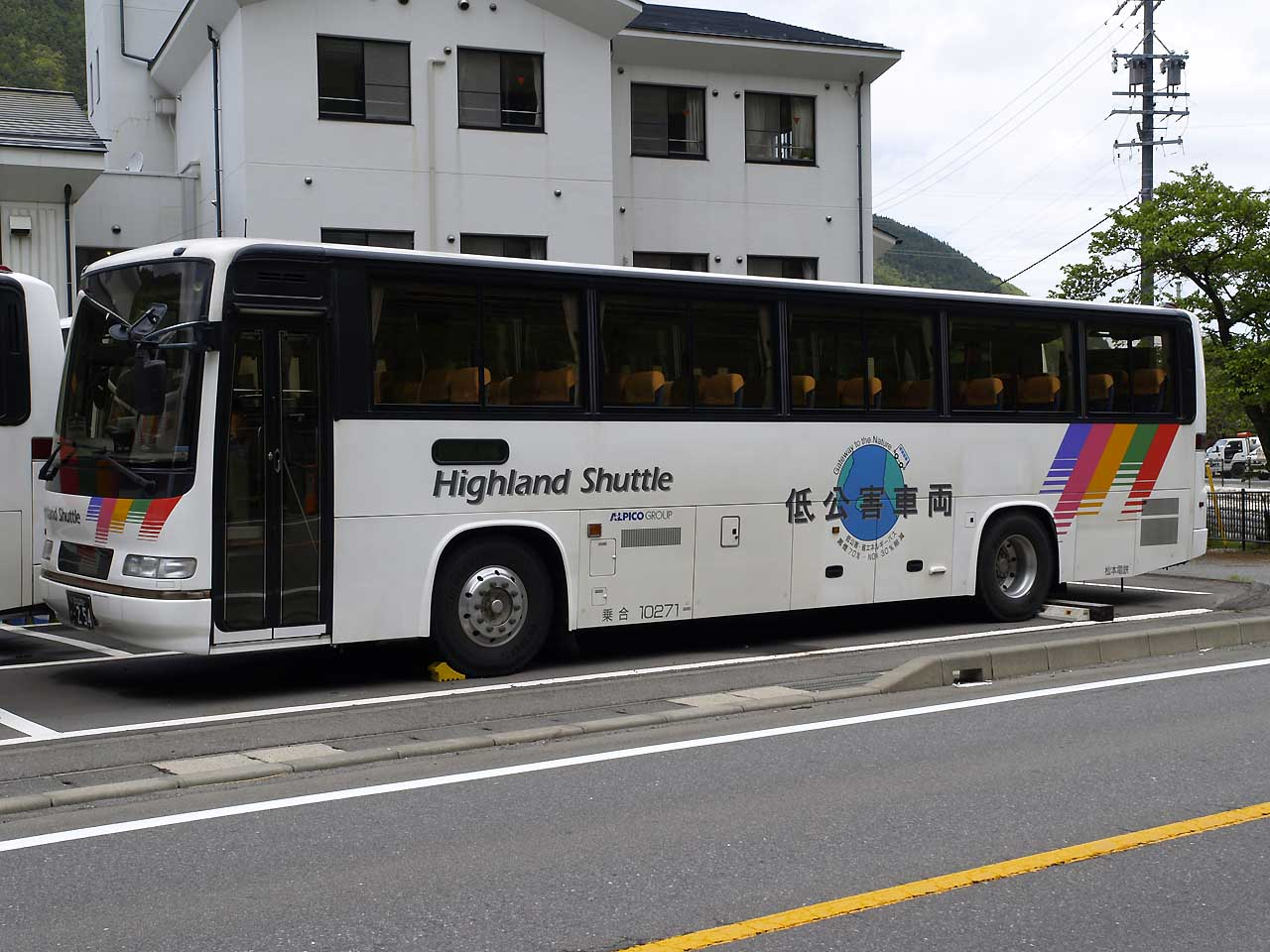
セレガHIMR KC-RU2PPCR 松本電気鉄道
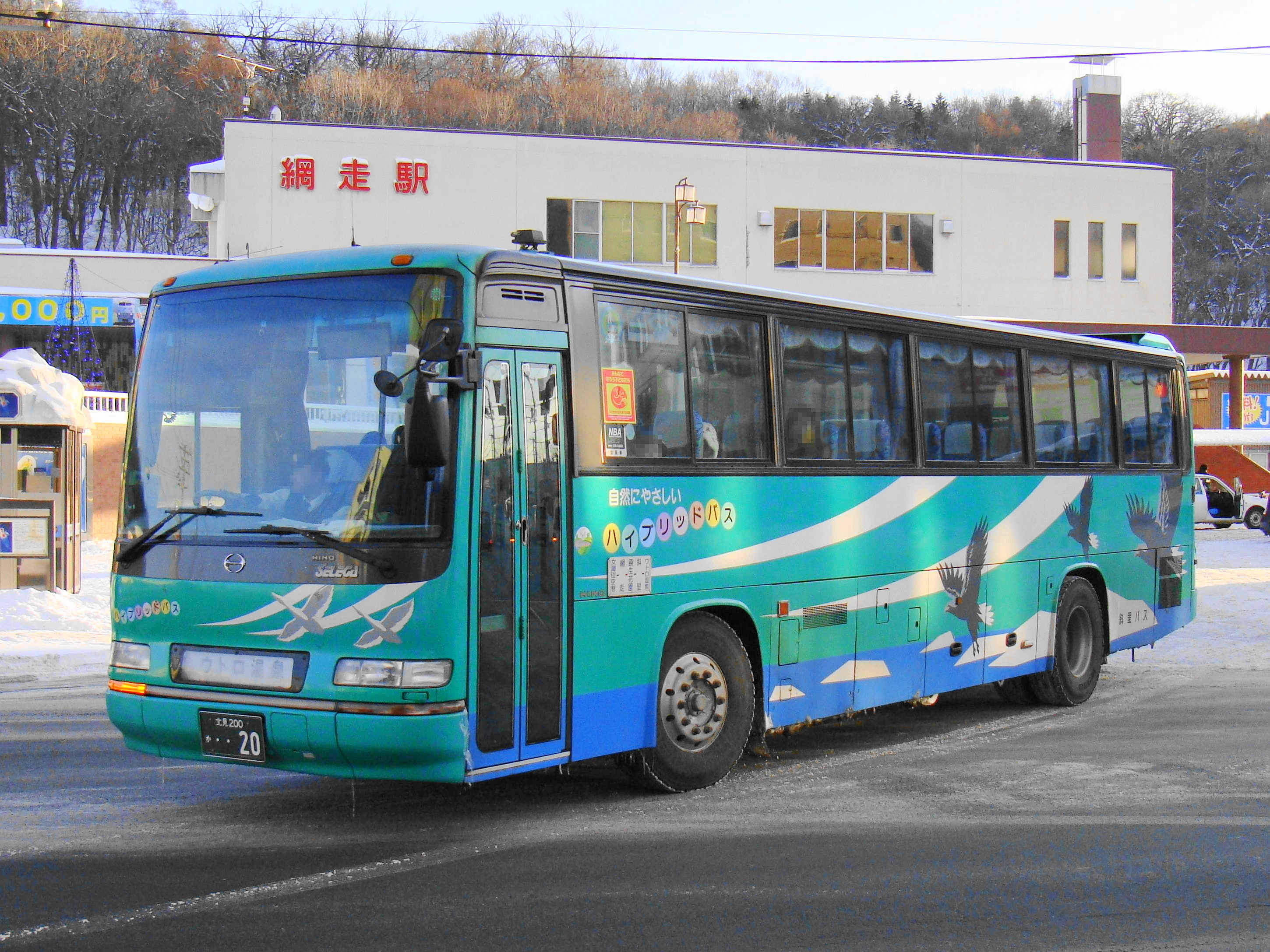
セレガHIMR KC-RU2PPCR 斜里バス

## セレガ（2代目）

### シリーズの概要
2005年8月22日、日野といすゞの統合モデルとして、平成17年（新長期）排出ガス規制適合に合わせたフルモデルチェンジを実施、名称もセレガに戻り、新たな一歩を踏み出した。
製造拠点は、日野自動車といすゞ自動車との合弁会社であるジェイ・バスのうち、旧・日野車体工業を引き継いだ小松事業所にて行なわれている。小松事業所では、フルディップ式カチオン電着塗装を行った上で、シャーシ部分と結合する「ポン載せ」方式で組み立てられており、防錆性能と品質の向上を図っている。
このモデルは、いすゞ自動車向けも含め、日野が一括して開発を担当したもので、スタイルは全体的にヨーロッパの観光バスのイメージに近くなった。車体のデザインは日野といすゞでは細部を変えてある。特にアクセントピラーと呼ばれる第2〜3柱間に設けられた曲線を描くピラーを設けたことが目立つ。このピラーはデザイン上のものであり、構造面では関係しない。
| セレガSHD |  | ガーラSHD |
| セレガSHD |  | ガーラSHD |

2代目セレガ（右）とガーラの後部

いすゞ・ガーラとの外観での相違点は、デザイン上の大きな特徴でもあるアクセントピラーが、ガーラには装備されないこと（最前列窓が固定窓であることが必須。セレガの一部でも設定がないほか、装備しない選択もできる）、前面では、セレガは社名表示または行先表示用行灯の下部にあるくぼみが2本のラインになっている（スーパーハイデッカではシルバーのガーニッシュとなる）のに対し、ガーラは6分割（上下2本のラインを3分割）のくぼみを入れている。これは、五大陸と日本をモチーフにした「6キューブ」と呼ばれるもので、いすゞの小型トラック・エルフのイメージに近づけたものである。また、セレガでは先代のイメージを引き継ぐべく、LEDのオーナメントランプが取り付けられるが、ガーラには装備されない（また、セレガについてもハイデッカの廉価仕様であるリミテッドエディションには装備されない）。背面では、ガーラ観光仕様のみ先代の特徴であった2分割の小窓（通称ツインタワー）を採用している。ただし、ガーラ高速路線仕様は行先表示機搭載の関係でセレガと同じ左右一体窓のため、見分けが付きにくくなっている。
但し，上記は「大まか」な判別方法で有り，ガーラとの見分け方は，「エアバッグ」，「電子制御サスペンション」（「ガーラ」に標準装備。特に，電子制御サスペンションは，当該車種ではオプション設定とされている）以上2つのステッカーがあるかが手がかりとなるケースが多いが，それすら撤去している事業者も多いので注意を要する。
ラインナップは、先代ではGDに相当する「スーパーハイデッカ (SHD) 」とFDに相当する「ハイデッカ (HD) 」の2タイプとなり、先代ではFSに相当する高床II系、GJに相当する低運転台タイプは廃止された。また、西日本車体工業へのボディー架装も取り止めとなっている。遅れて、先代のFCに相当する9mタイプ「ハイデッカショート (HD-S) 」が2006年2月20日に発売された。同時に、夜間都市間用3列独立シート仕様（インターシティ）がハイデッカ12mおよびスーパーハイデッカに追加された。
バリエーションは、スーパーハイデッカが観光用（うちリフト付2タイプ）とインターシティがある。ハイデッカ12mは、観光系はスーパーハイデッカに順じ、都市間路線用はトイレ付・なしとインターシティが用意されている。直結式エアコンの標準採用（後述）のため、空港リムジン仕様は都市間路線用に集約された。9mハイデッカは観光用のみである。観光用では、定員を確保できる12列仕様でなおかつサロンとしても使える「スライドサロン」を用意するなど時代に即した展開を行っている。また、低価格モデルとしてセレガではリミテッドエディションが、ガーラではHD-VPが12mハイデッカに観光系2種類、都市間路線用1種類がそれぞれ用意されている。
客室は、蛍光灯が荷物棚の下のみに設置され、新たに天井照明が赤色LEDファイバー式となり、モジュール化した曲面を描く独特の照明デザインとなっている。但し観光用と都市間路線用で照明方式が異なり、標準で観光用は間接照明、都市間路線用は直接照明となっている。またリミテッドエディションでは荷物棚照明のみとなる。また、客席と通路の間には段差を設けないでフラットにするなど車内移動時の安全性にも配慮している。客席は観光用に3グレードが用意され、顧客はこれら標準仕様から選ぶ方式である。標準仕様の客席のカラーバリエーションにはセレガ・ガーラ共通仕様の色や、セレガ・ガーラそれぞれの専用色もある。また、1列目にセレガR同様、3点式シートベルトを装備している。夜行都市間仕様の「インターシティ」には3列独立シートが用意され、床下トイレおよび仮眠室が設けられる。床下トイレは真空式汚物処理装置が採用され、仮眠室の窓は開閉可能なタイプが用意される。新たにハイデッカも用意され、コストを抑えるもしくは車高の高い車両が通行できない路線をもつ場合には有効である。
性能面ではセレガとガーラは基本的に共通であるが、電子制御サスペンションはセレガではオプション設定となるのに対し、ガーラでは低価格モデルであるHD-VPを除き標準装備となる点、エアバッグがセレガではオプション、ガーラは標準装備となっている点が異なる。
また両車のリアコンビネーションランプは、通常は一体型が採用されるテールランプ（尾灯）とブレーキランプ（制動灯）がそれぞれ独立しており、これは日本製の大型観光バスとしては唯一の例である。円形のランプが左右で3つずつ縦に並んでおり、上からウィンカー（方向指示器）、テールランプ、ブレーキランプとして点灯する。バックアップランプ（後退灯）およびリアフォグランプ（後部霧灯）はリアバンパーに組み込まれる（リアフォグランプは寒冷地仕様および輸出仕様のみ）。
全モデルで直結式エアコンを標準採用し、従来からのサブエンジン式エアコンは廃止された。その関係で、コンデンサー（熱交換器）は屋根上配置となり、全高はハイデッカーで3.5mと従来のスーパーハイデッカー並み、スーパーハイデッカーは3.75mとダブルデッカー並みに高くなり、一部のバスターミナル（名鉄バスセンター・阪急三番街高速バスターミナル・長崎新地ターミナルなど）を利用する事業者ではSHDが入線できず、HDを選択するケースがある（先代のGD/GJはリアスポイラー含め3.65m）。荷物室の容積は床下のエアコンユニットがなくなった分大幅に拡大しており、HDでは3スパン合計で8.6立方メートルと従来のSHDサブエンジン車相当、SHDでは10.2立方メートルを確保している。インターシティの場合は、仮眠室・トイレを挟んで前後にトランクが確保できている。空調機器は全車デンソー製。
新型セレガが業界に与えたインパクトは大きく、従来は三菱ふそう製が基本だったケイエム観光バスや帝産観光バスなど、日野車になじみがないユーザーの獲得にも成功している。
2005年10月にグッドデザイン賞を受賞している。

### 基本ラインナップ
|                               | 日野・セレガ                     | いすゞ・ガーラ              |
| ----------------------------- | -------------------------------- | --------------------------- |
| スーパーハイデッカー（12m車） | スーパーハイデッカ（SHD）        | SHD（スーパーハイデッカー） |
| ハイデッカー（12m車）         | ハイデッカ（HD）                 | HD（ハイデッカー）          |
| ハイデッカー（9m車）          | ハイデッカショート（HD-S）       | HD9（ハイデッカー9)         |
| 12mハイデッカー廉価モデル     | ハイデッカリミテッドエディション | HD-VP                       |
| ハイブリッド車                | ハイブリッド                     | 設定なし                    |

### ADG-RU1E/RU8J系

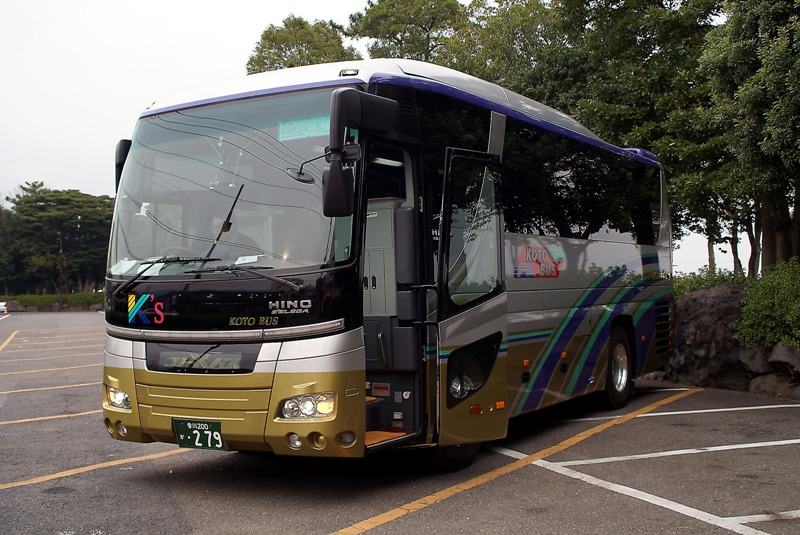
琴平バス

2005年8月22日にフルモデルチェンジを実施し、スーパーハイデッカ(SHD)とハイデッカ(HD)が発売された。エンジンはプロフィアにも搭載されるE13C型（直6TI、338kW=460psもしくは279kW=380ps）に、またエアコンはメインエンジン直結型のみの設定となった。新型ボディーや直結式エアコンへの変更・新開発インタークーラーターボエンジン搭載などの結果、燃費性能や静粛性も大幅に向上した。ハイデッカショートは、エンジンはJ08E<J8-VI>型（直6TI、199kW＝270ps）を採用する。トランスミッションは電気-エア駆動のFF<Feathertouch Finger contoroll>シフトを採用する、補助ブレーキは日野エンジンリターダが標準装備、オプションで永久磁石式リターダ（ハイデッカーショートは電磁式リターダ）が設定されている。
2006年2月20日、9mタイプのハイデッカショート（HD-S）が発売された。エンジンはJ08E<J8-VI>型（直6TI、199kW＝270ps）を搭載する。また、スーパーハイデッカ(SHD)とハイデッカ(HD)に「車いす対応のリフト付き仕様」と「インターシティー(夜間都市間高速バス仕様)」が追加された。
セレガSHD（スーパーハイデッカー） ADG-RU1ESAA

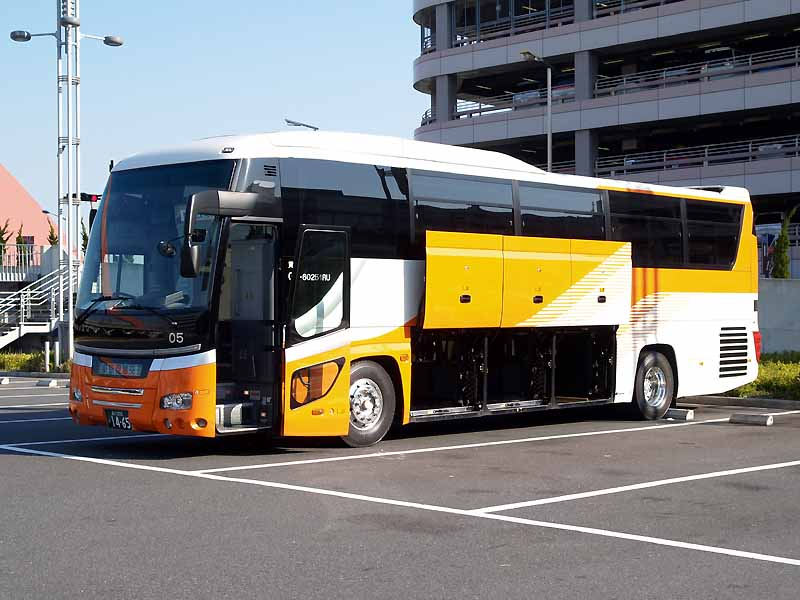
東京空港交通
夜行高速路線 日本交通 (鳥取県)

セレガHD（ハイデッカー） ADG-RU1ESAA

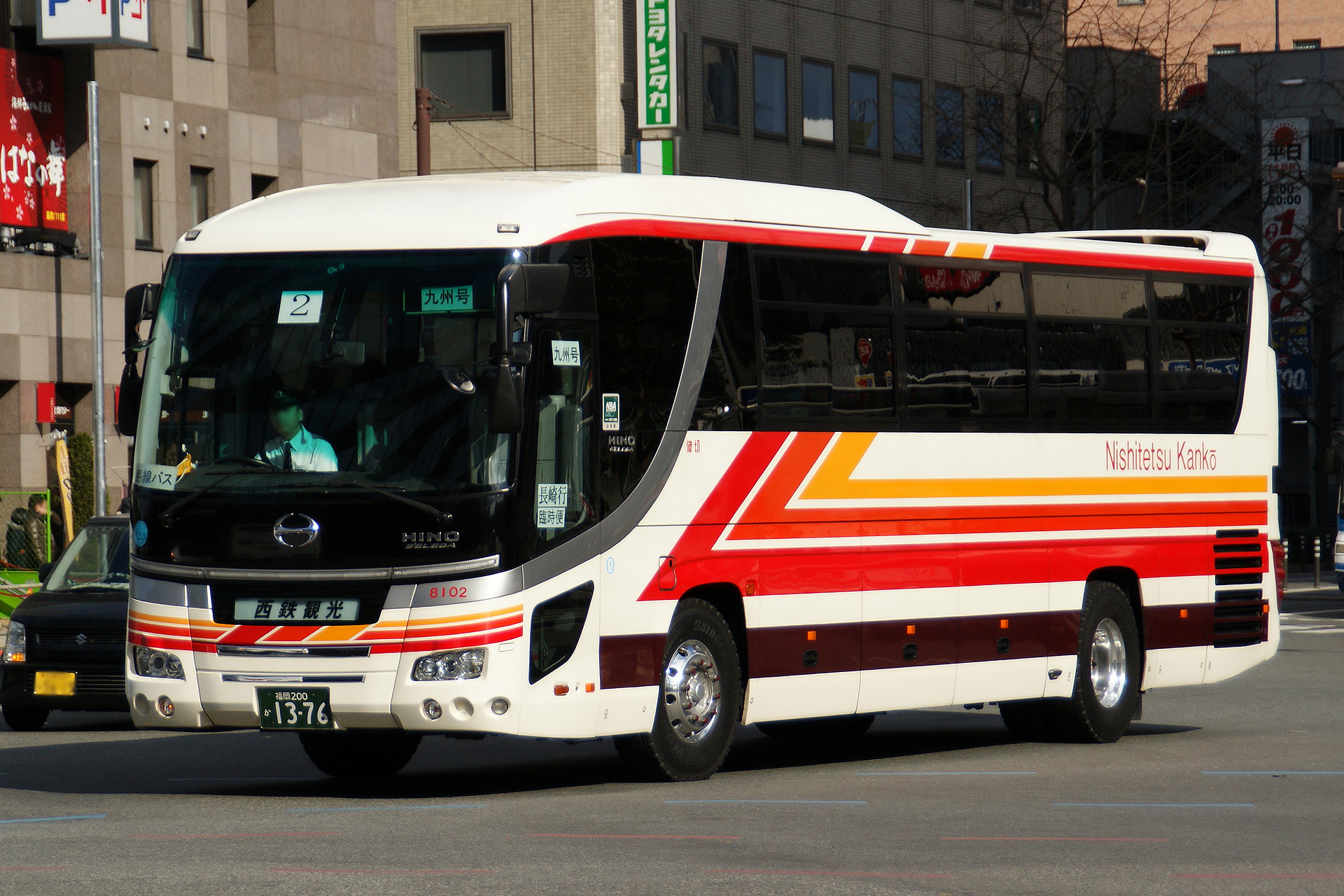
西鉄観光バス
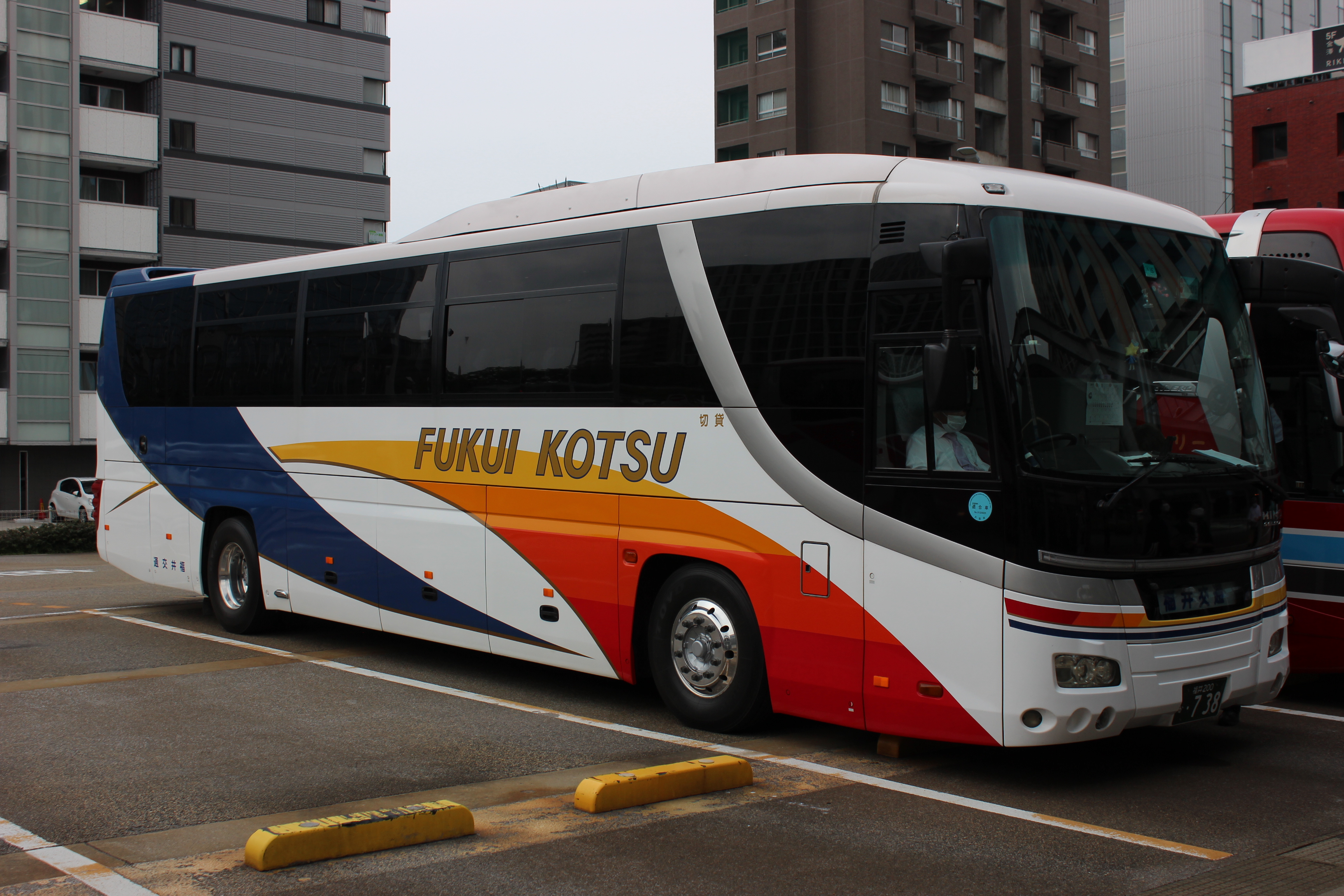
福井交通
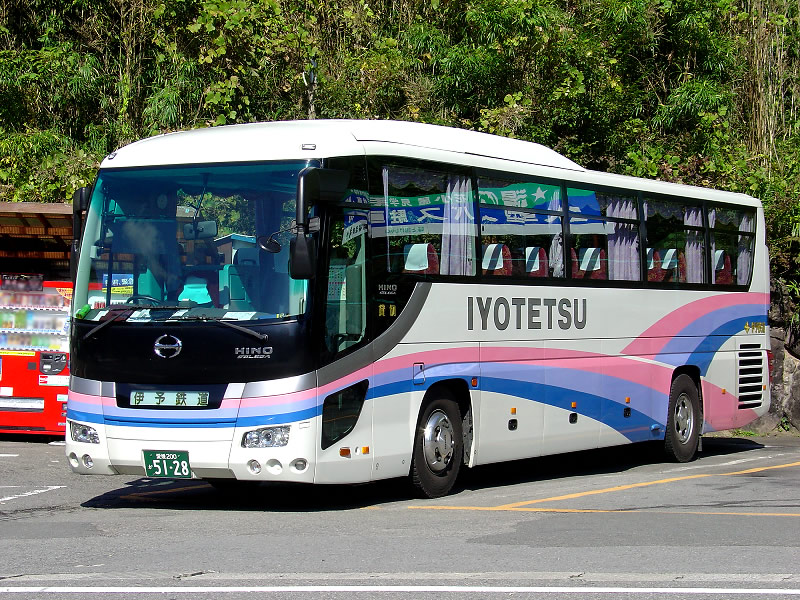
リミテッドエディション 伊予鉄バス
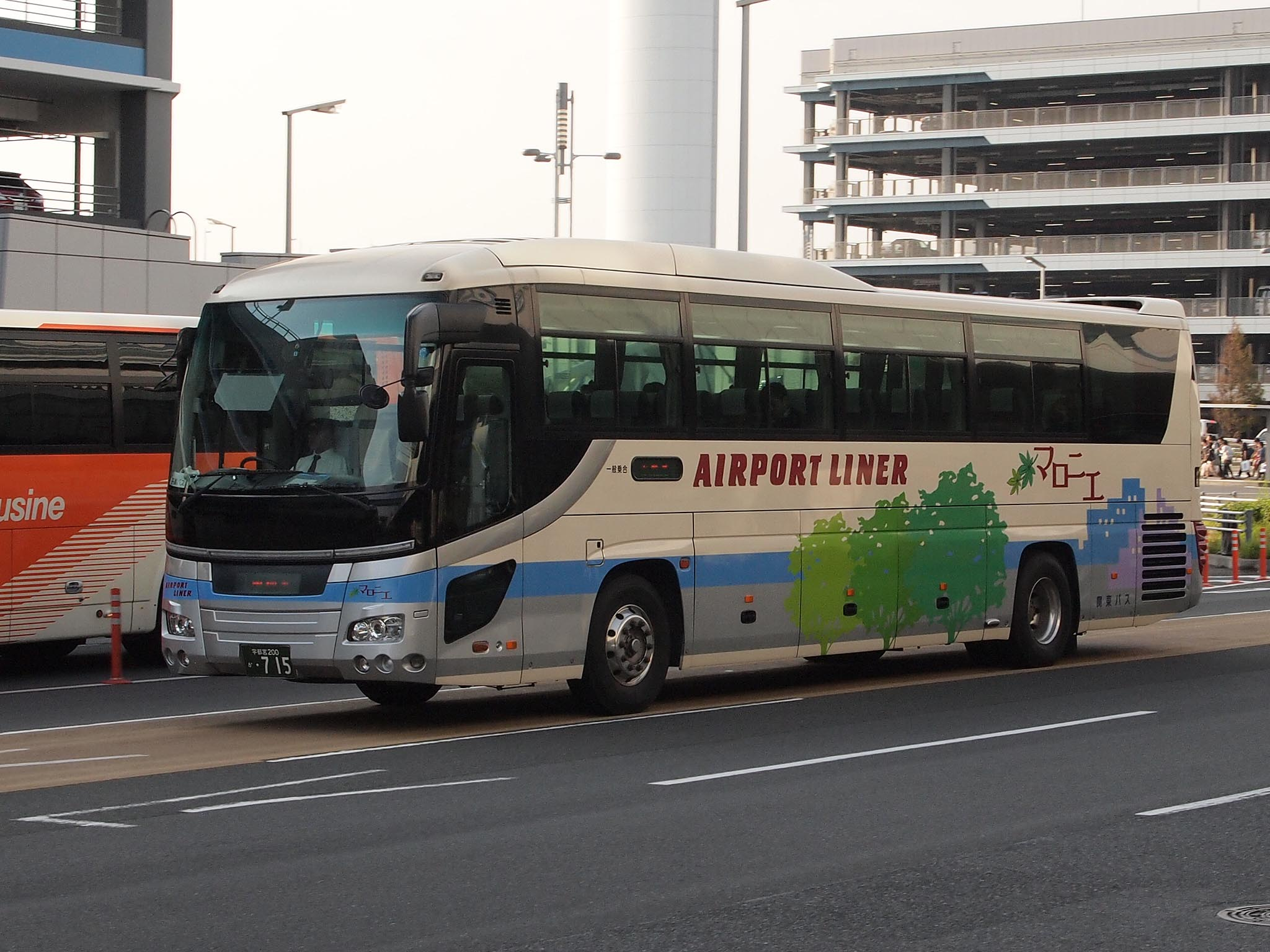
高速路線 関東自動車 (栃木県)
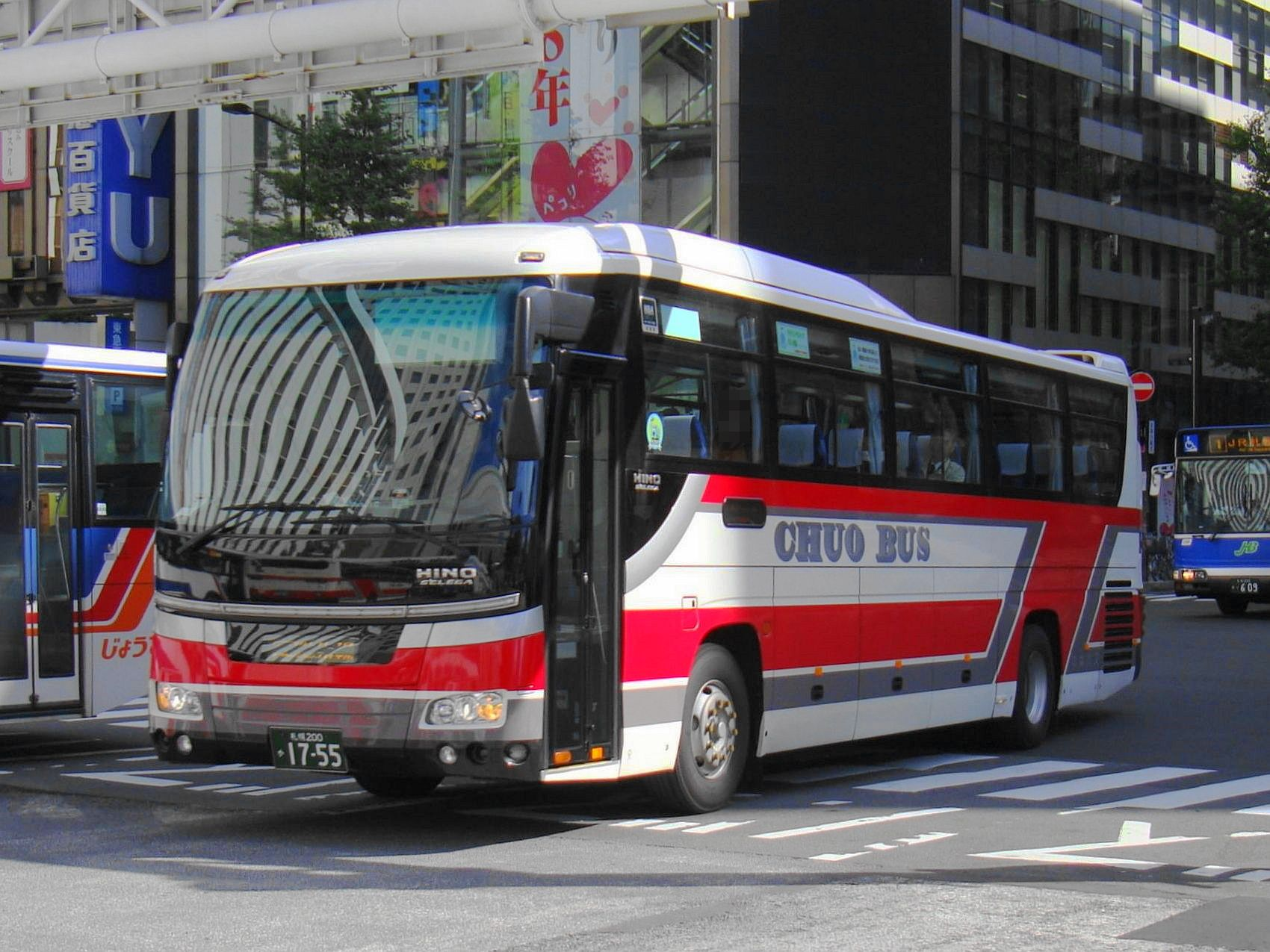
高速路線 折戸 北海道中央バス

セレガHD-S（ハイデッカーショート） ADG-RU8JHAA
- 琴平バス

### PKG-RU1E系/BDG-RU8J系

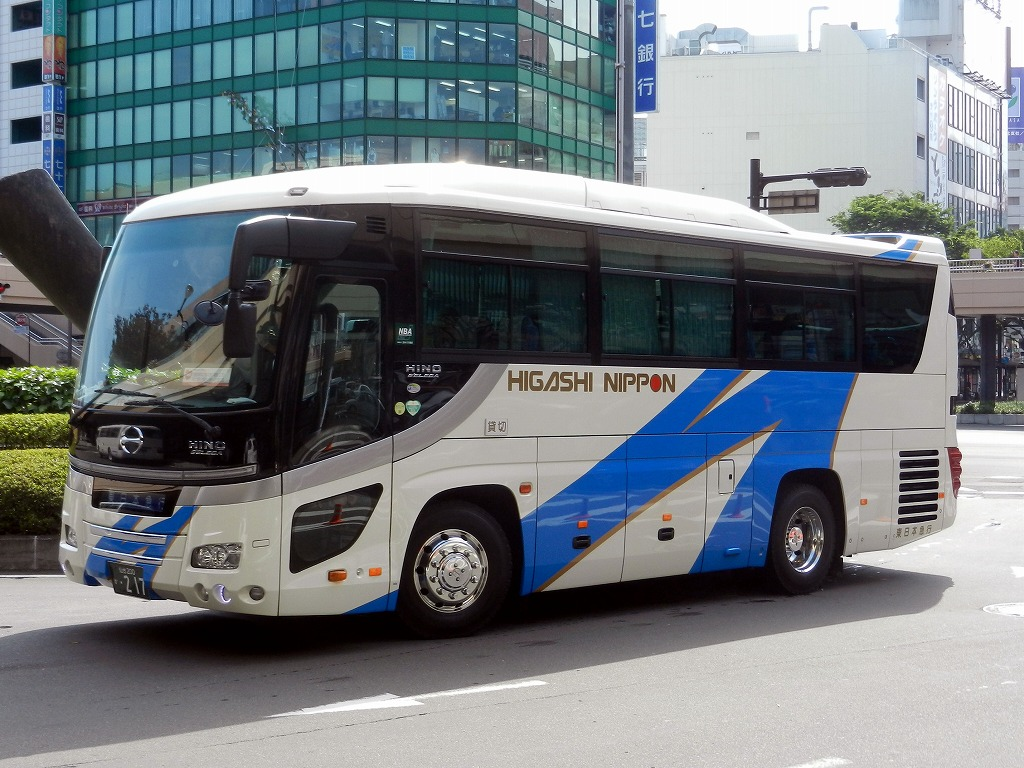
東日本急行

2006年6月21日、スーパーハイデッカ (SHD) とハイデッカ (HD) がPKG-RU1E系となった。エンジンはE13C型（直6TI、338kw=460psもしくは279kW=380ps）をベースに平成27年重量車燃費基準とPMのみ10%低減を両立したものに改良した。その他、変速機や外観などにおいても差異は殆どなく、低排出ガス重量車という青色のステッカーと燃費基準達成車という緑色のステッカーが貼り付けてあれば、このモデルであると識別可能である。
2007年1月18日、ハイデッカショート (HD-S) がBDG-RU8J系となった。エンジンはJ08E <J8-VI> 型（直6TI、199kW＝270ps）をベースにNOx・PMのみ10%低減したものに改良した。その他、変速機や外観などに於いても差異は殆どなく、低排出ガス重量車という青色のステッカーが貼り付けてあれば、このモデルであると識別可能である。
セレガSHD（スーパーハイデッカー） PKG-RU1ESAA

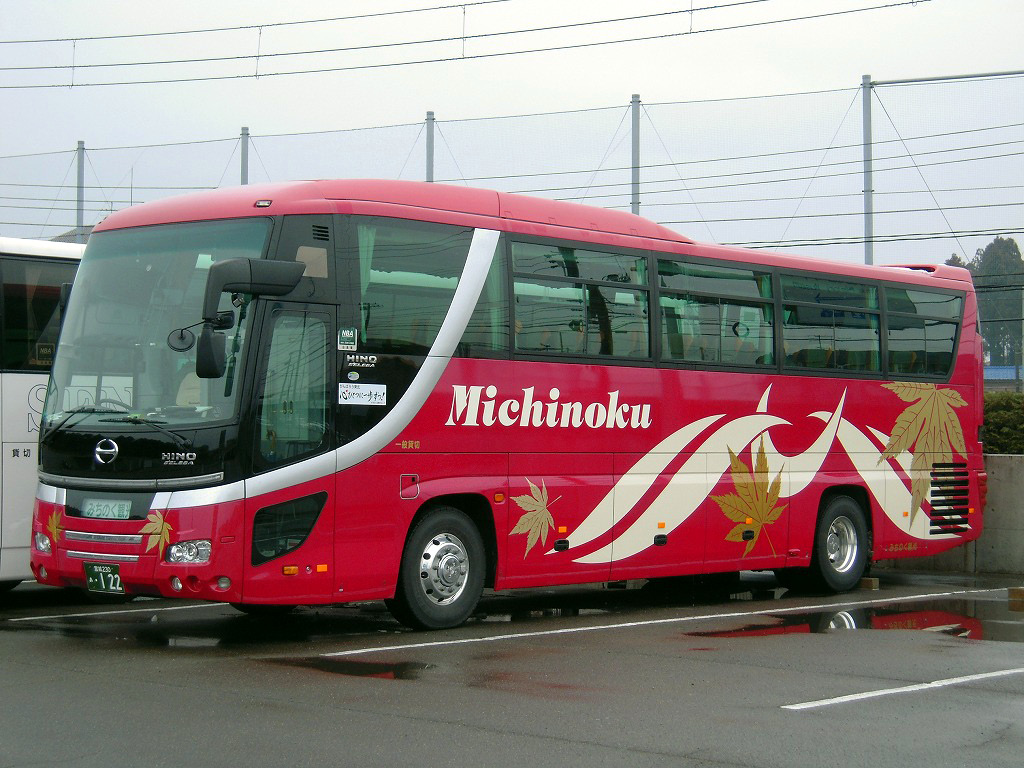
みちのく観光
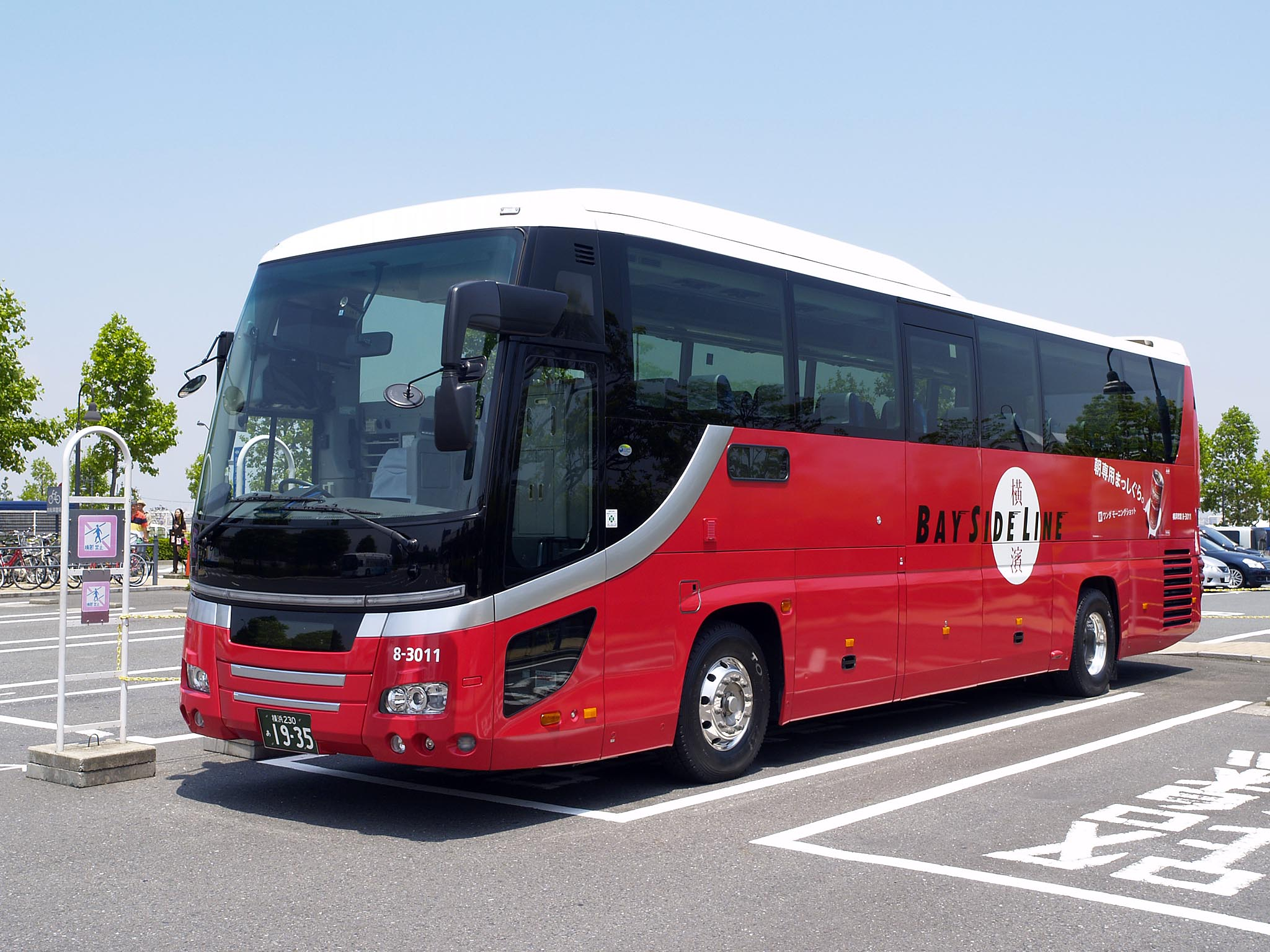
車椅子リフト装備車 横浜市交通局
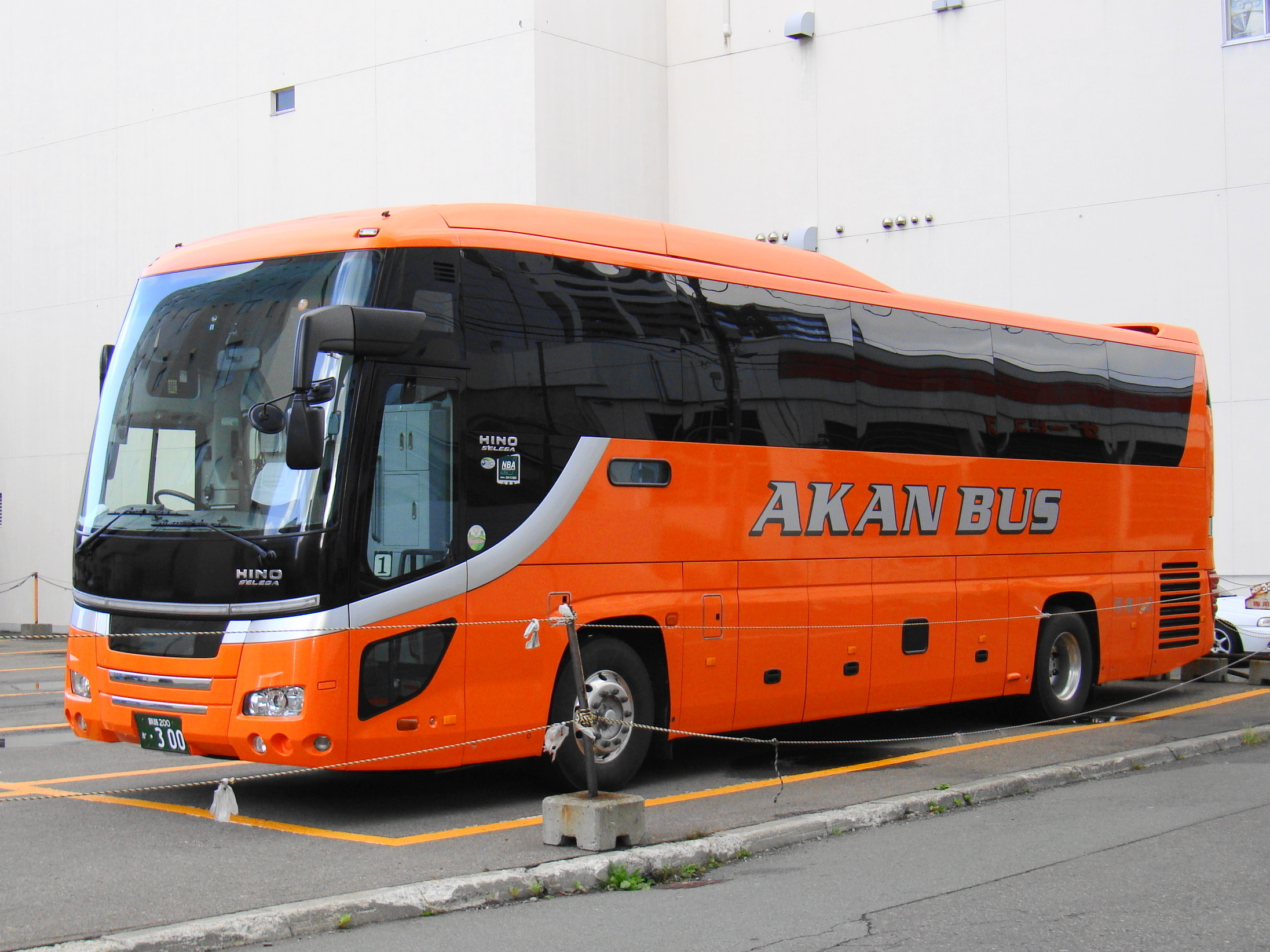
夜行高速路線 阿寒バス
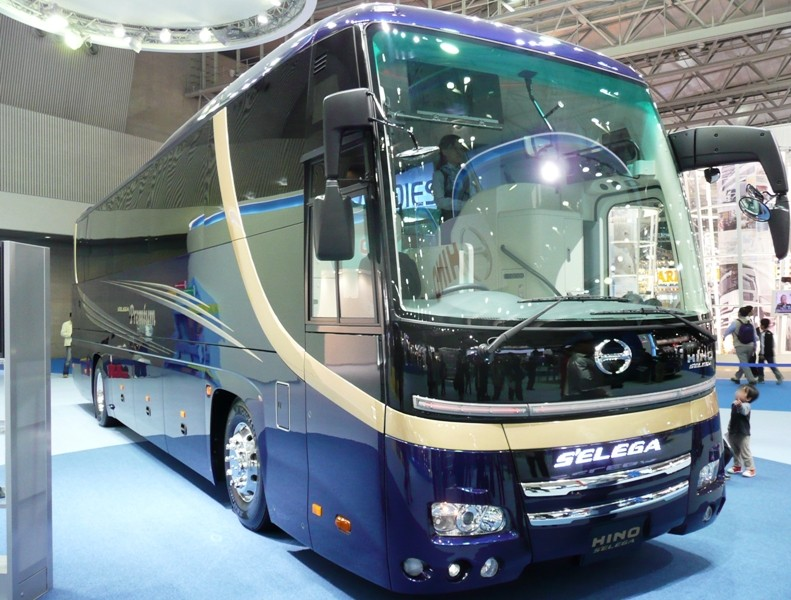
セレガプレミアム 東京モーターショー参考出品車
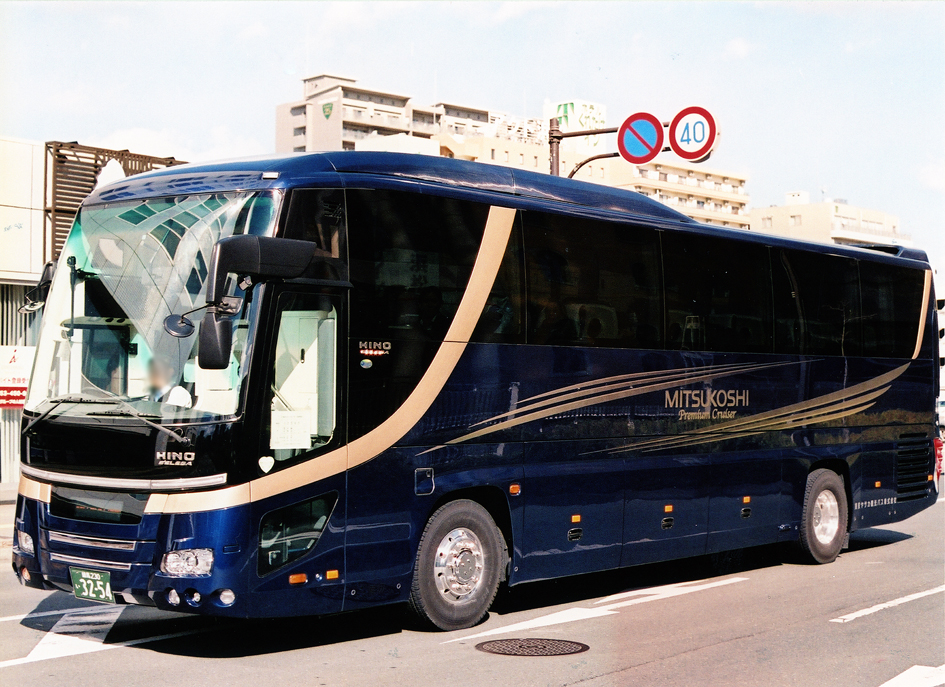
「三越プレミアムクルーザー」 東京ヤサカ観光バス

セレガHD（ハイデッカー） PKG-RU1ESAA

静鉄ジョイステップバス
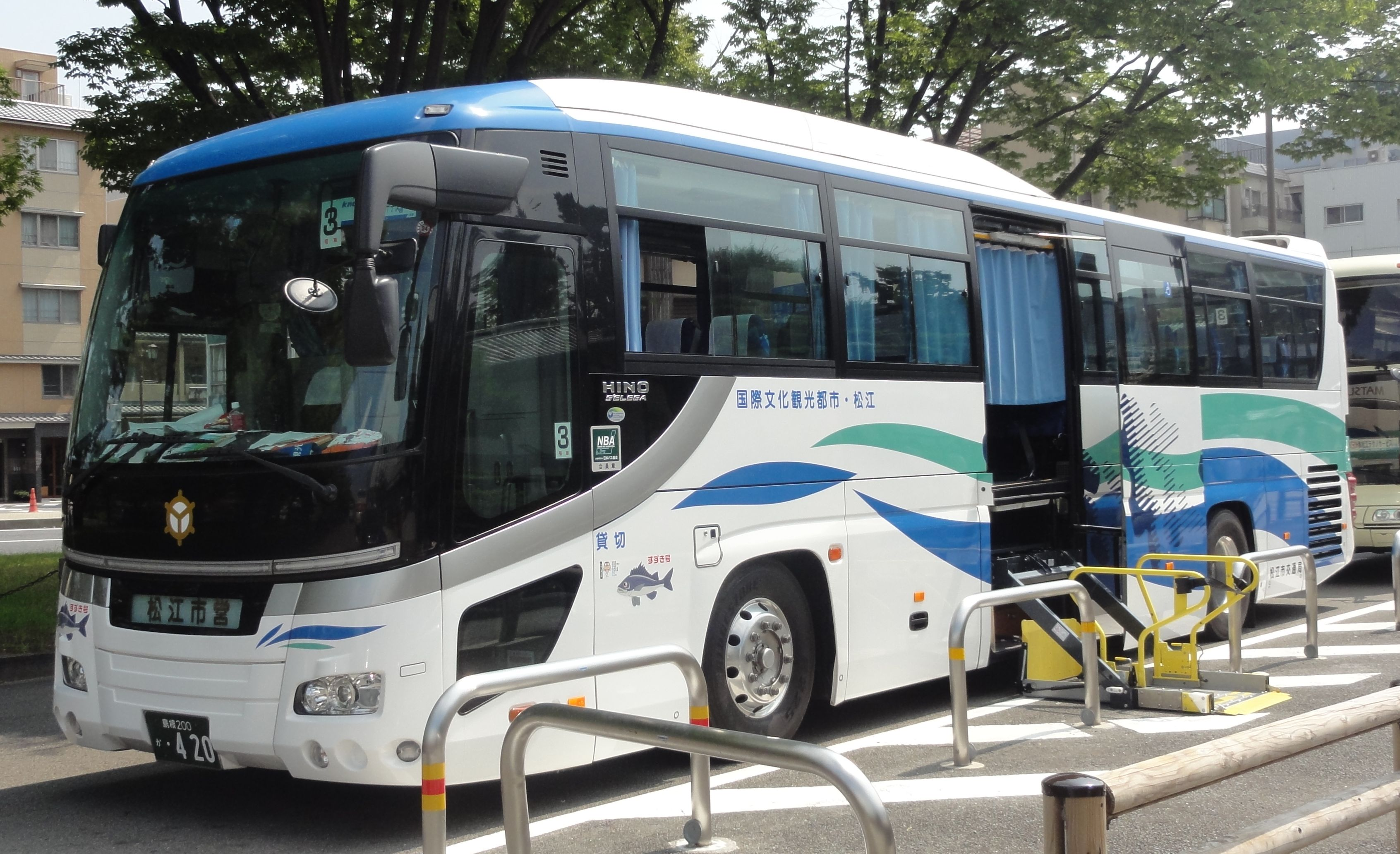
車椅子リフト装備車 松江市交通局
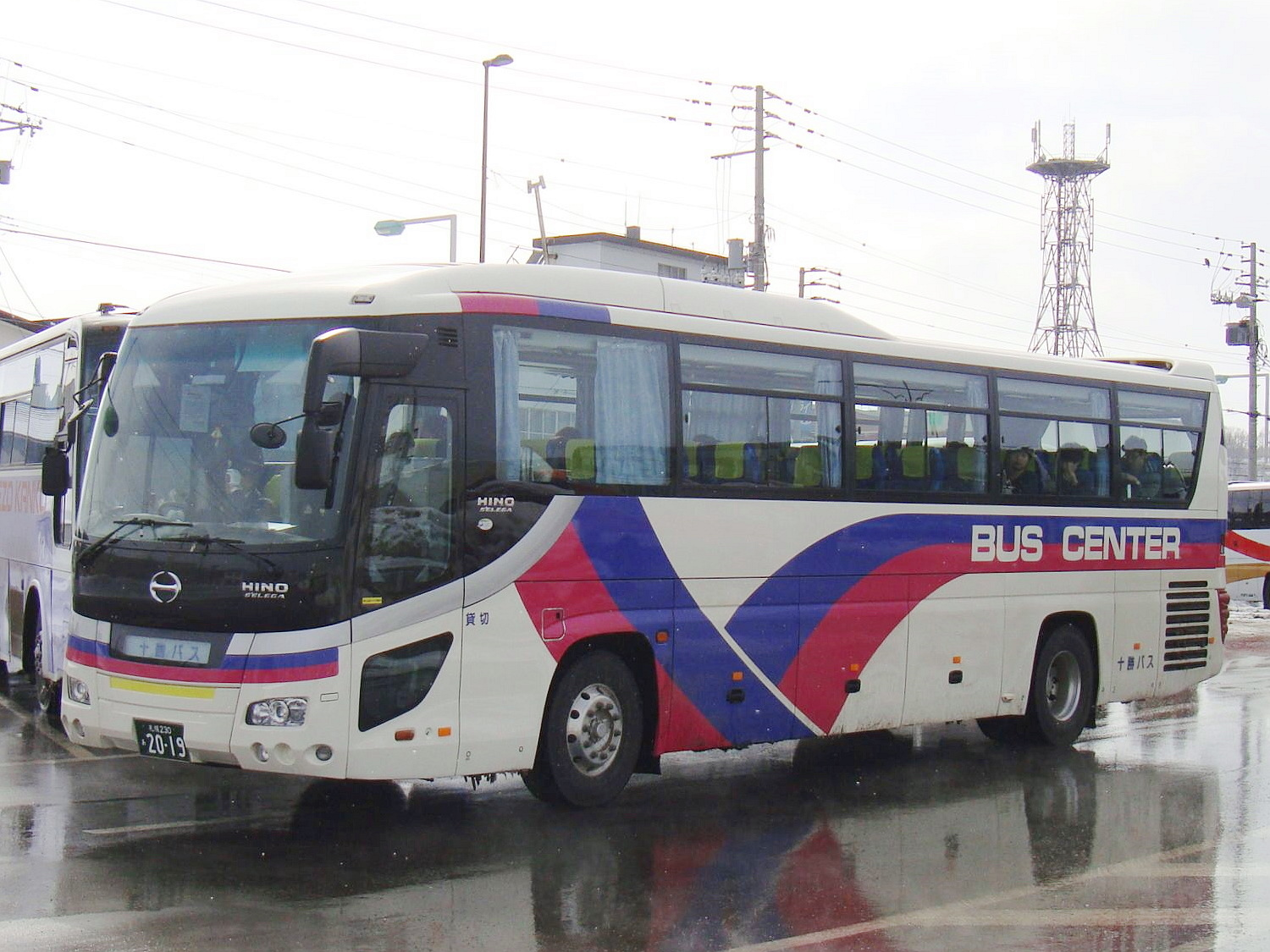
リミテッドエディション 十勝バス
夜行高速路線 近鉄バス
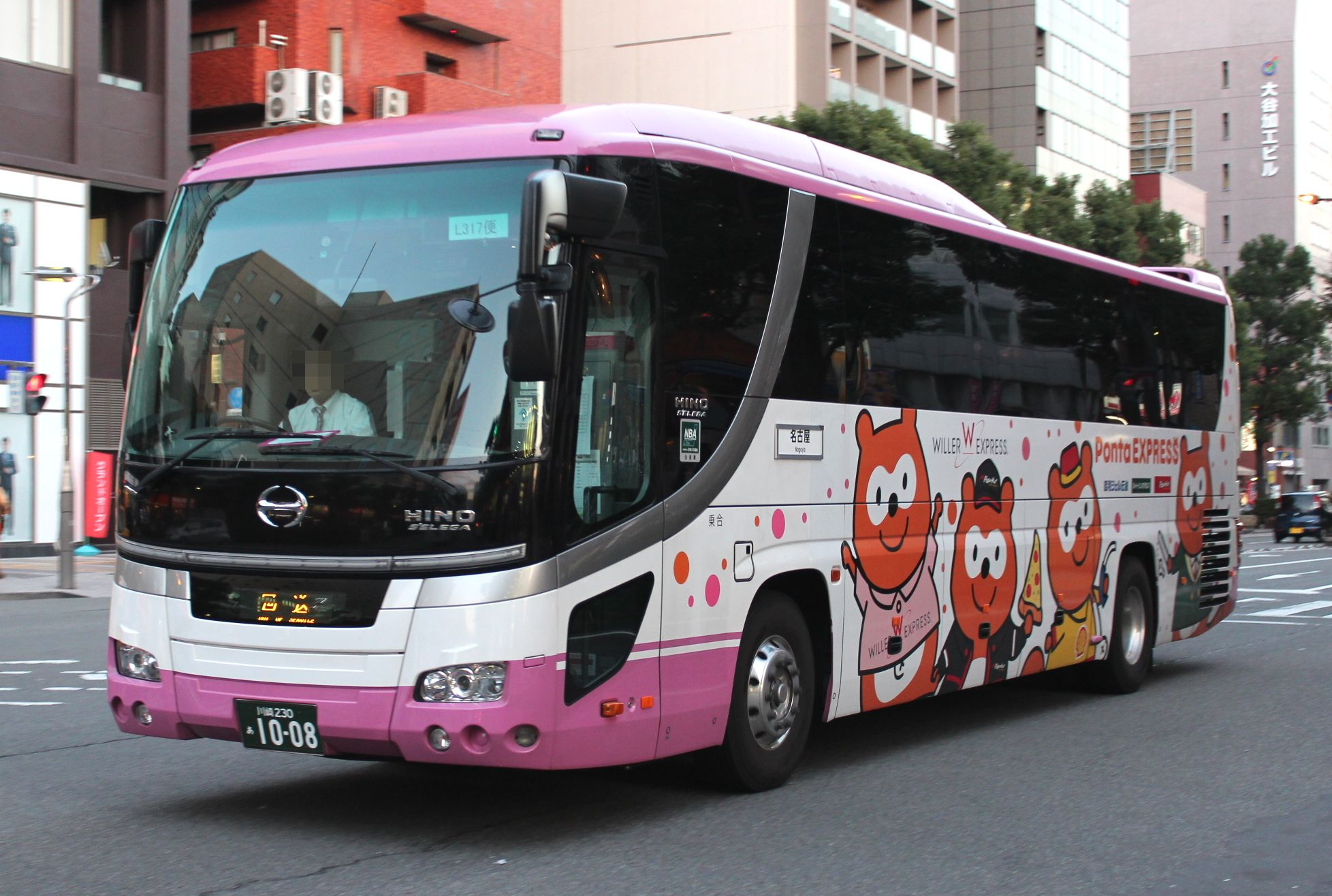
高速路線 ベイラインエクスプレス
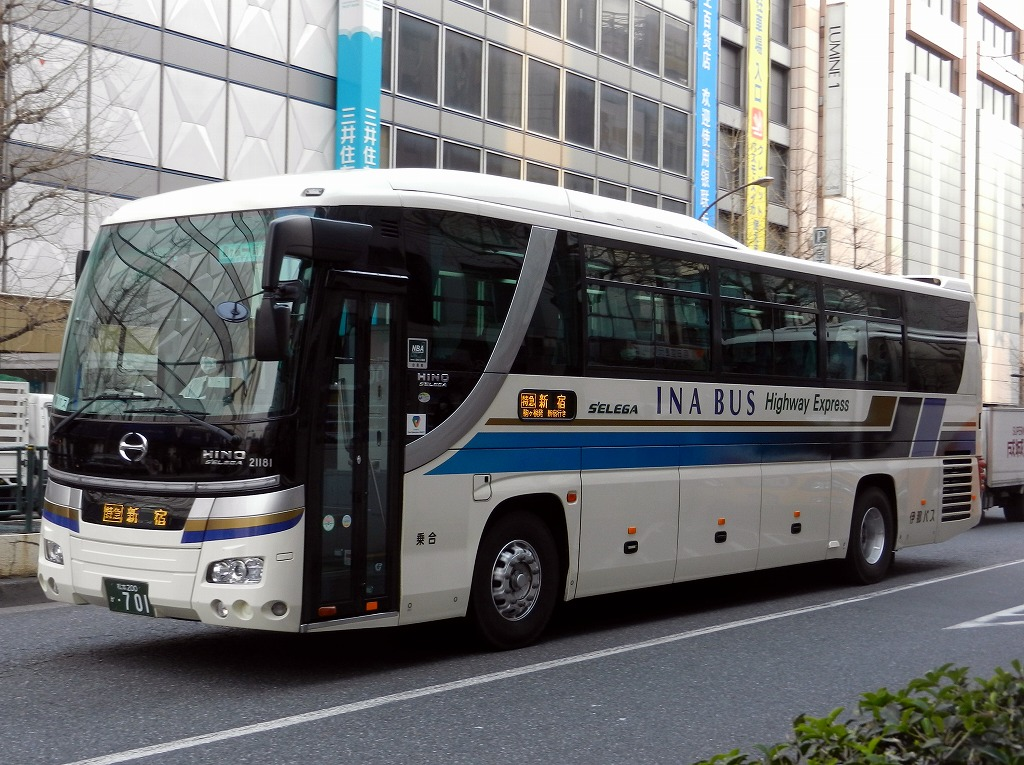
高速路線 折戸 伊那バス
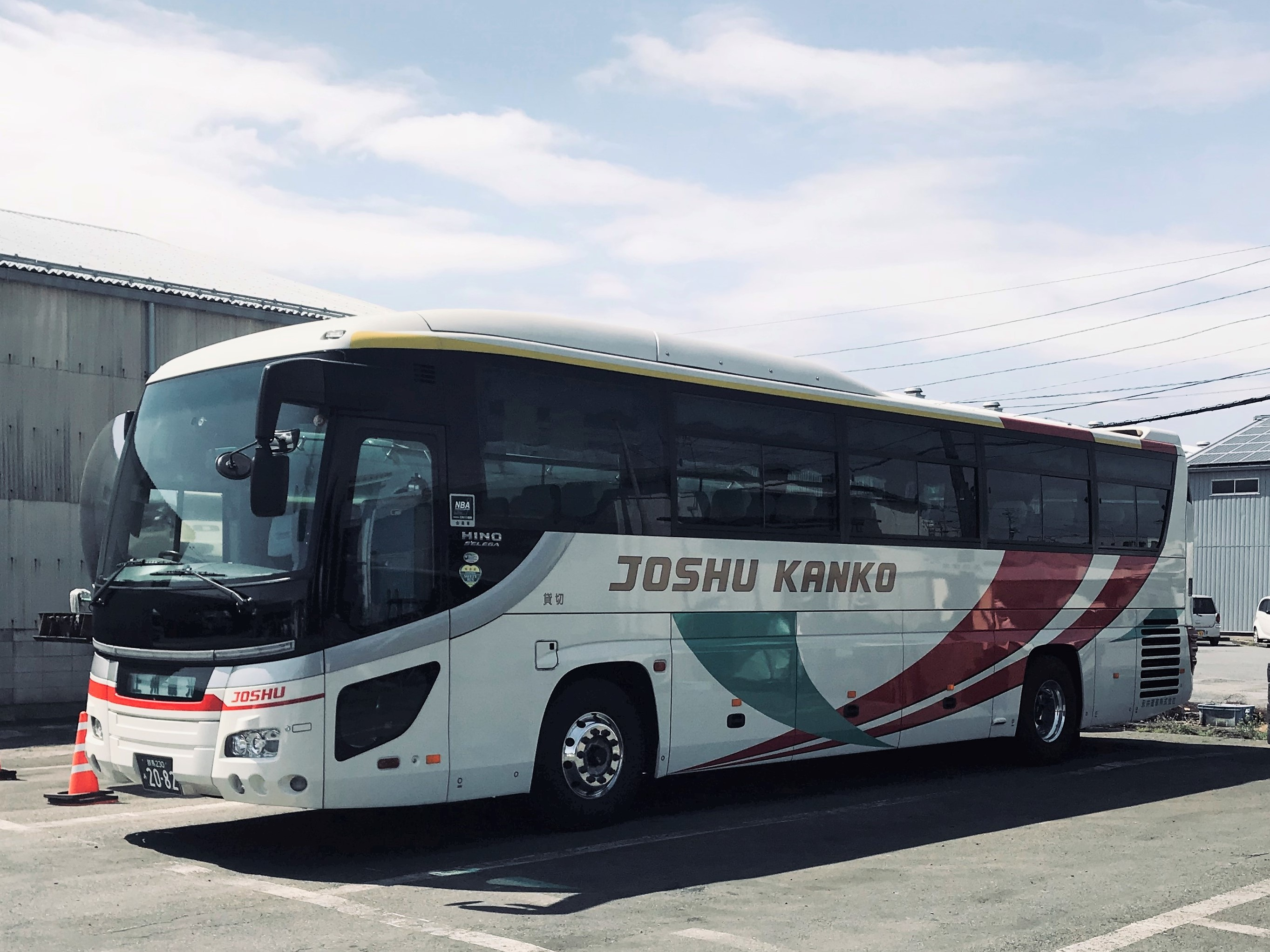
上州観光(永井運輸)

セレガHD-S（ハイデッカーショート） BDG-RU8JHAA
- 東日本急行

### LKG-RU1E系/LDG-RU8J系/SDG-RU8J系

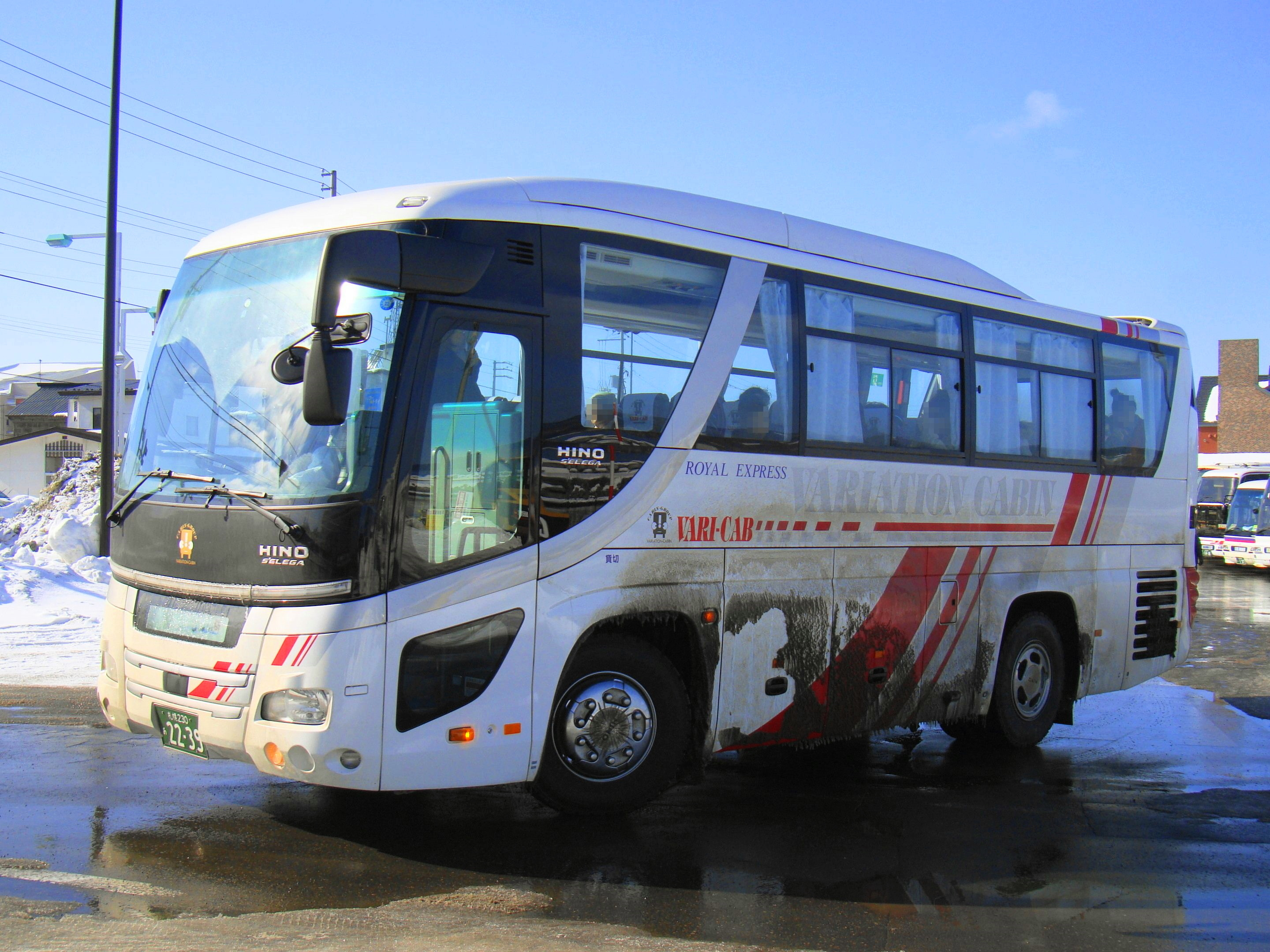
（重量不明）-RU8JHBA 北都ベリアールサービス

2010年7月13日にマイナーチェンジを行い、スーパーハイデッカ (SHD)・ハイデッカ (HD) はLKG-RU1E系に型式が変更されると同時に平成21年度（ポスト新長期）排出ガス規制に適合したほか、引き続き平成27年重量車燃費基準も達成した。ハイデッカショート (HD-S) はGVW（車両総重量）12トン超車がLDG-RU8J系に型式が変更されると同時に平成21年度排出ガス規制に適合し、またGVW12トン以下車はSDG-RU8J系に型式が変更されると同時に平成22年度排出ガス規制に適合した。
また、搭載エンジンについても、スーパーハイデッカ (SHD)・ハイデッカ (HD) は従来バス専用にトルク特性などがチューニングされていたET-X (460PS/165kg・m) およびET-XI (380PS/150Kg・m) のE13C型から、プロフィアと全く同じET-VI （450ps/195kg・m・トラクタヘッド専用）およびET-I (360ps/185kg・m) に換装され、最高出力は抑えても低回転域トルク重視型に変更され、さらなる経済走行志向に変わっている。排出ガス浄化装置にはプロフィアに次ぎ、DPRと尿素SCRシステムを併用するシステムを採用した。ハイデッカショート (HD-S) の搭載エンジンは、J8-VI型（直6TI、199kW＝270ps）のJ08E型からJ8-VIII (280ps/81kg・m) に換装されると同時にDPRが改良された。また、全車の排出ガス浄化装置に、クリーンディーゼルシステム「AIR LOOP」を採用した。
これに併せてトランスミッションも改良された。衝突被害軽減ブレーキ・スキャニングクルーズII・ニューセーフティアイが全車標準装備となったためにフロントにミリ波レーダー照射装置が取り付けられており、さらにスーパーハイデッカ (SHD)・ハイデッカ (HD) では後輪とルーバーの間に尿素水注入口もあるため、この点で見分けがつく。また、リアスポイラーが形状変更並びに小型化され、ヘッドランプがプロジェクター式からマルチリフレクター式に、フロントナンバー上のメッキパーツの形状変更などの改良も同時に行われている。
また，この代より，ホイールがJIS規格からISO規格に改められた。
セレガSHD（スーパーハイデッカー） LKG-RU1ESBA

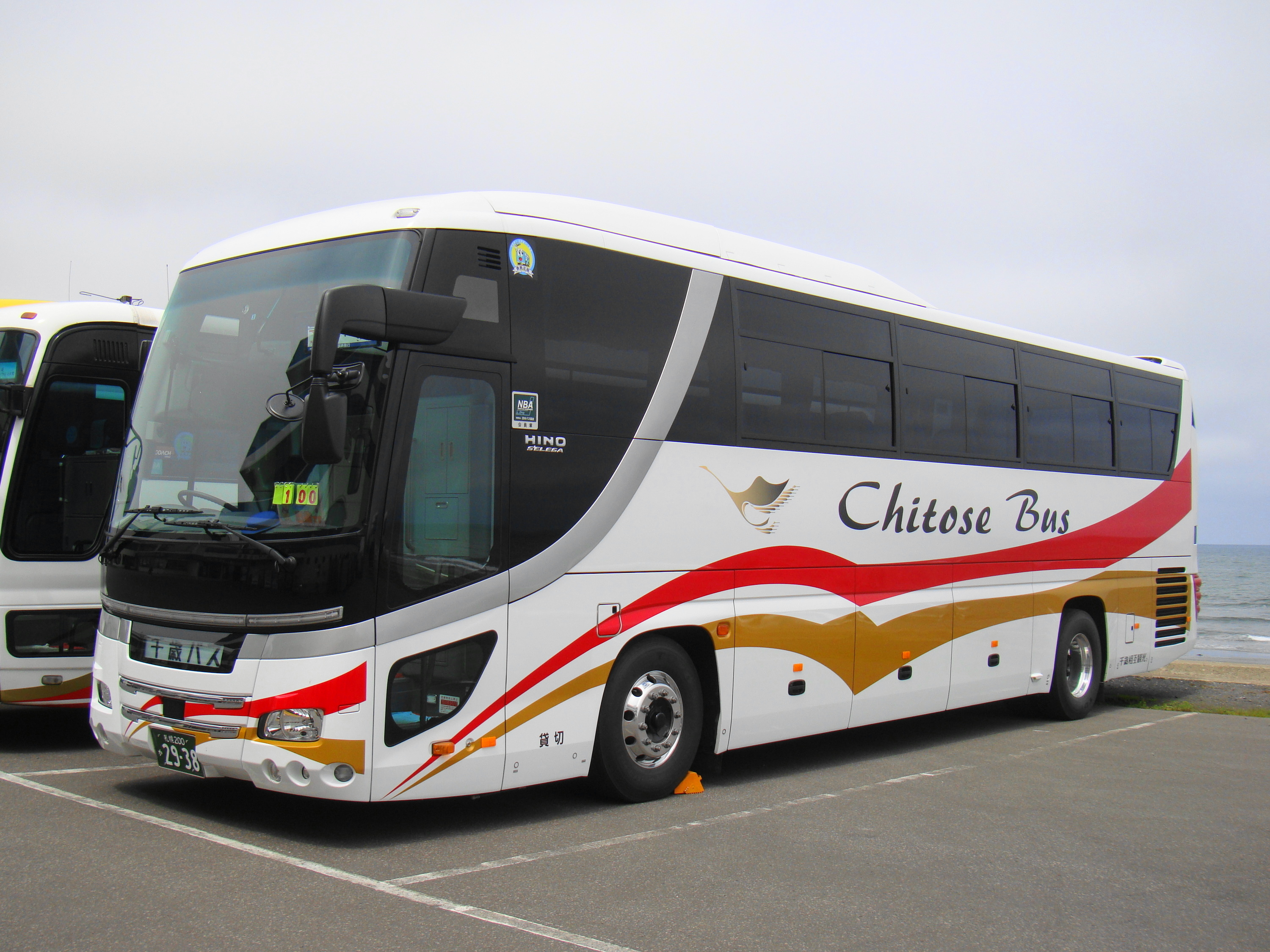
千歳相互観光バス
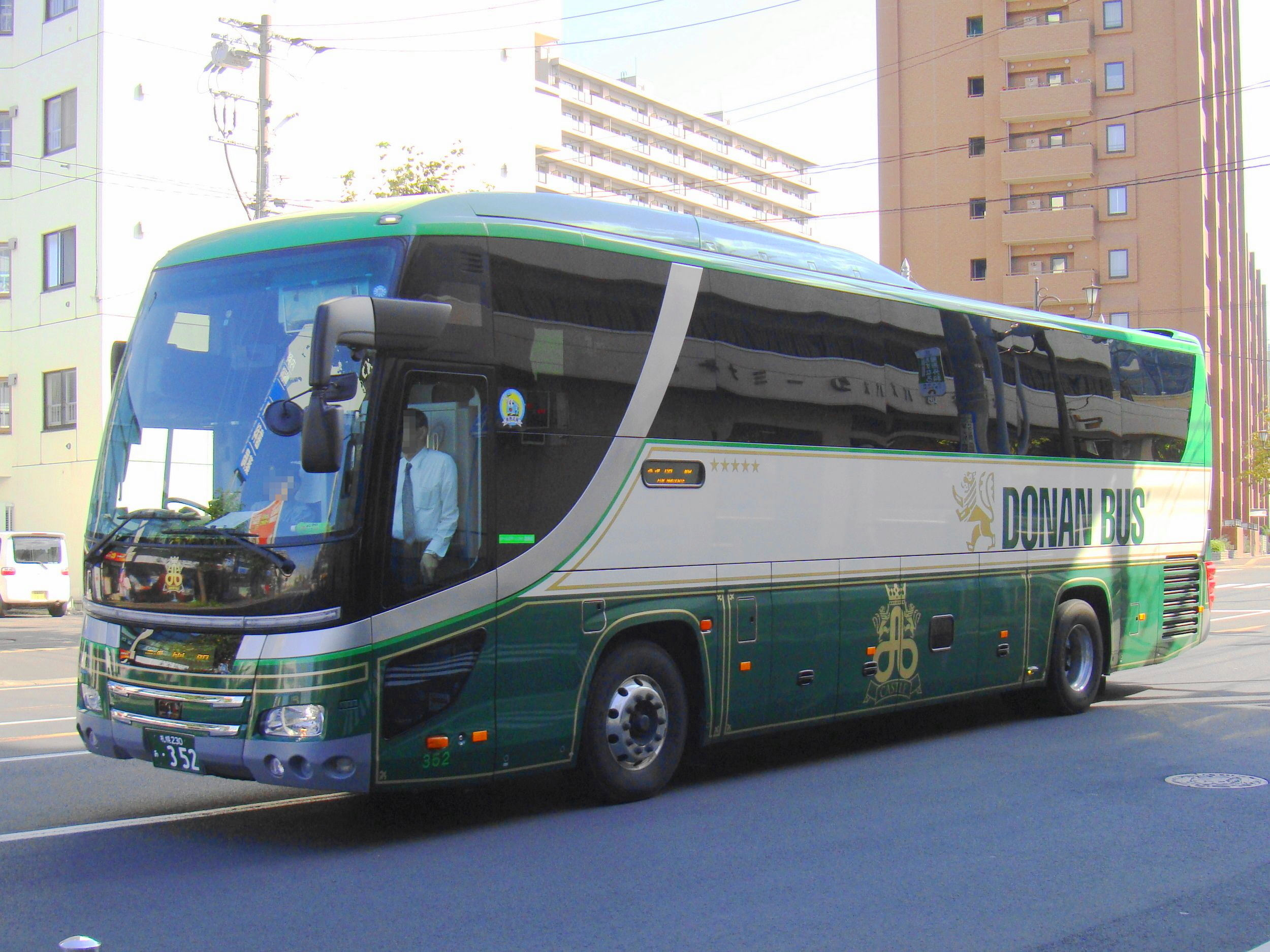
夜行高速路線 道南バス
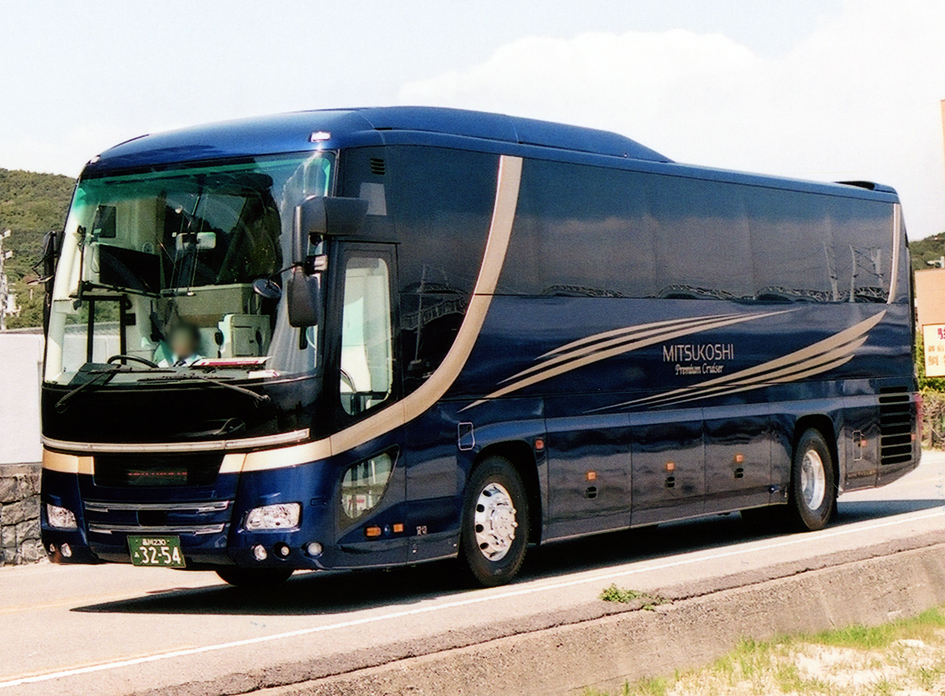
「三越プレミアムクルーザー」 ケイエム観光バス

セレガHD（ハイデッカー） LKG-RU1ESBA

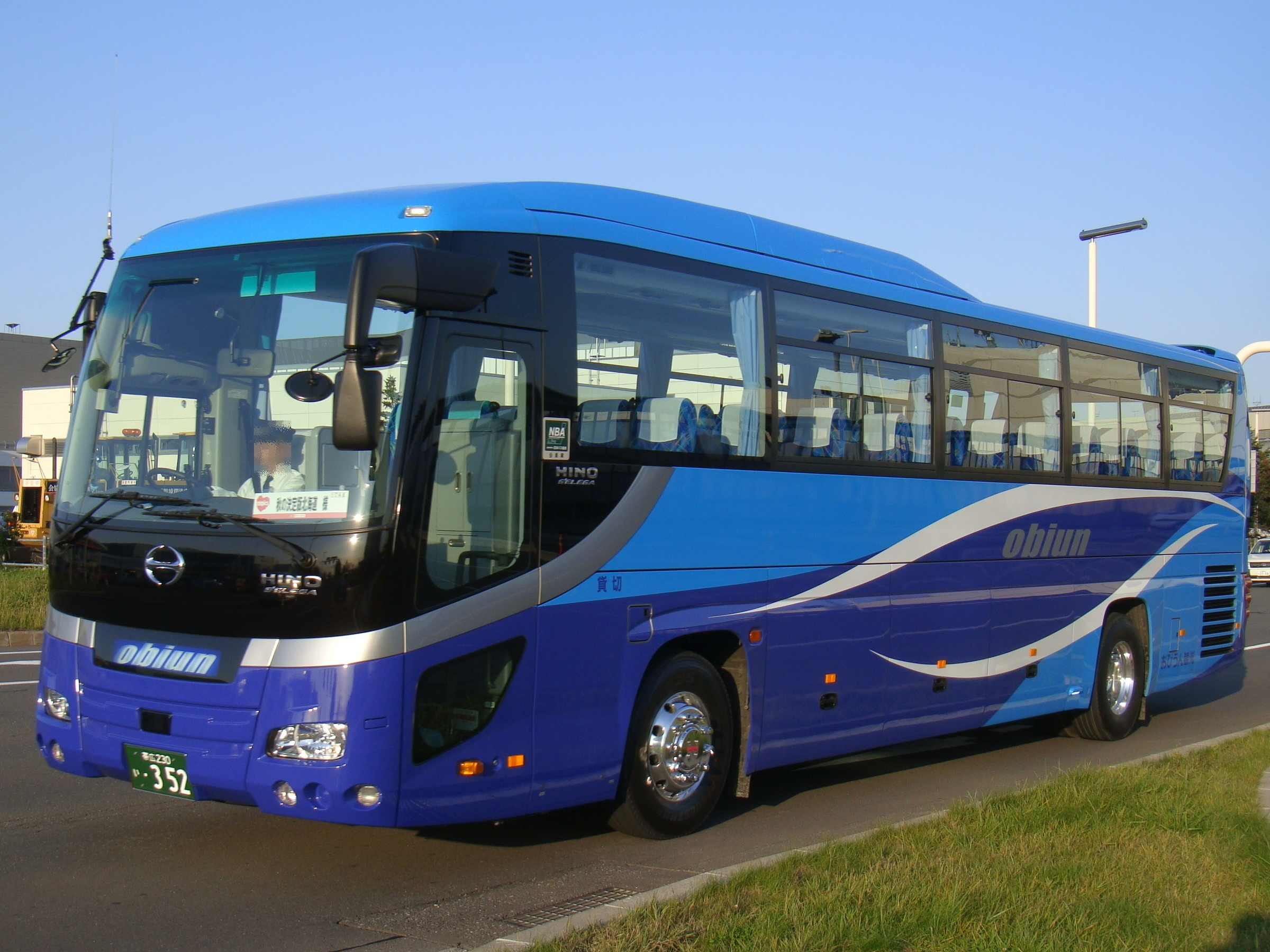
リミテッドエディション 帯運観光
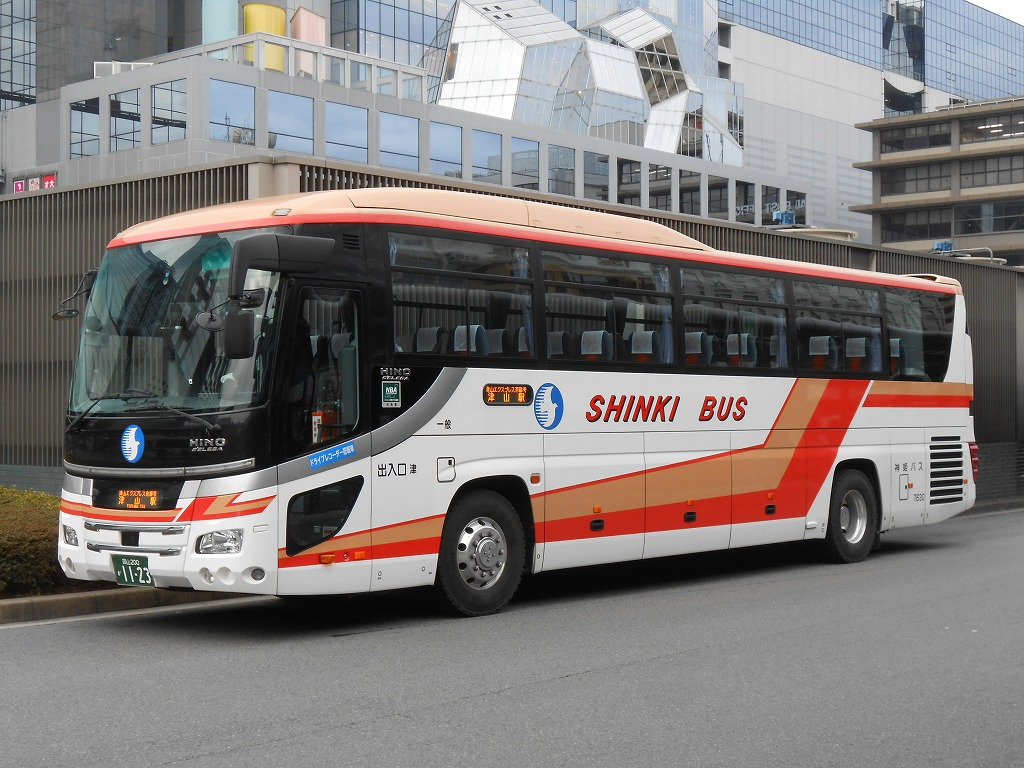
高速路線 神姫バス
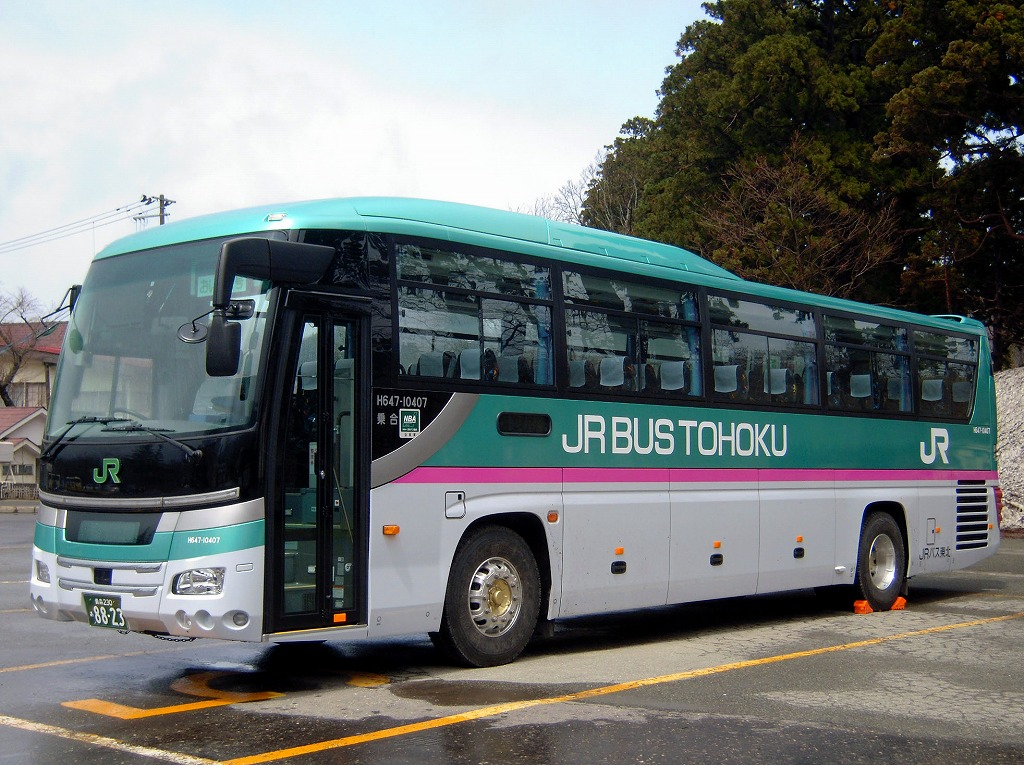
高速路線 折戸 ジェイアールバス東北

セレガHD-S（ハイデッカーショート）
- （重量不明）-RU8JHBA
北都ベリアールサービス

### QPG-RU1E系/QRG-RU1A系/LDG-RU8J系/SDG-RU8J系
2012年5月10日にシリーズ全体のマイナーチェンジを行い、360PSエンジン搭載車はET-I (360ps/185kg・m) から、プロフィアと全く同じ重量車モード燃費値が重量車燃費基準値より10%以上向上しなおかつ小型化されたA09C<AT-VIII>型エンジン (8,900cc、360PS/160kg・m) に換装されると共に、同A09C型エンジン搭載車にはFFシフト7速MTが標準装備となった。型式も従来のET-VI (450ps/195kg・m) エンジン搭載車はQPG-RU1E系に変更された他、A09Cエンジン搭載車はQRG-RU1A系となった。また、全車にVSC（横滑り防止装置）を標準装備し安全性能を向上し、また2012年7月施行のシート並びにシートベルトに関する保安基準に適合した。また、廉価版のリミテッドエディションは従来までオプション装備であったリアスポイラーとアルミホイールが今回から標準装備となった他、ET-VIエンジン搭載車が追加された。なお、ハイデッカショート (HD-S) の型式の変更はない。
セレガSHD（スーパーハイデッカー）

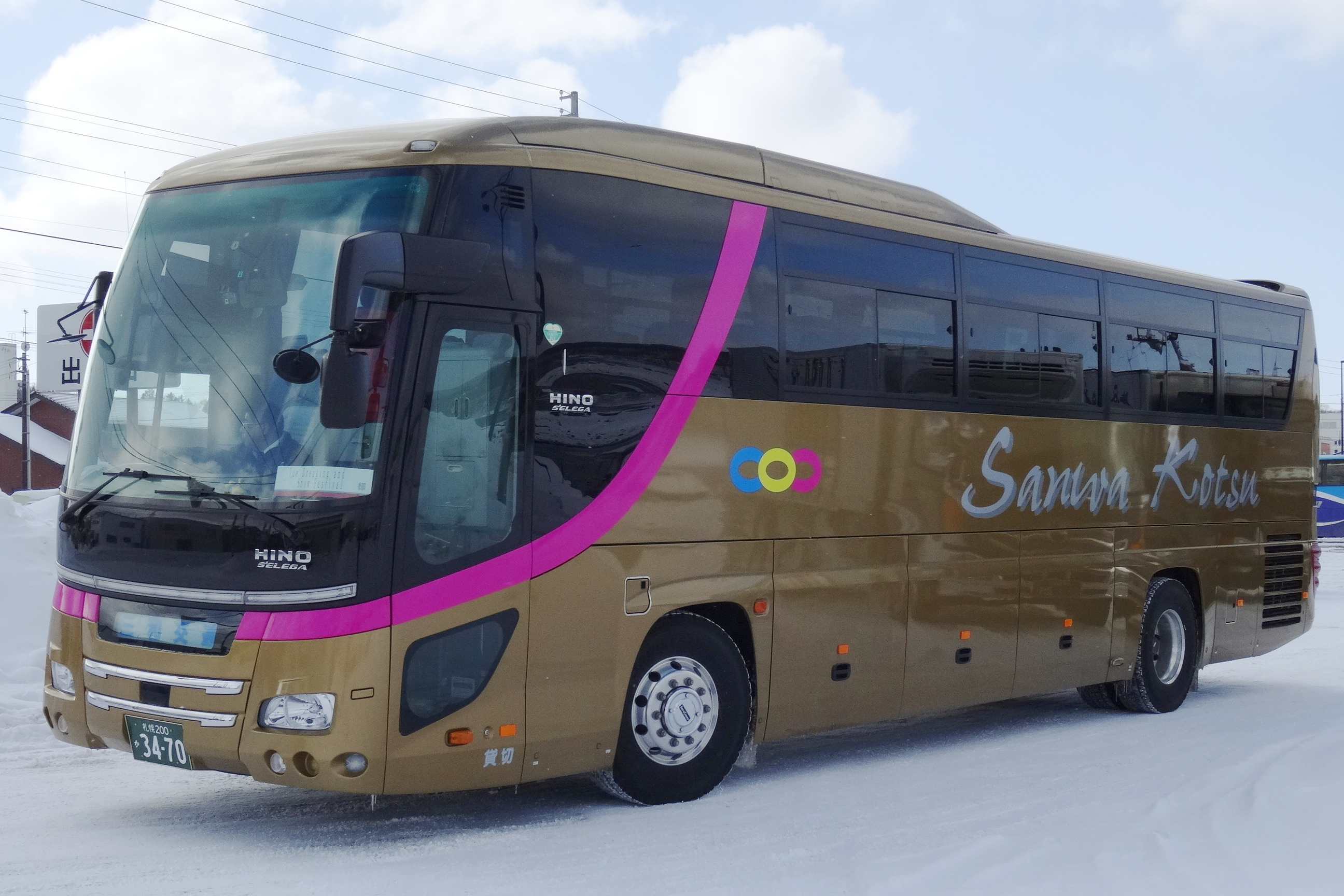
QPG-RU1ESBA 三和交通 (北海道)
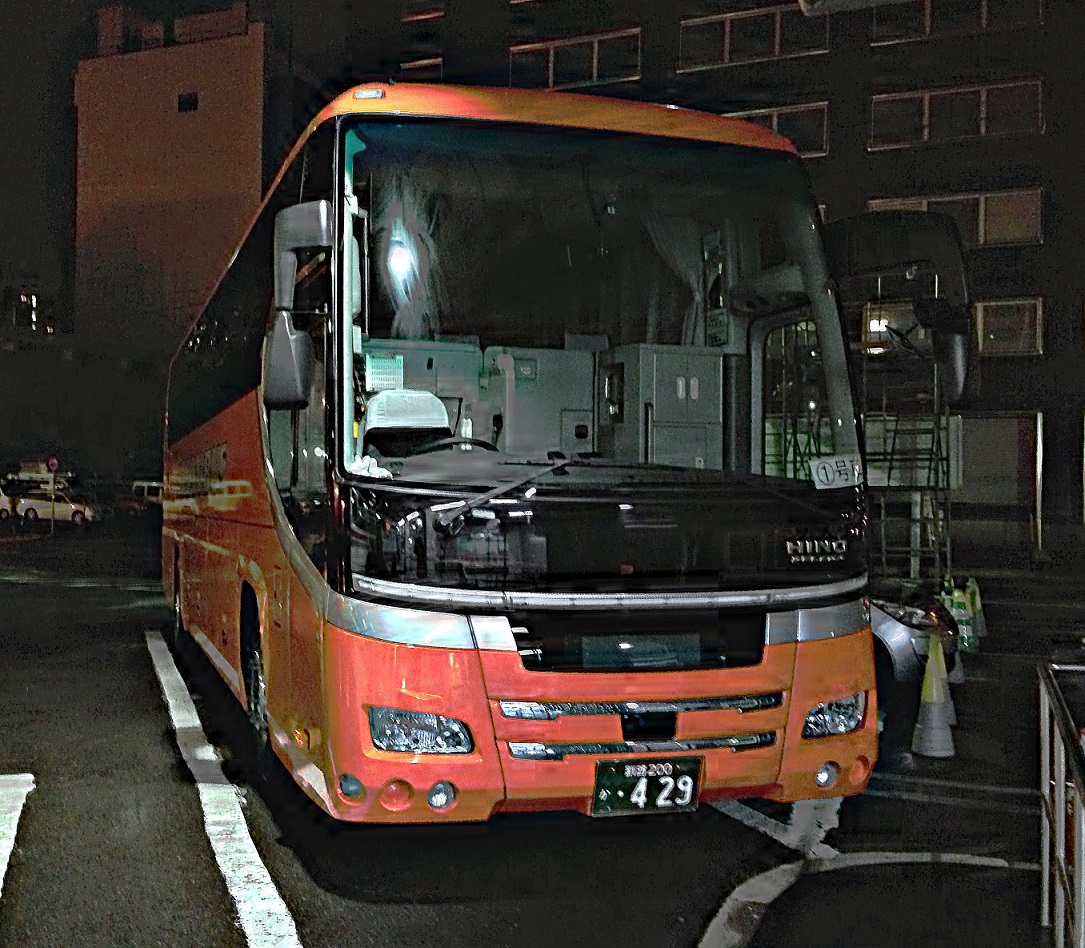
夜行高速路線 QPG-RU1ESBA 阿寒バス

セレガHD（ハイデッカー）

高速路線 QPG-RU1ESBA ジェイアールバス東北
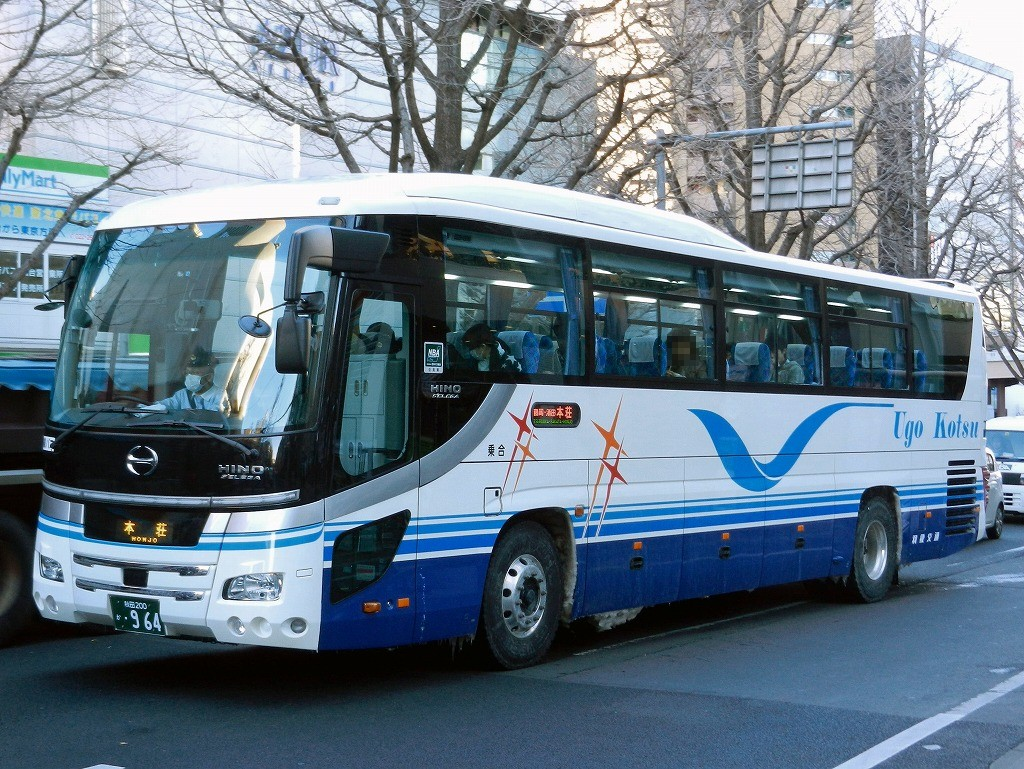
高速路線 QRG-RU1ASCA 羽後交通
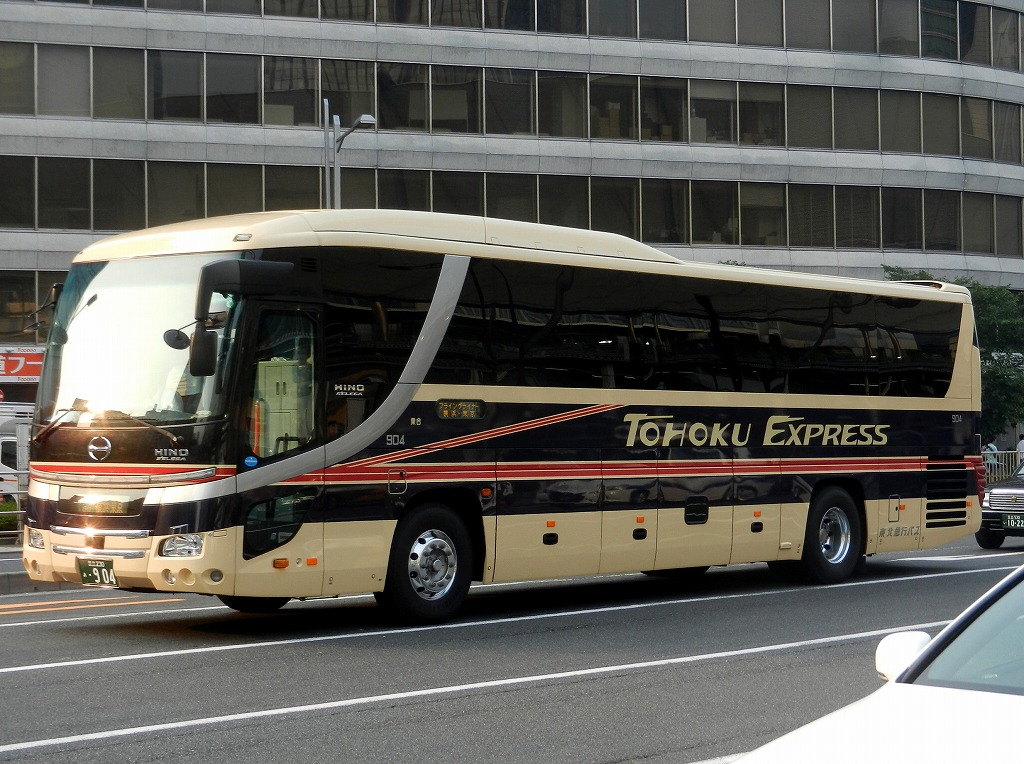
夜行高速路線 QPG-RU1ESBA 東北急行バス

### QRG-RU1E系/QRG-RU1A系/LDG-RU8J系/SDG-RU8J系
2014年4月1日にマイナーチェンジを実施し、ET-VIエンジン搭載車はA09Cエンジン搭載車同様に、重量車モード燃費値が重量車燃費基準値より10%以上向上し「平成27年度燃費基準値＋10%達成車」となり、型式もQRG-RU1E系に変更された。ET-VIエンジン搭載車とA09Cエンジン搭載車は燃料添加弁を追加したことで、DPRクリーナーが改良された。同日にマイナーチェンジが行われたプロフィア同様に、安全装備に関する改良が行われ、プリクラッシュセーフティの先行車に対する追突回避支援機能を追加し2014年11月から適用される「衝突被害軽減ブレーキの新基準」に適合した他、2015年8月から適用される「車線逸脱警報装置の新基準」に伴う車線逸脱警報装置の標準装備化、ドライバーモニター〈閉眼や顔の向きを検知して警報〉の標準装備化が図られた。なお、A09Cエンジン搭載車並びにハイデッカショート (HD-S) の型式の変更はない。
セレガSHD（スーパーハイデッカー）

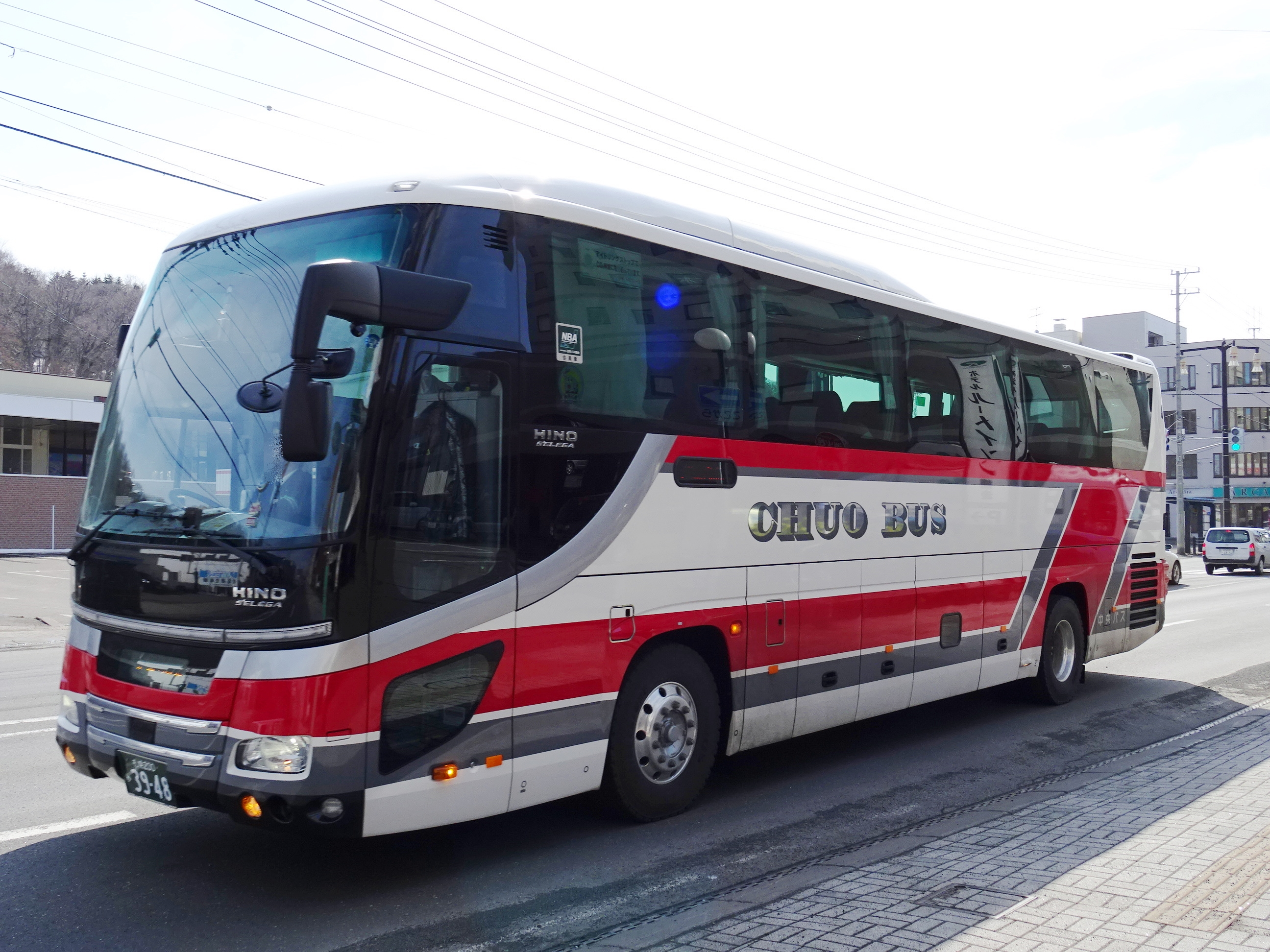
夜行高速路線 QRG-RU1ESBA 北海道中央バス

セレガHD（ハイデッカー）

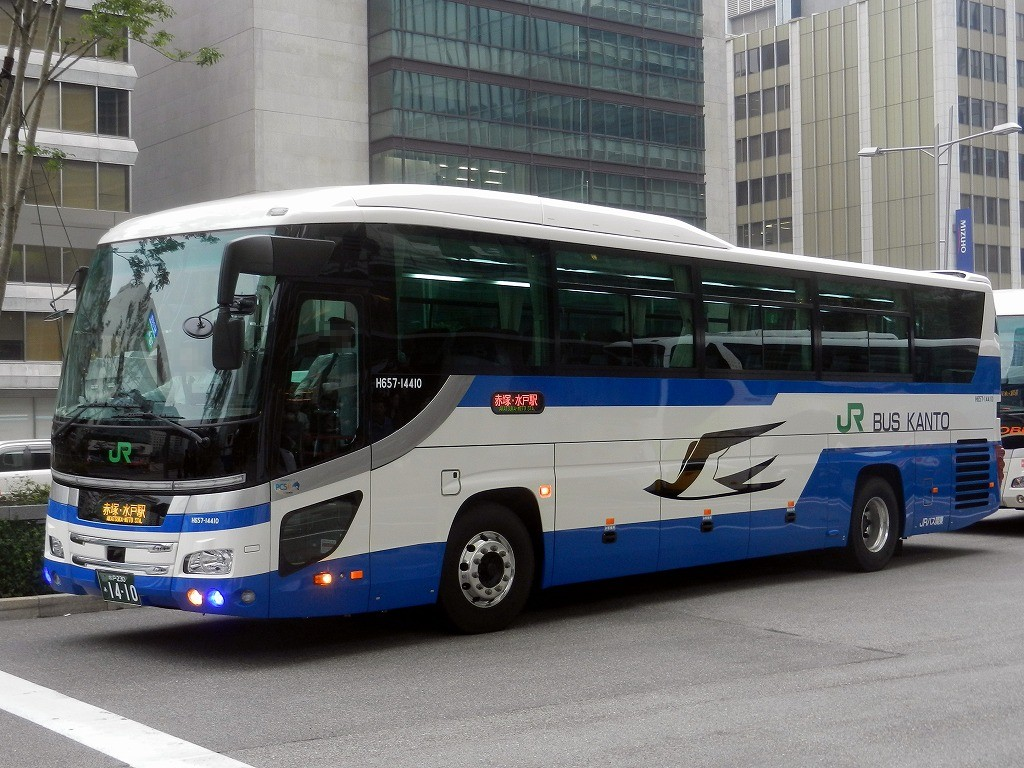
高速路線 QRG-RU1ESBA ジェイアールバス関東
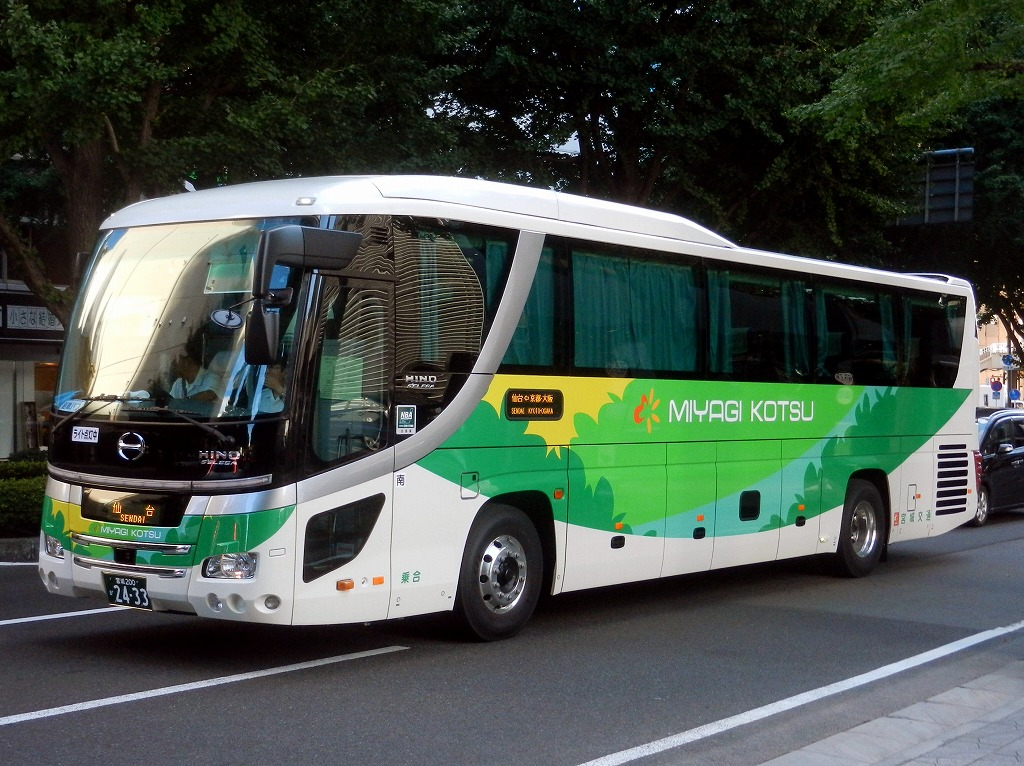
夜行高速路線 QRG-RU1ESBA 宮城交通

### QTG-RU1A系
2015年2月20日付けで制定され、2015年4月登録分より適用開始。A09Cエンジン搭載モデルのみ。

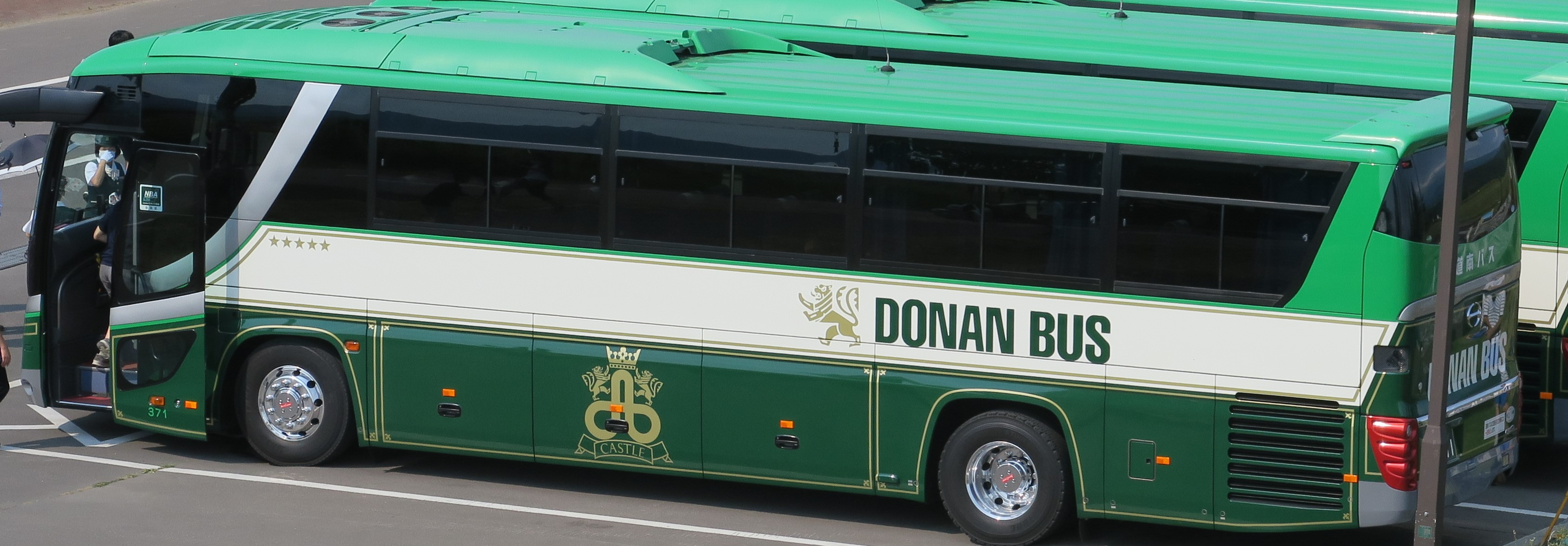
QTG-RU1ASCA 道南バス

### 2RG-RU1E系/2TG-RU1A系/2KG-RU2A系/2DG-RU2A系

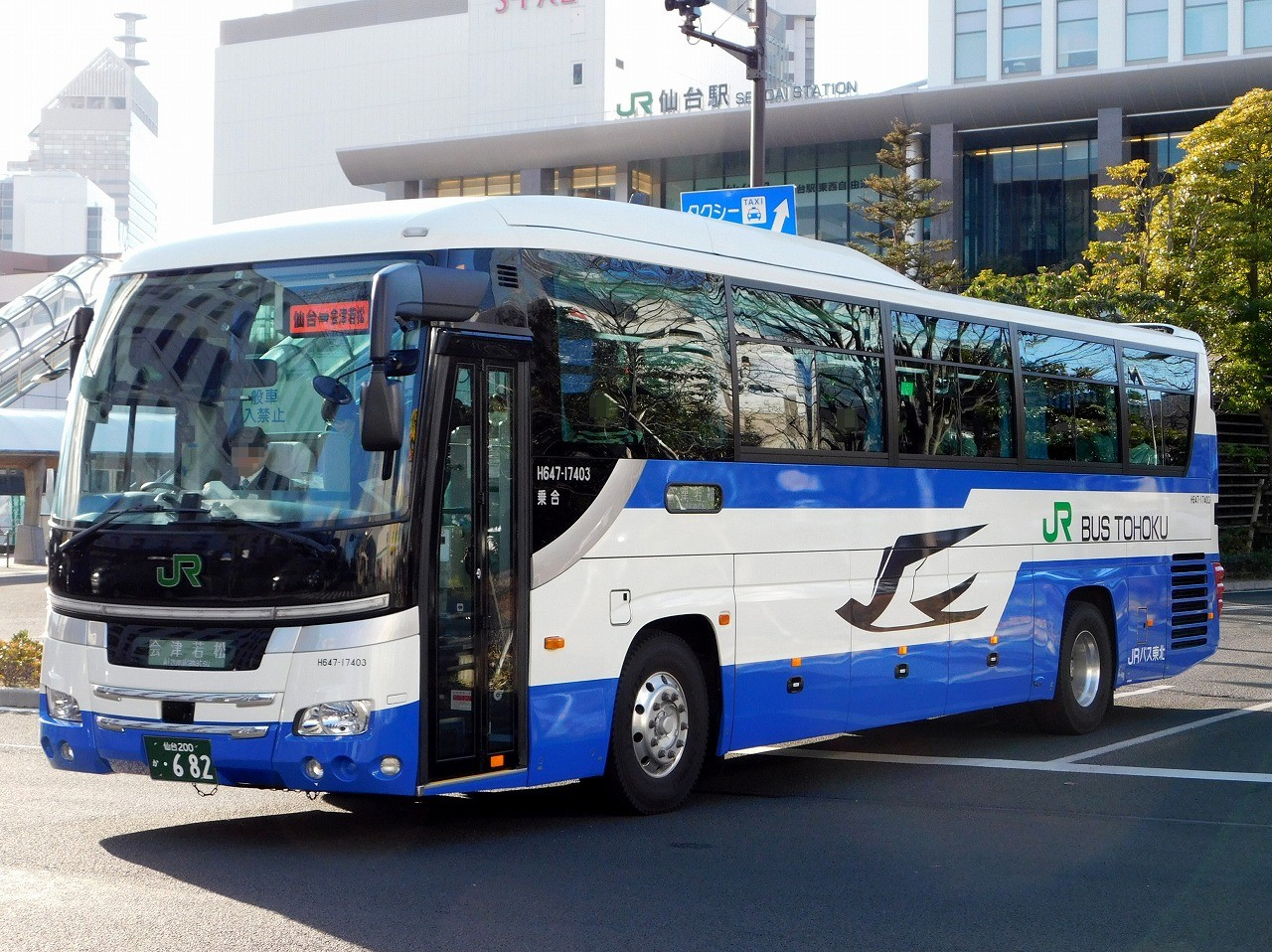
高速路線（折戸） 2RG-RU1ESDA ジェイアールバス東北

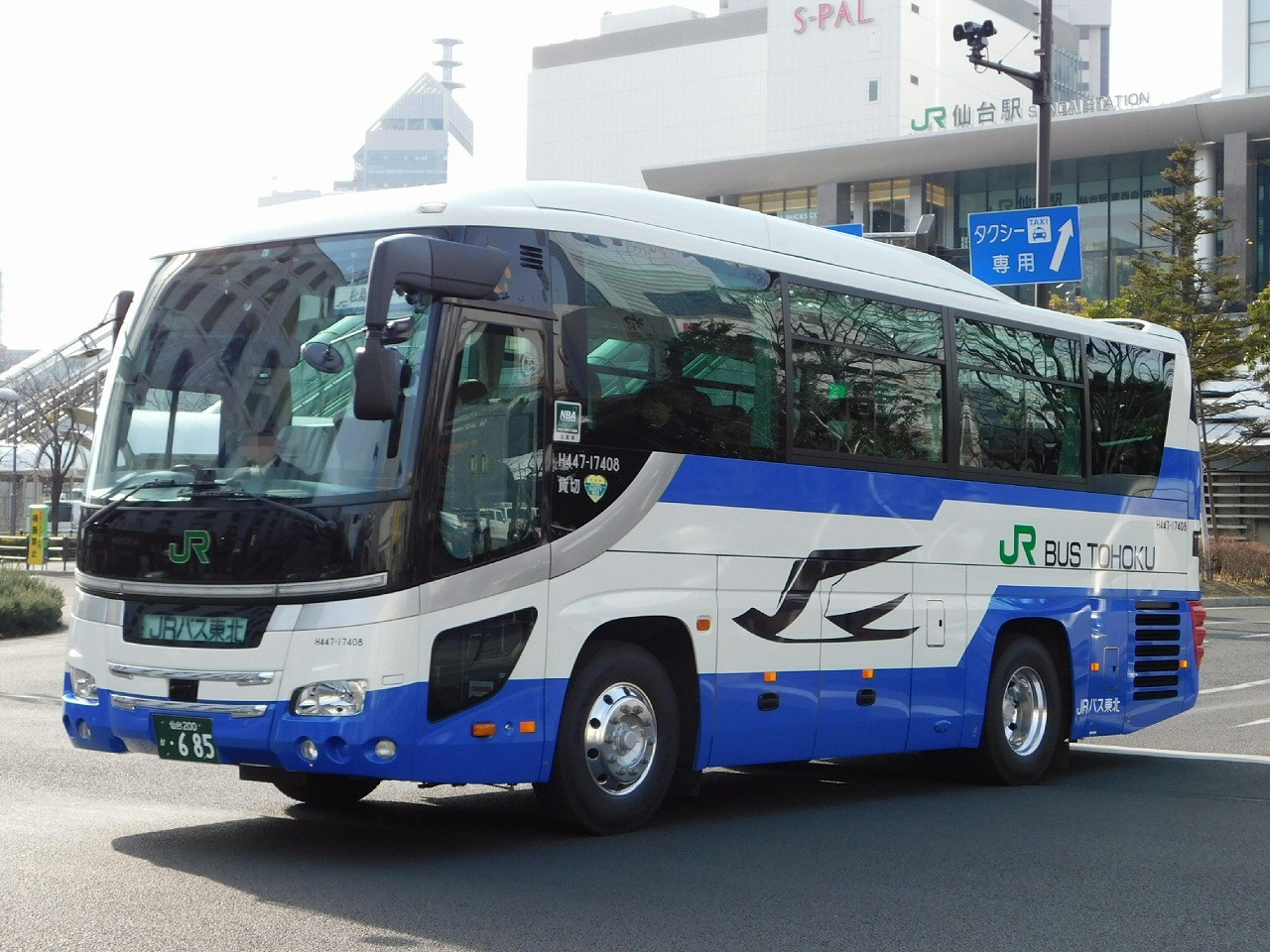
2KG-RU2AHDA ジェイアールバス東北
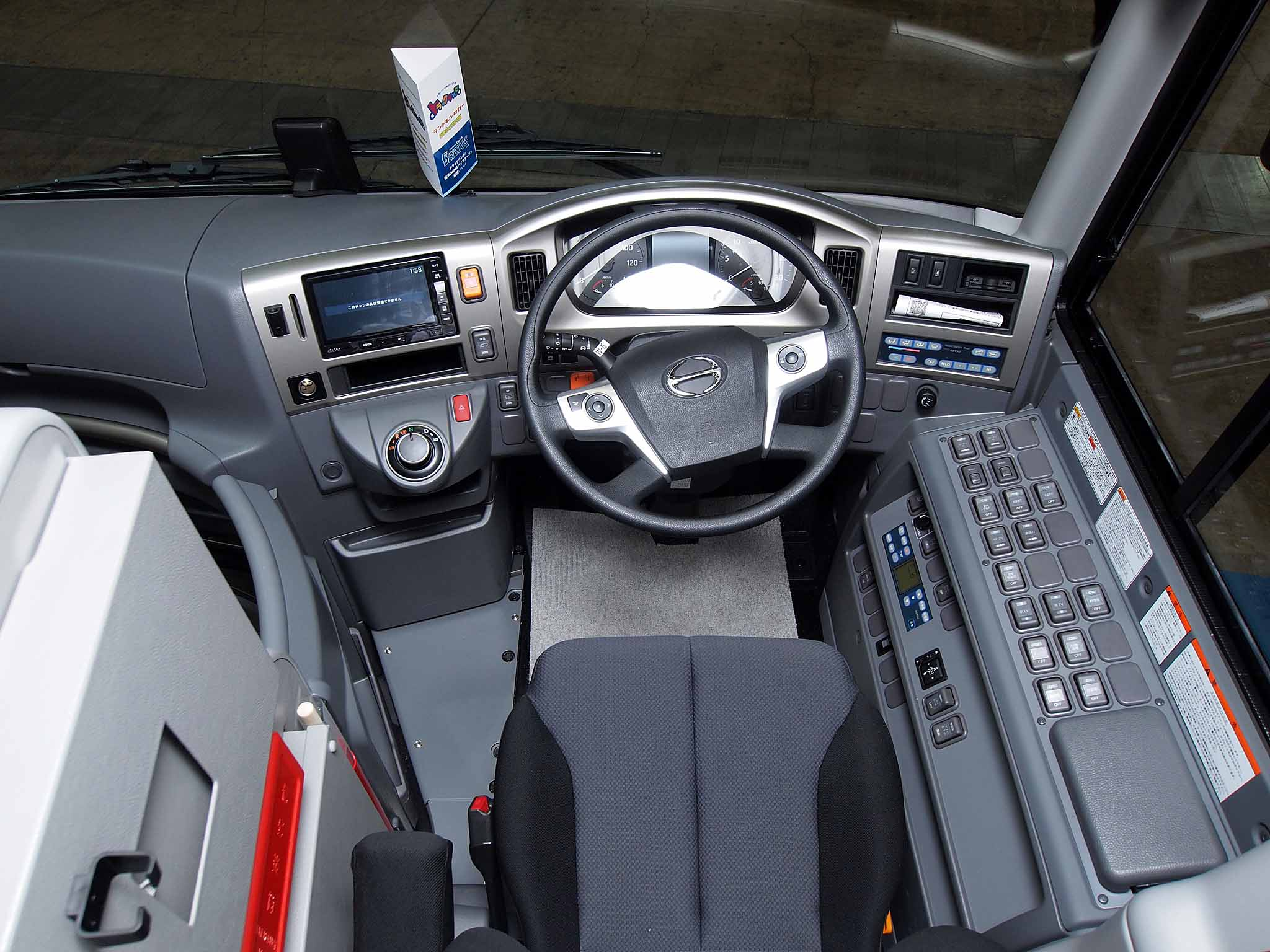
運転席
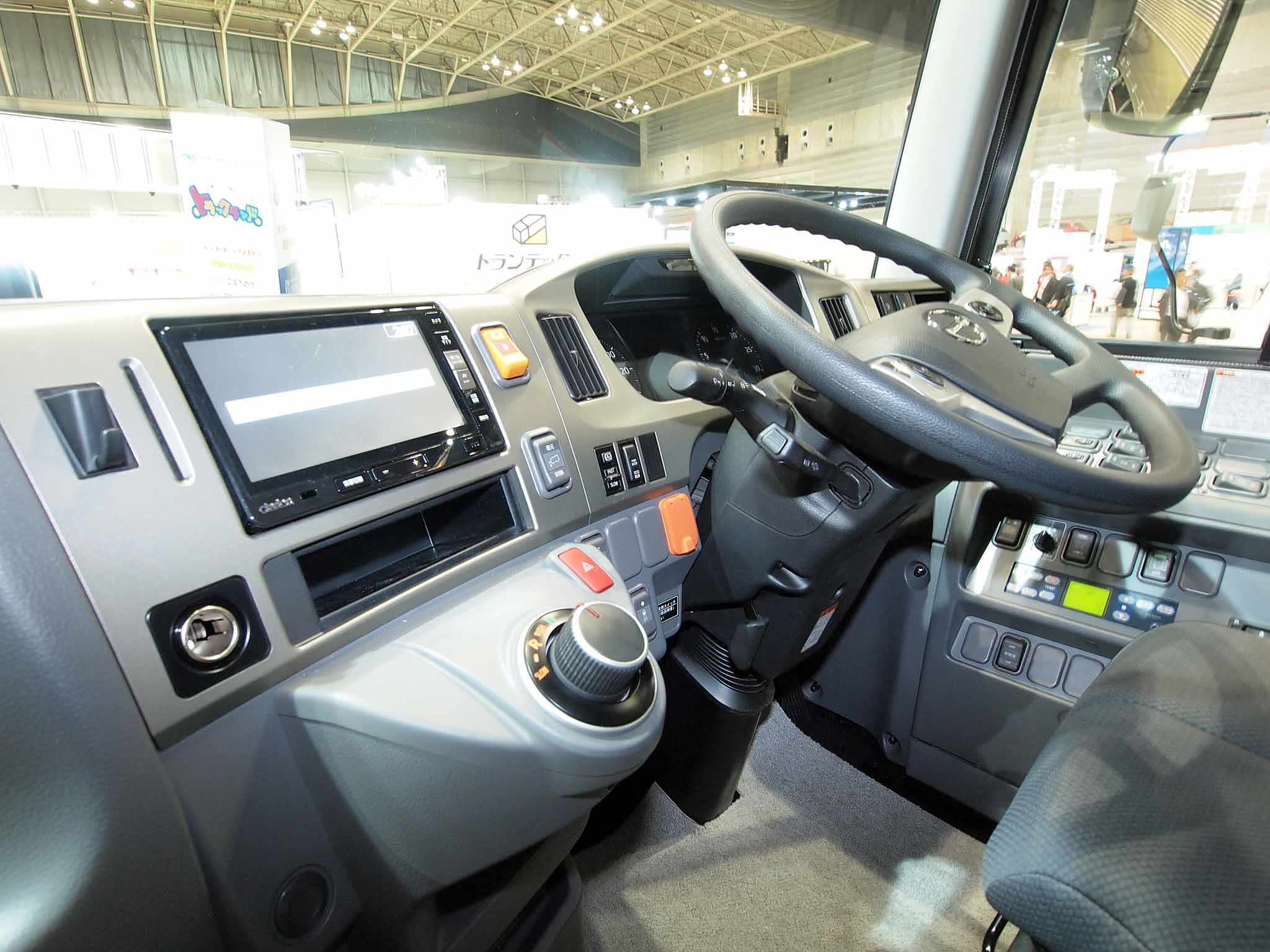
運転席（別アングル）

2017年6月6日に、平成28年排出ガス規制に適合したマイナーチェンジを発表し、7月3日より発売された。今回のマイナーチェンジでは、PCSの改良が行われ、停止車両や歩行者に対しても衝突回避を支援する機能が追加された。スーパーハイデッカとハイデッカは、E13Cエンジン搭載車は平成27年度重量車燃費基準+10％を、A09Cエンジン搭載車は平成27年度重量車燃費基準+15％をそれぞれ達成した。トランスミッションはFFシフトのままで変更はない。ハイデッカショートは搭載エンジンがJ08E型からレンジャーに搭載される直列4気筒2段過給ターボのA05C-TC <A5-Ⅲ>型 (5,123cc、260PS/90kg・m)に変更され排気量が減少（7.6L→5.1L）、2017年5月にフルモデルチェンジされたプロフィアと同様にセレクターがダイヤル式の7速AMTシフト（Pro Shift（プロシフト）7）を採用し、GVW12t以下車は平成27年度重量車燃費基準を達成した。
メーターは7インチの液晶を配した新型に変更された。ステアリングホイールも4本に変更され、ステアリングスイッチを装備する。非常点滅スイッチはコラムスイッチから専用の押しボタンに変更された。室内灯や車幅灯もLEDに変更された。通信により車両情報を日野に送るICTサービス機能を装備している。
スーパーハイデッカとハイデッカは、2017年12月以降、日野が開発を担当するバス車両で唯一のマニュアルトランスミッション車となった。
2018年6月28日にマイナーチェンジを発表（発売は7月2日）。今回のマイナーチェンジでは、スーパーハイデッカ・ハイデッカにもセレクターがダイヤル式のAMTシフト（Pro Shift（プロシフト））搭載車を設定（E13Cエンジン搭載車はPro Shift6、A09Cエンジン搭載車はPro Shift7をそれぞれ設定）。但し、ハイデッカリミテッドエディションはPro Shiftの設定はなく、従来通りFFシフトのみの設定となる。安全装備に関する充実も図られ、ドライバーに異常が発生した場合に非常ボタンを押して車両を停止させるドライバー異常時対応システム (EDSS：Emergency Driving Stop System) 、可変式スピードリミッターを標準装備したほか、全客席ELR付3点式シートベルトおよび客席シートベルト警告灯をオプション設定した。
2019年6月14日にマイナーチェンジを発表（発売は7月1日）。今回のマイナーチェンジでは、ドライバーモニターは位置を変更し、プロフィアとレンジャーと同様にサングラスやマスク着用時並びに運転姿勢が崩れた際にも検知するなどの精度向上が図られてドライバーモニターIIとなった。ドライバー異常時対応システムも改良され、ドライバーモニターIIと車線逸脱警報でドライバーの状況をモニタリングし、ドライバーの状態で車両をAIにより自動停止させる機能が追加された。オートマチックハイビームを標準装備した他、スーパーハイデッカ・ハイデッカのPro Shift搭載車には渋滞追従機能を追加したスキャニングクルーズIIIを標準装備した。FFシフト搭載車並びにハイデッカショートにはこれまで通りスキャニングクルーズIIが装備される。また、2019年9月1日から搭載が義務化される車載式故障診断装置（J-OBDⅡ）にも対応している。
2022年3月4日に、スーパーハイデッカ・ハイデッカがエンジン不正問題により同一エンジンを搭載するプロフィア共々出荷停止となり。同年3月29日にスーパーハイデッカ・ハイデッカが国土交通省から型式指定の取消処分を受けた。ハイデッカショートも同年8月2日に国土交通省の指導により出荷を停止した。2023年3月24日にA09Cエンジン車の型式認定を再取得、4月中の出荷再開を目指している。
セレガSHD（スーパーハイデッカー）

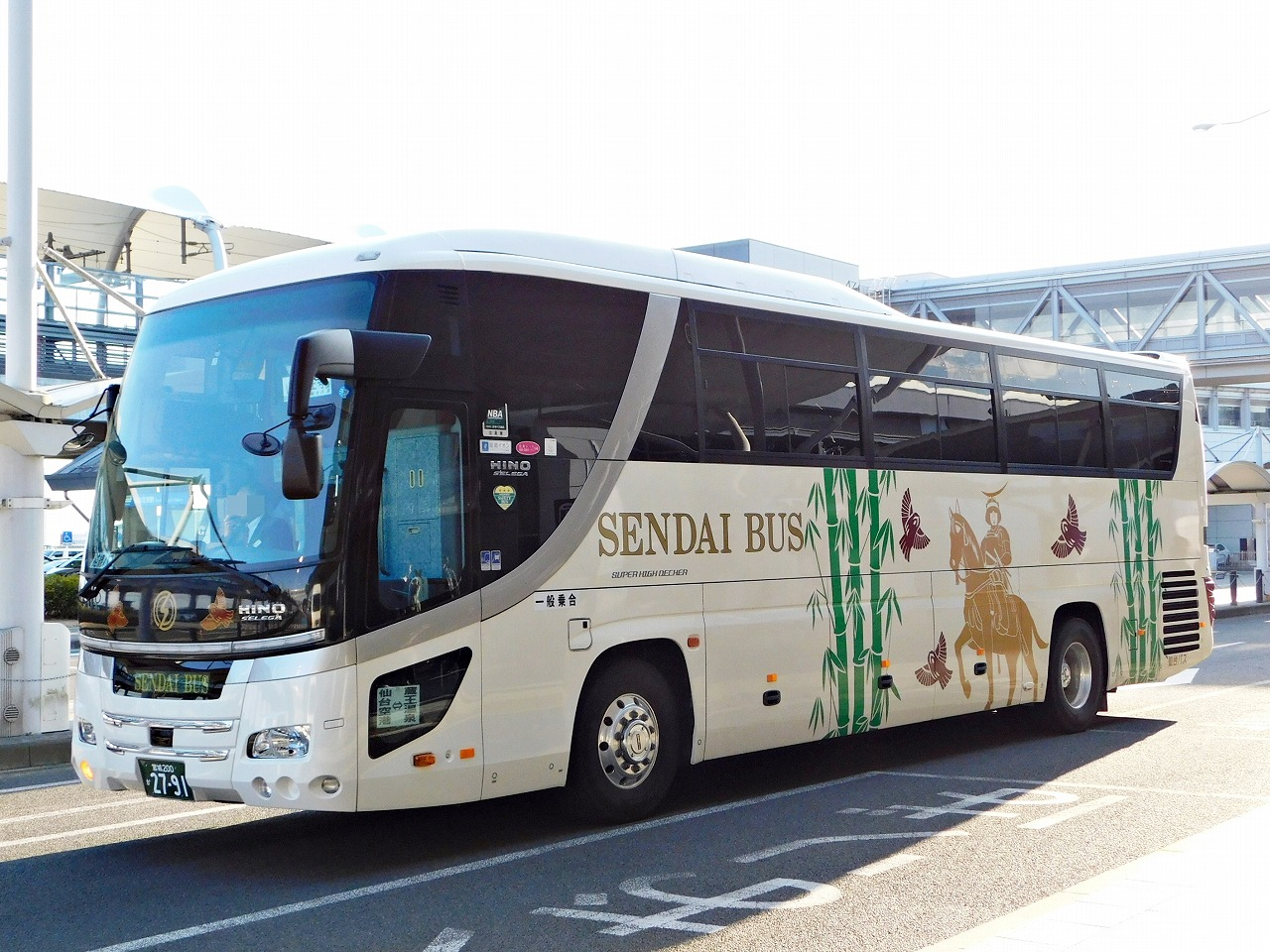
2RG-RU1ESDA 仙台バス

セレガHD（ハイデッカー）
- 高速路線（折戸）
2RG-RU1ESDA
ジェイアールバス東北

セレガHD-S（ハイデッカーショート）
- 2KG-RU2AHDA
ジェイアールバス東北
- 運転席
- 運転席（別アングル）

#### 2PG-RU1A系/2DG-RU2A系(現行型式)
2024年2月にマイナーチェンジが行われた。今回の改良では、レーンキーピングアシスト、オートヘッドランプの新規設定のほか、プリクラッシュセーフティシステムの作動条件拡大や、ドライバー異常時対応システムの車線内停止機能の追加といった各種装置の性能向上。また、法規対応としてバックカメラ・モニターの装置変更を行った。
なお、これらの機能は全て標準装備となった。
また、E13Cエンジン出荷やスーパーハイデッカーは一旦廃止となる。

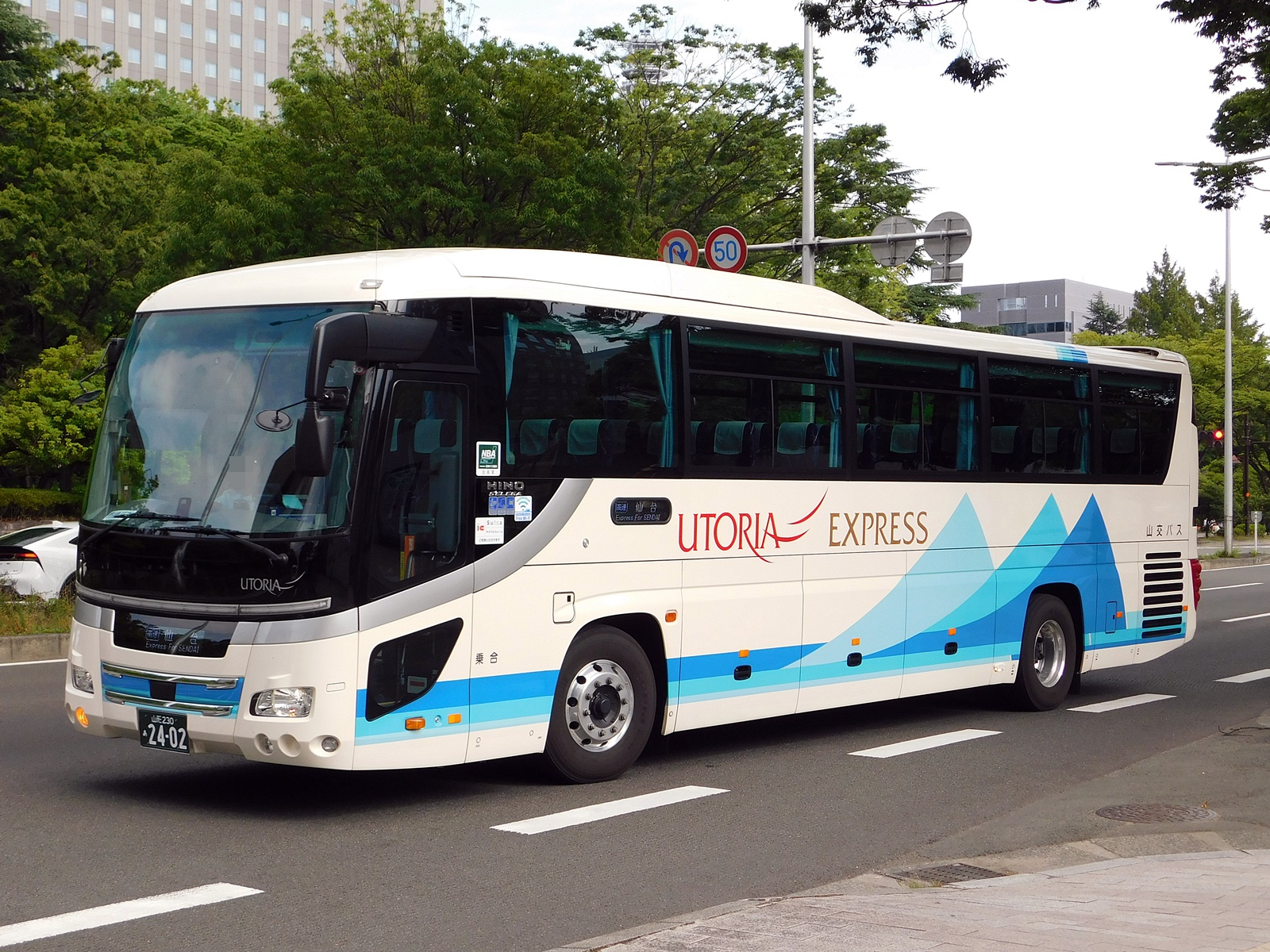
2PG-RU1ASDA 山交バス (山形県)

### セレガハイブリッド

#### BJG-RU1A系
2008年5月13日にセレガハイブリッドを発売した。ハイブリッドモデルは通常のディーゼルモデルが2005年にフルモデルチェンジした後も、しばらく先代モデルであるセレガR FSで生産が続けられていたが、2007年に生産中止となっていた。
2008年のモデルチェンジでは、車体や足回りなどの基本的な部分はセレガHDと同一となり、サイズもハイデッカー・12mとなった（従来は11.5m）。型式はBJG-RU1ASARで、新車価格は4180万円。
ハイブリッド機構は従来と同じパラレル式のマイルドハイブリッドを採用。新たにバッテリー・インバーター等のユニットをパッケージ化したPCU（パワーコントロールユニット）を採用し、前輪直後の床下荷物室1スパンをこのユニットのスペースとしているため、床下荷物室の容積は2スパンで5.8立方メートルに縮小されている。ユニット搭載部の車体左側面には細い通気孔が設けられており、外観上の数少ない識別点となっている。また運転席にはインパネの右側にPCU関係の計器が設置されている。
エンジンは三相交流誘導電動機併用のA09C-1M<AT-VI>型（直6・TI、8,866cc）で、通常ディーゼルモデルのE13C型よりも小型化されている。最高出力は257kw (350ps)、最大トルクは1569N-m (160kg-m) になり、従来のセレガハイブリッド／HIMRが搭載していたP11C型より小排気量化されたにもかかわらず出力が29kW (40ps)、トルクが471N-m (48kg-m) 向上した。
パラレル式ハイブリッド機構とDPRの併用によって、平成27年度燃費基準、平成17年排出ガス規制の規制値に対しては、NOxとPMの排出量を10%以上低減させた。また、低排出ガス重量車の制度にも適合したことにより、識別記号は「BJG-」となった。なお、いすゞ・ガーラにはハイブリッドは設定されていない。
タイヤはディーゼル車の295/80R22.5に対し、ディーゼル車でオプション設定されている12R22.5-16PRを装着しているため、ディーゼル車のハイデッカよりも車高が高くなっている（全高3,520mm）。これは三相交流誘導電動機と路面との干渉を防止することも兼ねている。ディーゼル車のハイデッカではアルミホイールはオプションであるが、「ハイブリッド」に関してはアルコア製アルミホイールが標準装備となっており、住友金属製及びトピー工業製もオプション設定されている。
また，ドアは折戸は設定されず，スイングドアのみの設定。
2008年6月にはとバスが定期観光用に4台を導入（BJG-車は2010年にも追加導入）、2009年7月にはツアーバス（当時）大手のWILLER TRAVELにも導入され、「ビジネスクラスバス」として東京 - 大阪間のツアーバス（当時）に使用されている。ハイブリッド車の長距離ツアーバス（現・新高速乗合バス）への導入は、同社が初であるという。
同年8月には松本電気鉄道（アルピコ交通）が中央高速バス新宿 - 松本線に2台を導入、同年11月には道南バスが室蘭 - 札幌線に導入、さらに同年12月にはJR東海バスが2台を導入し、東名ハイウェイバスを中心に運行するなど、都市間高速バスへの導入も進んでいる。
また、国土交通省の「次世代自動車導入加速モデル事業」として広島市が選ばれたことにより、広島市（広島バスセンター・広島駅）発着便に充当すべく、2010年2月25日の備北交通を皮切りに、広島電鉄・芸陽バスや、広島県外の日ノ丸自動車・日本交通が広島発着の高速バス「メリーバード号」に充当している。（日ノ丸自動車が米子 - 広島線、日本交通が鳥取 - 広島線）
2010年に生産終了。

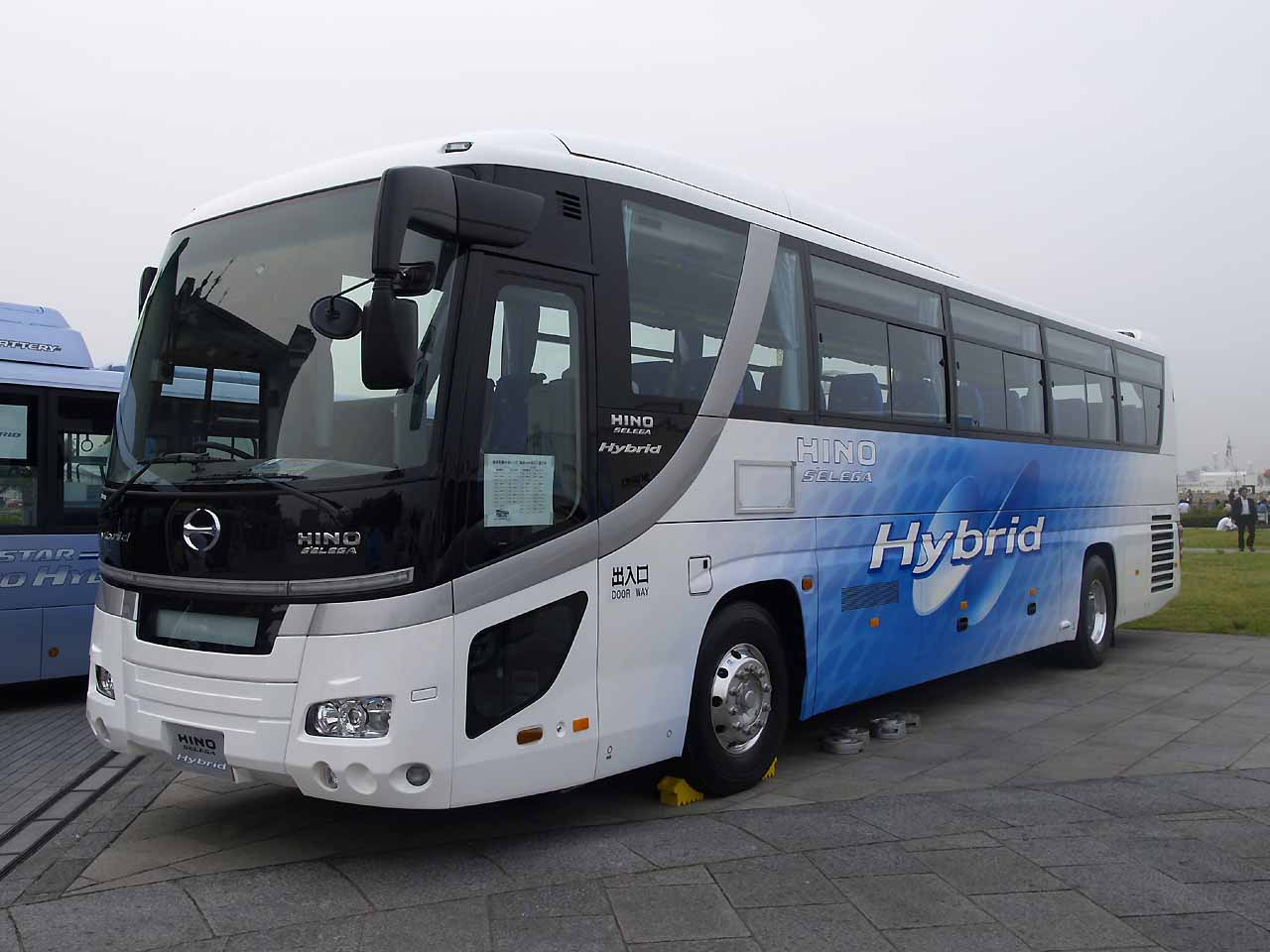
日野自動車デモカー（都市間路線仕様）
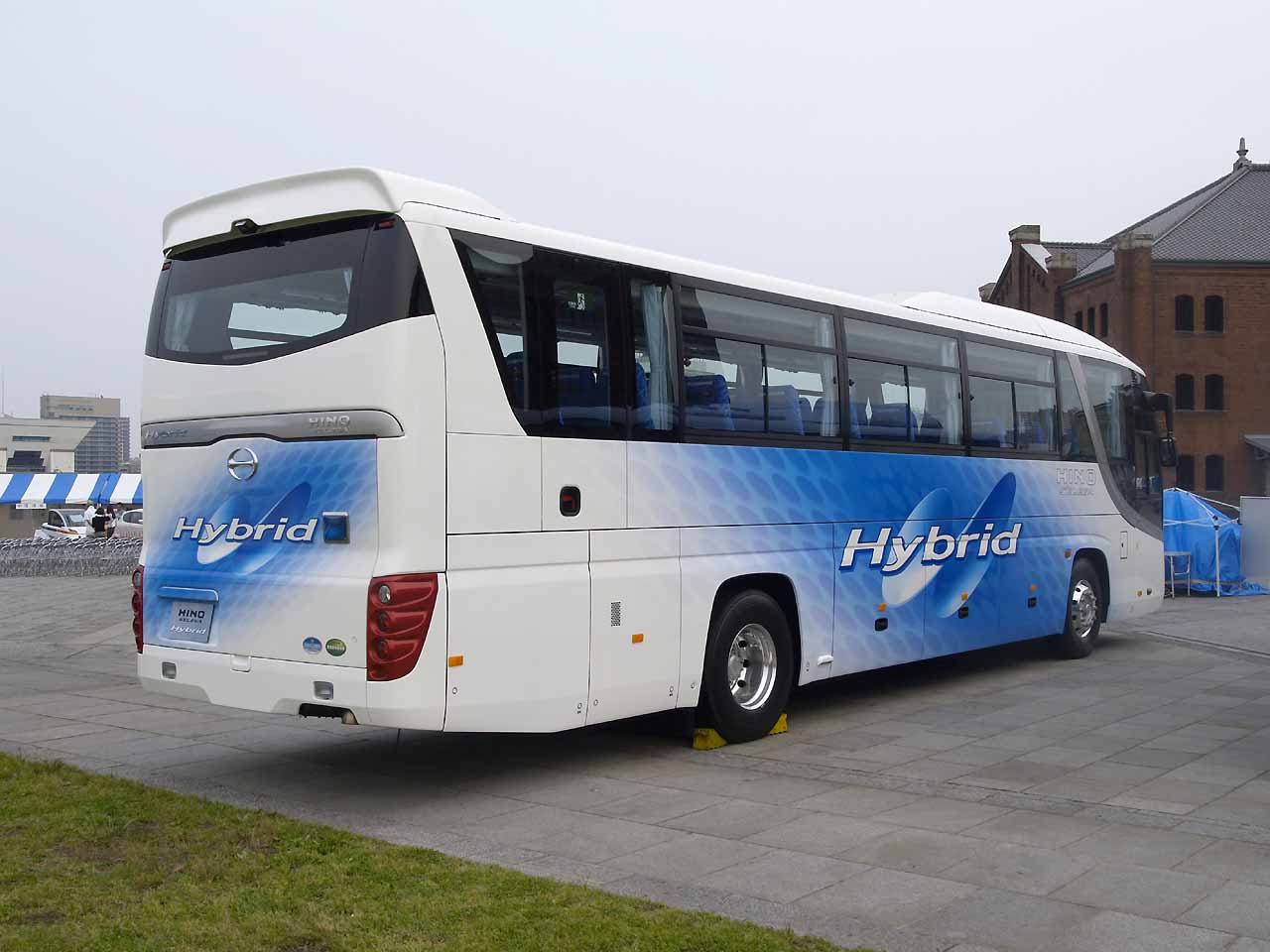
後部
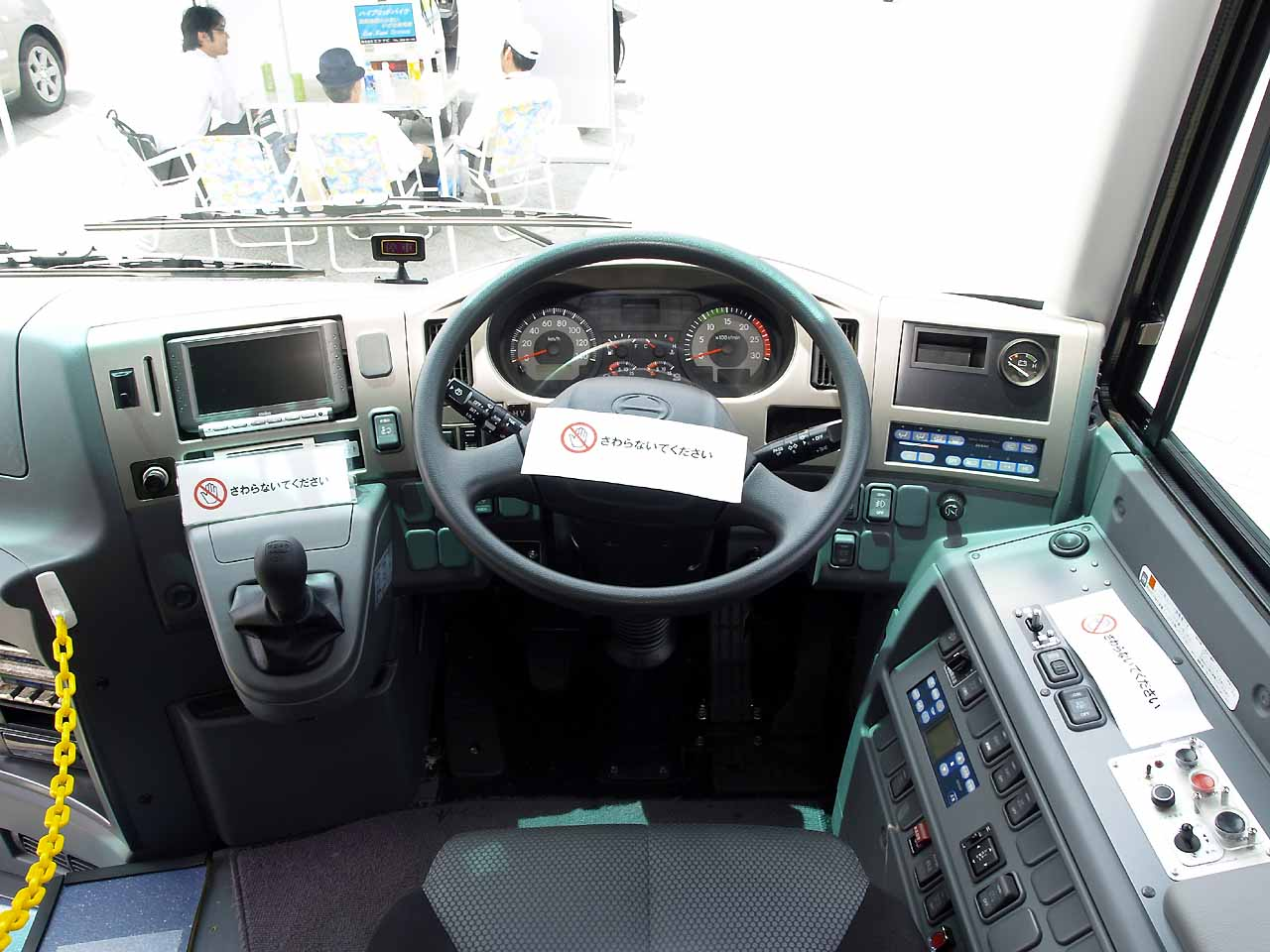
運転席
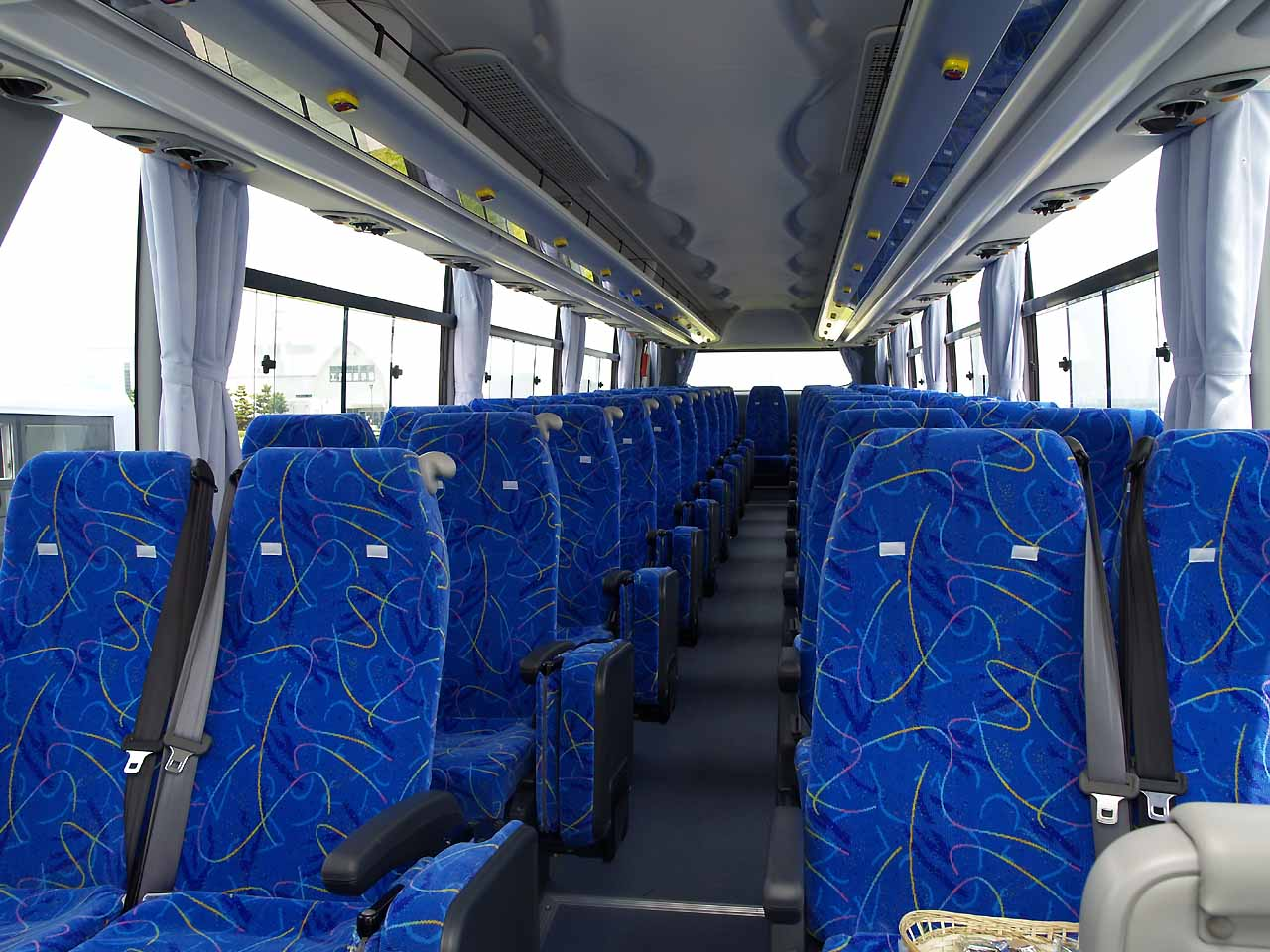
客室（都市間路線仕様）
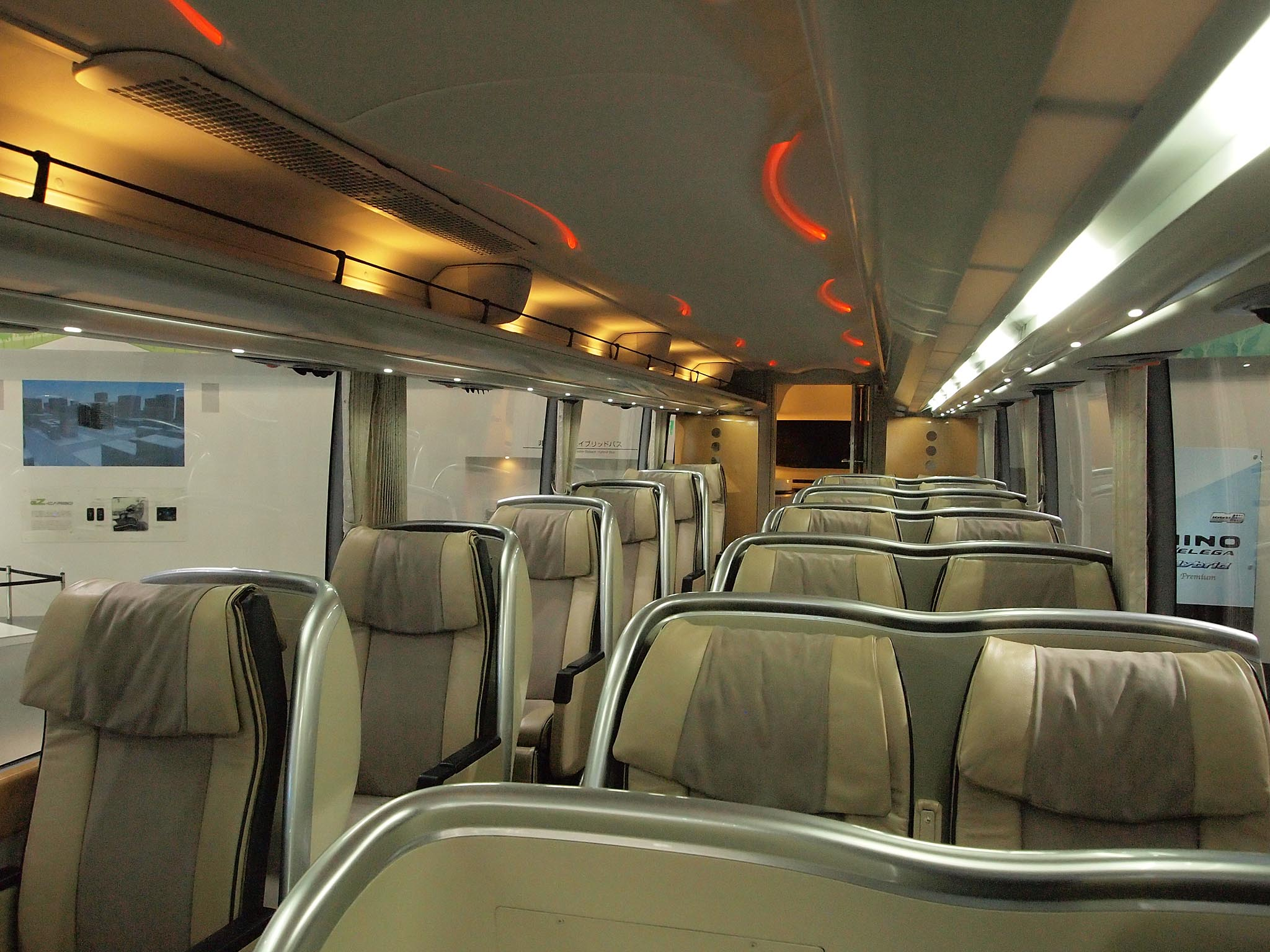
客室（セレガプレミアム仕様）
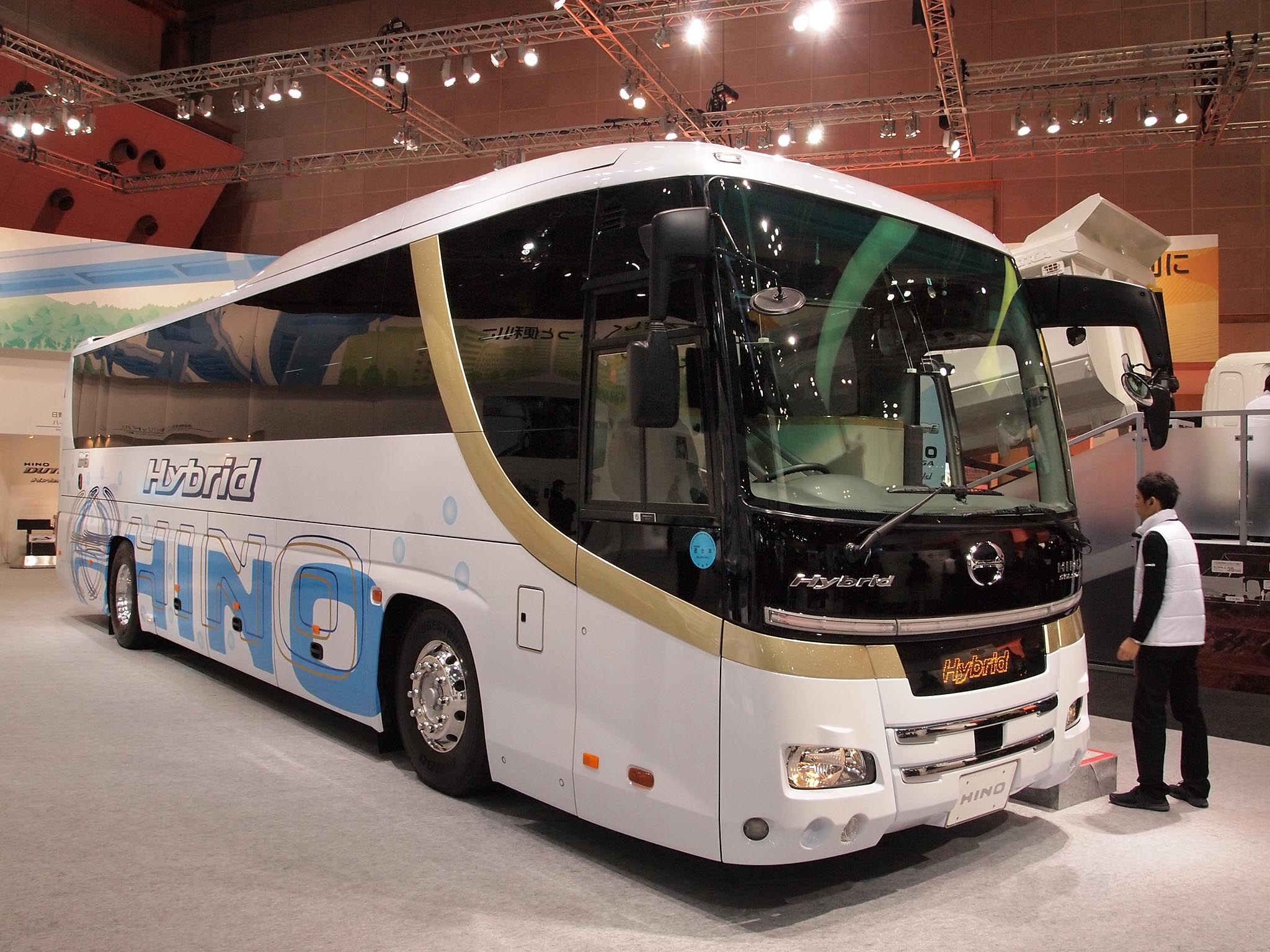
日野自動車デモカー（セレガプレミアム仕様） 東京モーターショー展示車
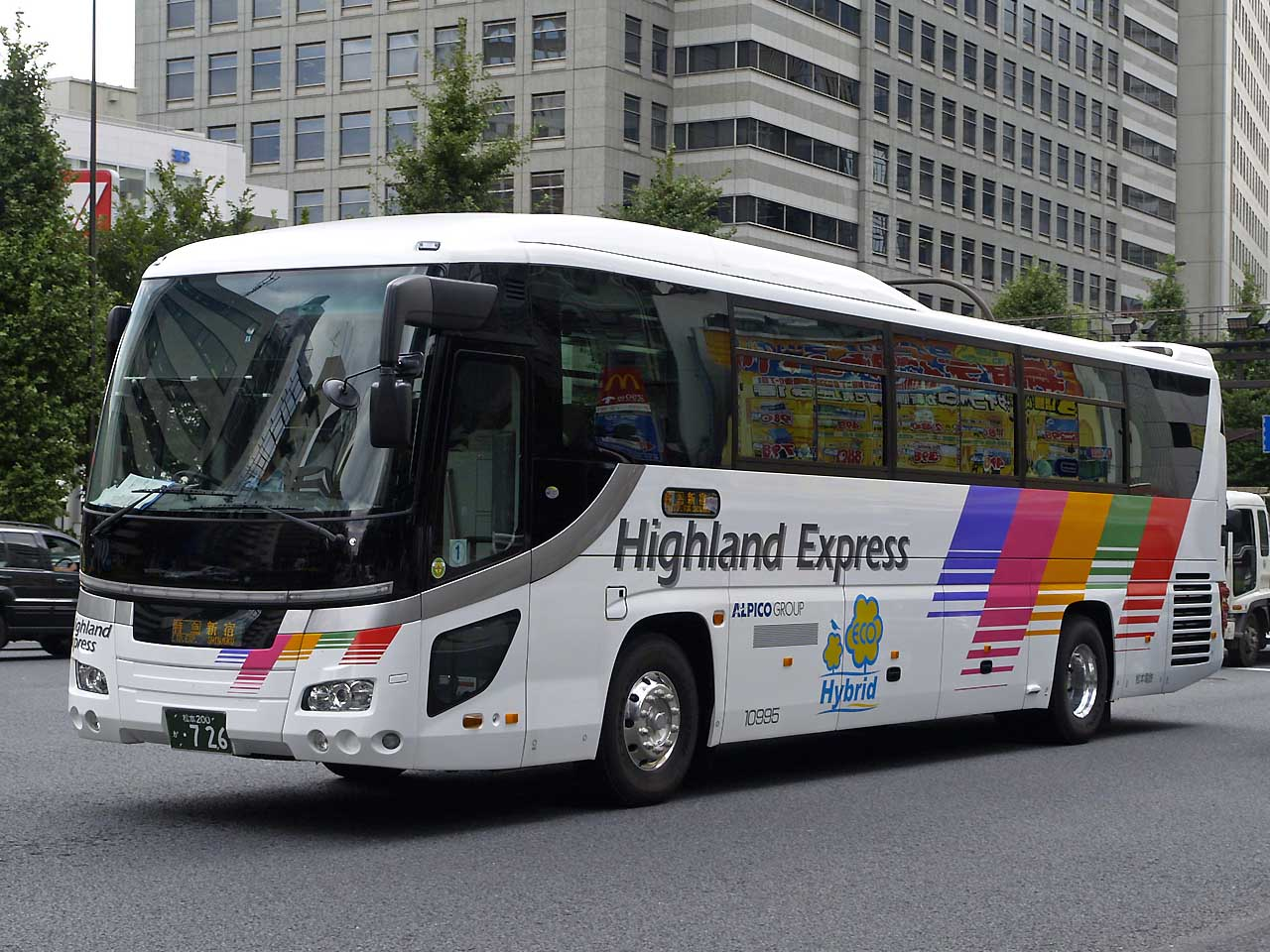
松本電鉄（現・アルピコ交通）（都市間路線仕様）
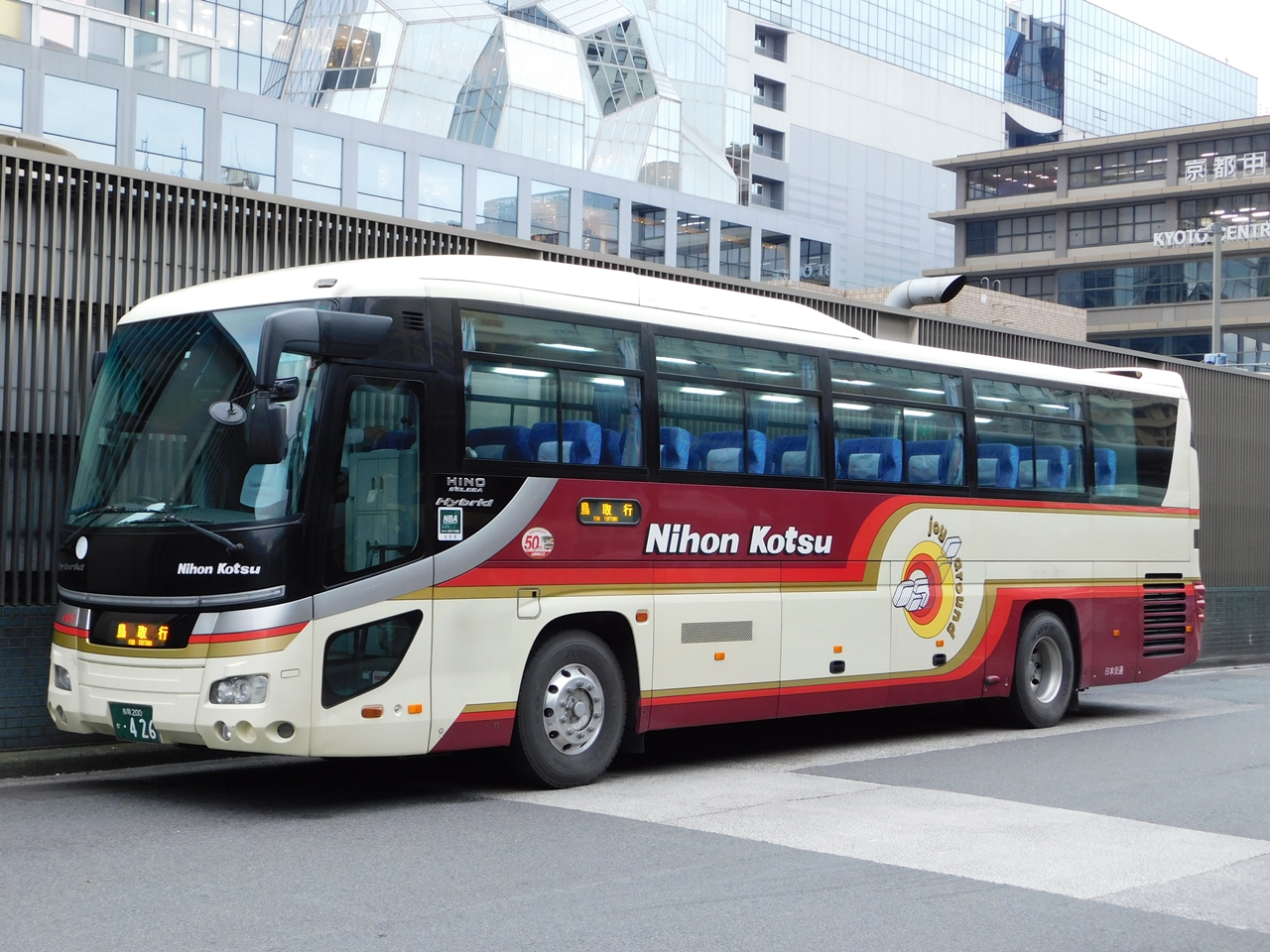
日本交通 (鳥取県)（都市間路線仕様）
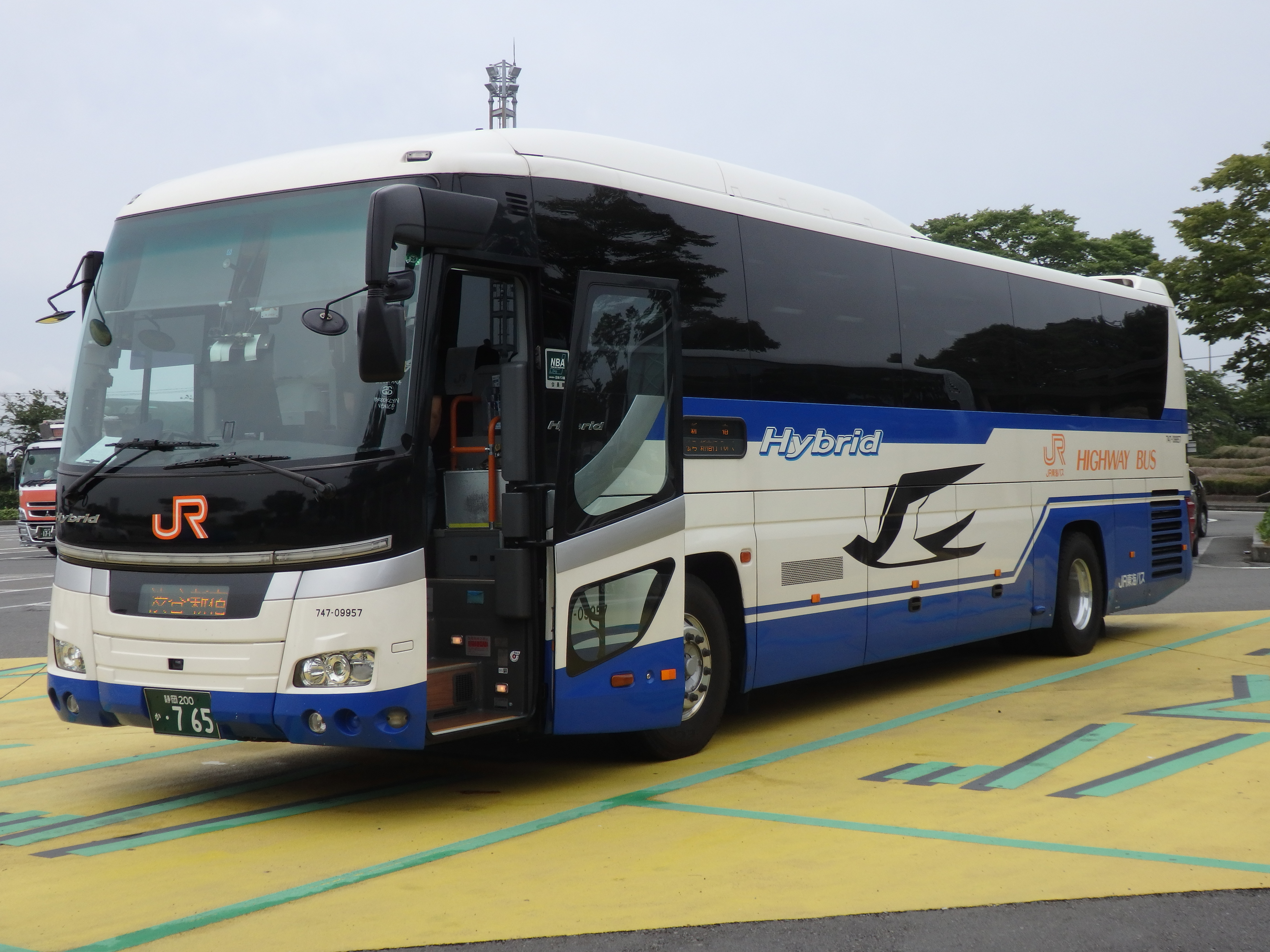
ジェイアール東海バス（都市間路線仕様）

#### LJG-RU1A系
2011年10月4日にマイナーチェンジを行うと同時にハイブリッドモデルが約1年ぶりに復活した。型式もLJG-RU1ASBRとなり、平成21年度排出ガス規制（ポスト新長期規制）に適合した。エンジンはA09C-1M<AT-VI>型と変更はないものの、最高出力も前モデルの257kW(350ps)から265kW(360PS)にアップされたと同時にハイブリッドシステムも改良された。
その他，今回よりA09C-1M<AT-VI>型も尿素SCRが採用された。
上記BJG-RU1A系と同様、アルコア製アルミホイールが標準装備となっており、住友金属製及びトピー工業製もオプション設定されている。また、ドアはスイング扉のみの設定で、折戸は設定されなかった。
またディーゼル車同様に尿素SCR触媒とDPRを併用した日野のクリーンディーゼルシステムである「AIR LOOP」を採用した他、衝突被害軽減ブレーキ）やインパネもディーゼル車に倣いつつもハイブリッドに適した「ハイブリッドモニター付コンビネーションメーター」が装備された。ただしインパネのコンビネーションメーターに「エコツリー」は表示されない。

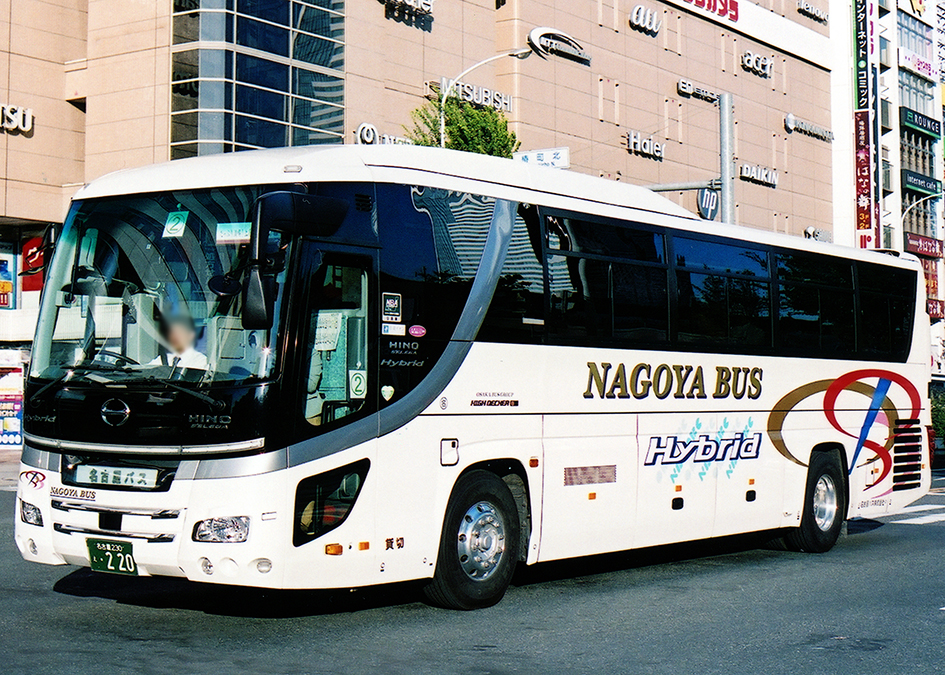
名古屋バス

#### QQG-RU1A系
2012年5月10日にマイナーチェンジを行い、ディーゼル車同様に2012年7月1日施行の新保安基準に適合したと同時に新エコカー減税にも対応した。型式もQQG-RU1ASBRに変更された。
富士急山梨バスに折戸仕様車が納入された。
この世代をもってセレガハイブリッドの生産は終了した。

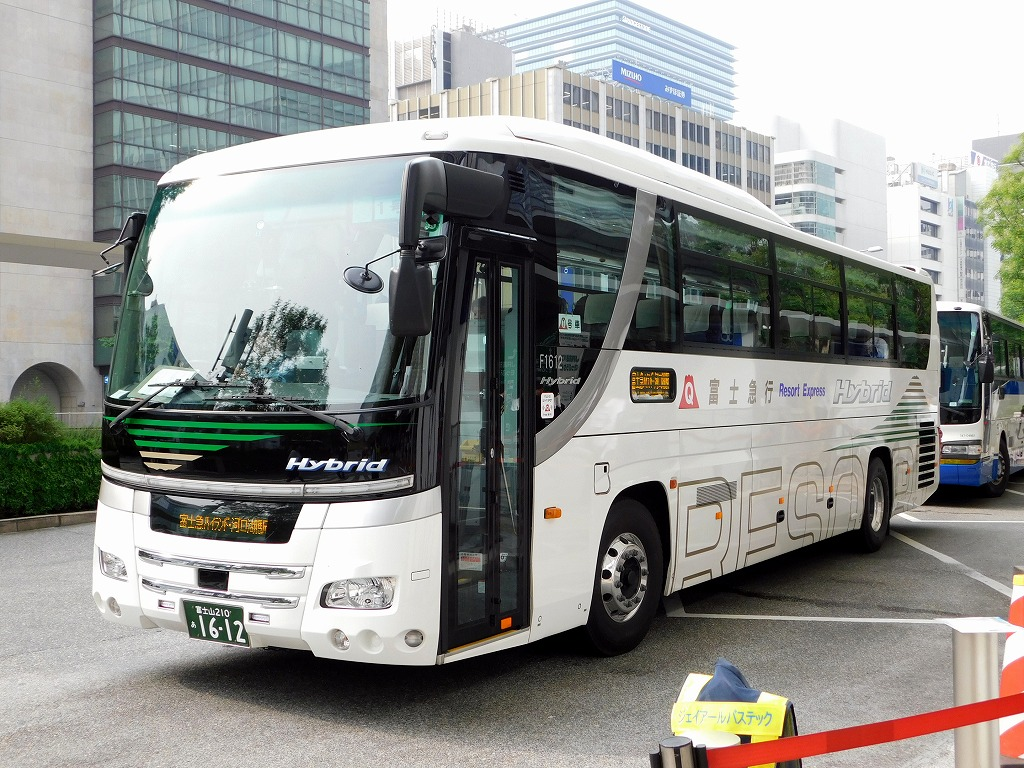
富士急山梨バス

## シティバスとしての使用例（日本国外）
タイでは、RU1系シャーシに国内車体メーカー製の都市型路線バスボディを架装し、バンコク大量輸送公社（BMTA）によりバンコク都市圏でシティバスとして使用されている。

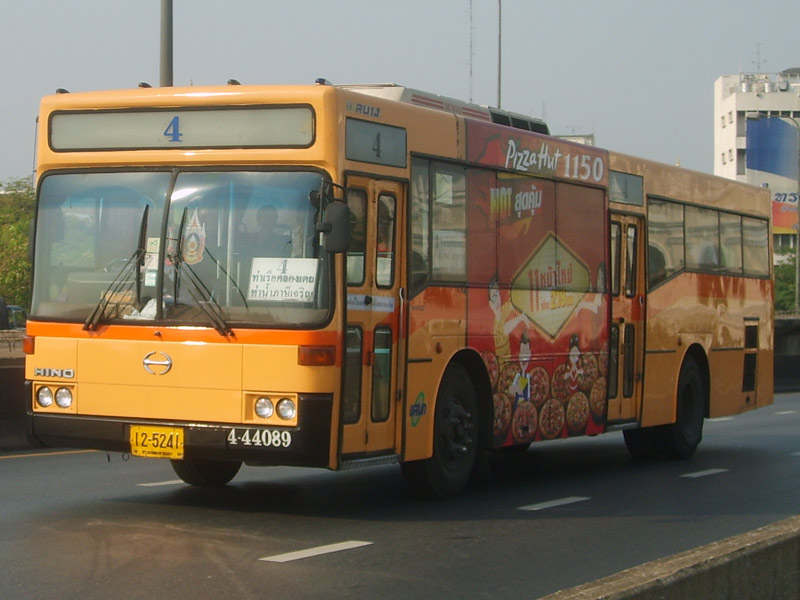
バンコク大量輸送公社のRU1JSSL
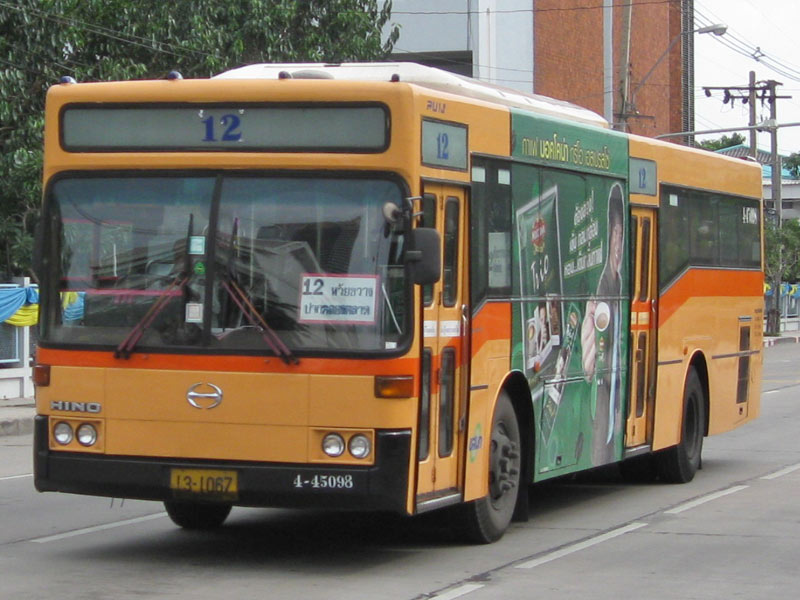
バンコク大量輸送公社のRU1JSSL

## ラインナップ

### セレガ（現行モデル）
2014年発売開始
- スーパーハイデッカ(SHD)・ハイデッカ(HD):QRG-RU1ESBA（ET-VI<450PS>）

2012年発売開始
- ハイデッカ(HD):QRG-RU1ASCA（AT-VIII<360PS>）
- ハイブリッド:QQG-RU1ASBR

2012年〜2014年製造
- スーパーハイデッカ(SHD)・ハイデッカ(HD):QPG-RU1ESBA（ET-VI<450PS>）

2011年〜2012年製造
- ハイブリッド:LJG-RU1ASBR

2010年発売開始
- ハイデッカショート(HD-S):LDG-RU8JHBA（GVW12トン超車） SDG-RU8JHBA（GVW12トン以下車）

2010年〜2012年製造
- スーパーハイデッカ(SHD):LKG-RU1ESBA（ET-VI<450PS>のみ）
- ハイデッカ(HD):LKG-RU1ESBA（ET-VI<450PS>とET-I<360PS>の2機種）

2008年〜2010年製造
- ハイブリッド:BJG-RU1ASAR

2007年〜2010年製造
- ハイデッカショート(HD-S):BDG-RU8JHAA

2006年〜2010年製造
- スーパーハイデッカ(SHD):PKG-RU1ESAA（ET-X<460PS>のみ）
- ハイデッカ(HD):PKG-RU1ESAA（ET-X<460PS>とET-XI<380PS>の2機種）

2006年〜2007年製造
- ハイデッカショート(HD-S)（2006年2月20日発売開始）:ADG-RU8JHAA

2005年〜2006年製造
- スーパーハイデッカ(SHD):ADG-RU1ESAA（ET-X<460PS>のみ）
- ハイデッカ(HD):ADG-RU1ESAA（ET-X<460PS>とET-XI<380PS>の2機種）

### セレガR
2000年〜2005年製造
- セレガR GD:12m
- セレガR GJ:12m
- セレガR FD:12m
- セレガR FS:12m
- セレガR FS:11.5m
- セレガR FC:9m

2004年〜2006年製造
- セレガRハイブリッド RU:11.5m VM-RU2PPFR

### 初代セレガ
1990年〜2000年製造
- セレガ GD:12m
- セレガ GJ:12m
- セレガ GT:12m（シアタータイプ、1990年〜1994年まで製造）
- セレガ FD:12m
- セレガ FD:11.5m（1994年まで製造）
- セレガ FS:12m
- セレガ FS:11.5m
- セレガ FM:12m（1995年まで製造）
- セレガ FM:11.5m、11m（同上）
- セレガ FC:9m

1998年〜2004年製造
- セレガHIMR RU:11.5m KC-/HM-RU2PPCR

## 搭載エンジン

### 初代セレガ・セレガR
- 1F F17D系
- 2F F17E型
- 3F F20C系
- 4F F21C系
- 2P P11C型
- 1H H06C型
- 1J J08C型

### セレガ（2代目）
- 1E E13C系
- 8J J08E系
- 1A A09C系
- 2A A05C型